# Biserica Cuvioasa Paraschiva din Cetățele

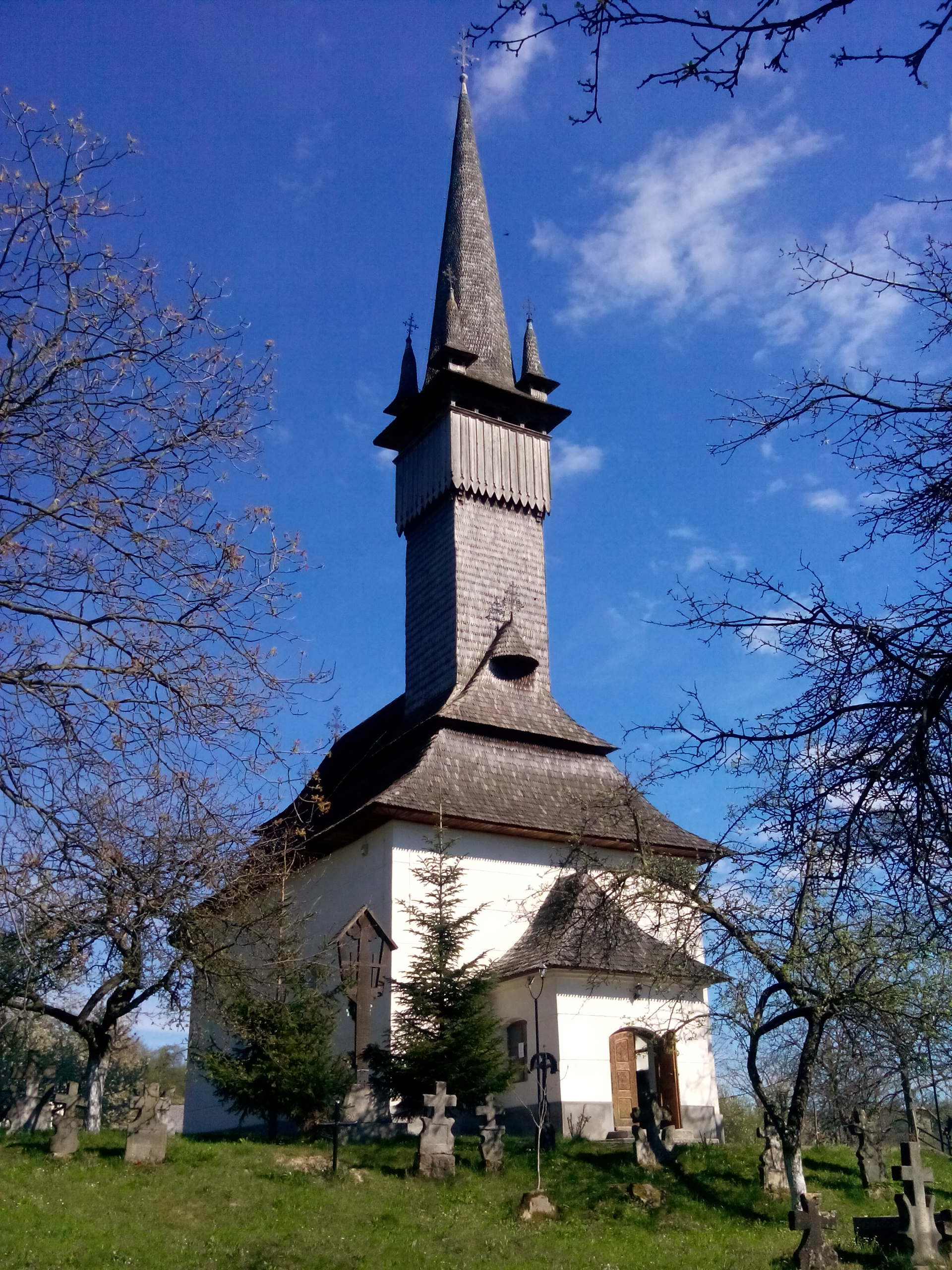
Biserica de zid „Cuvioasa Paraschiva” din satul Cetățele, foto: 9 aprilie 2017

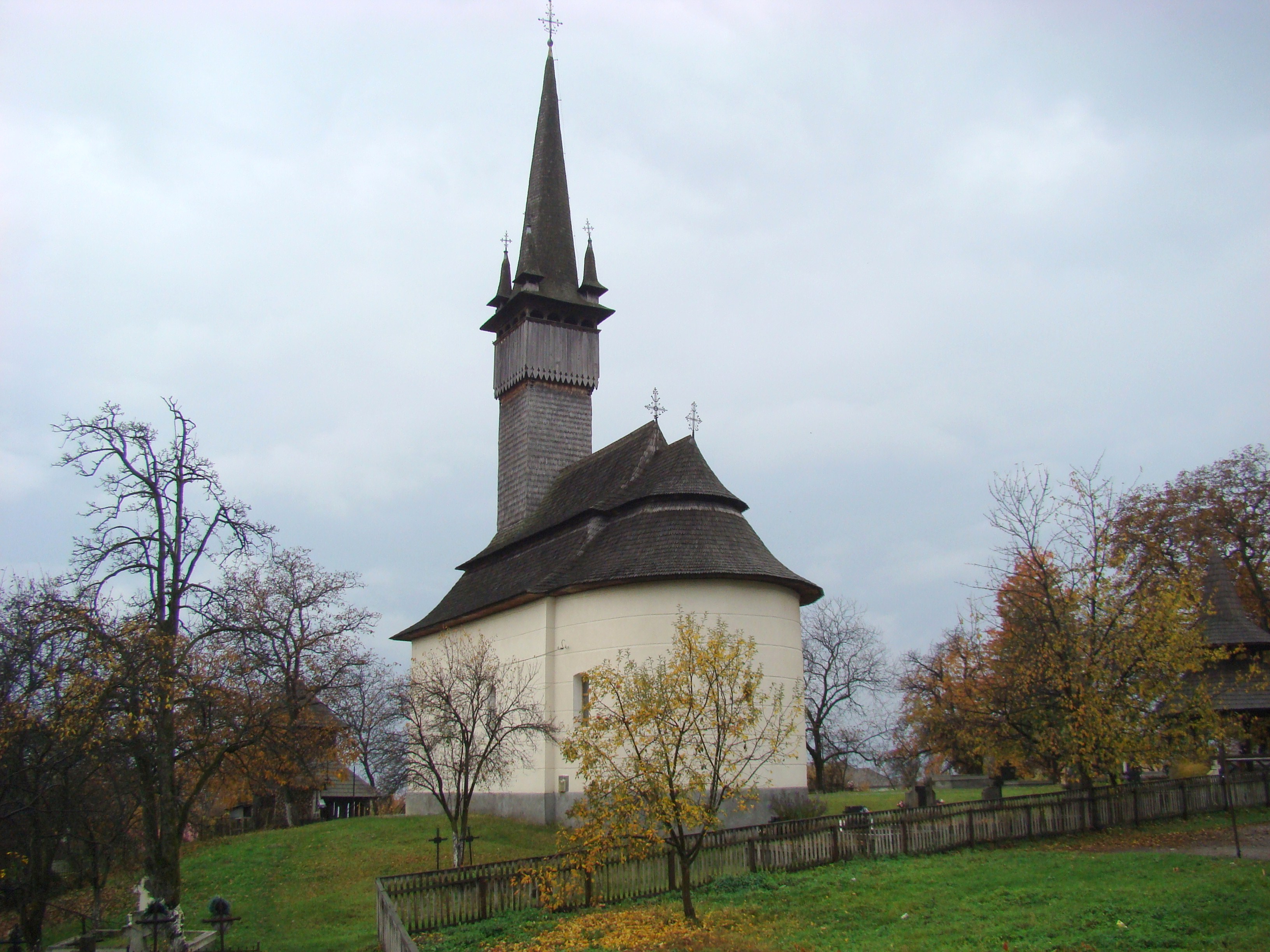
Biserica de zid cu hramul „Cuvioasa Paraschiva” din Cetățele, comuna Șișești, județul Maramureș, foto: octombrie 2013.

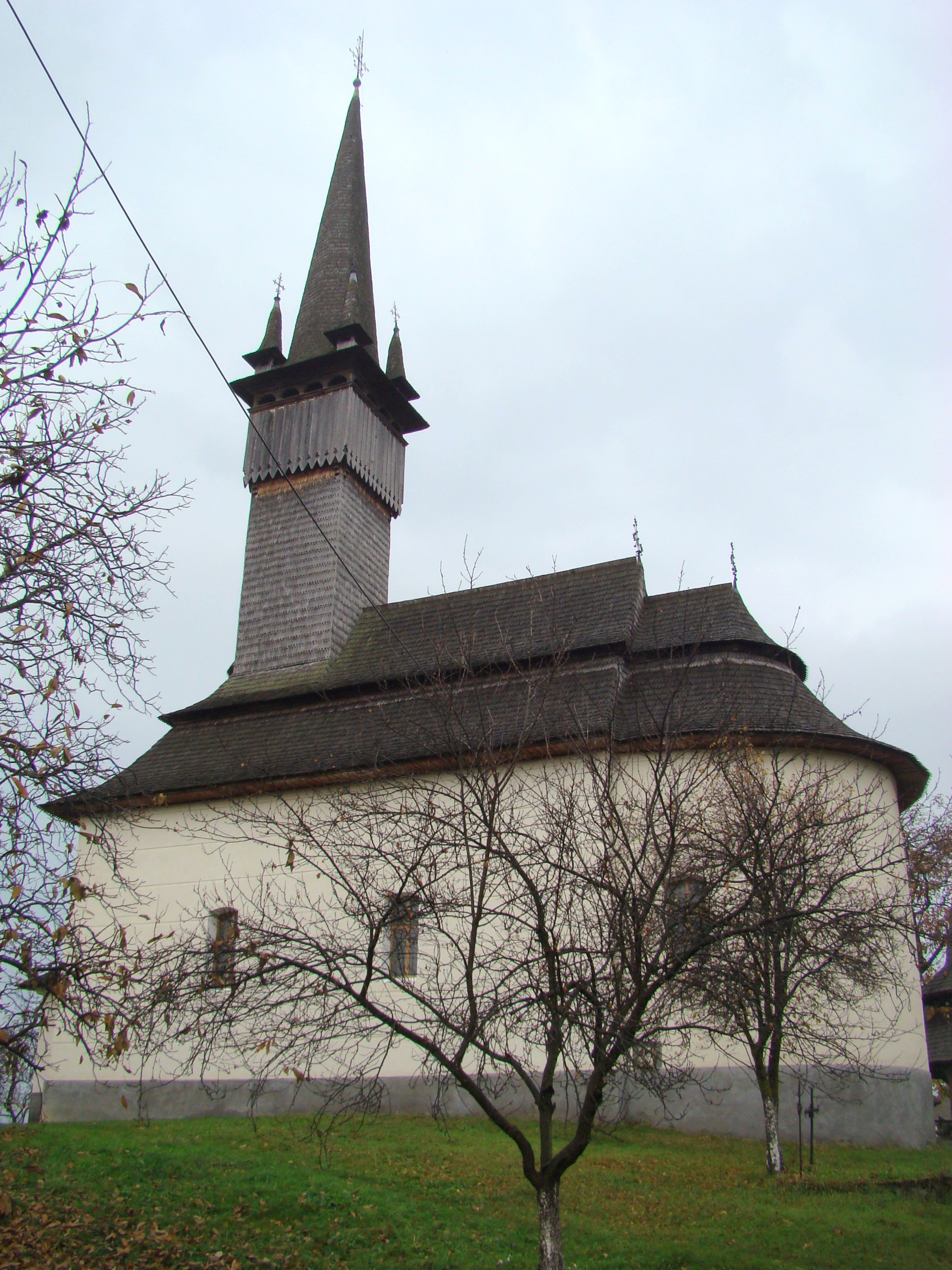
Biserica de zid cu hramul „Cuvioasa Paraschiva” din Cetățele, comuna Șișești, județul Maramureș, foto: octombrie 2013.

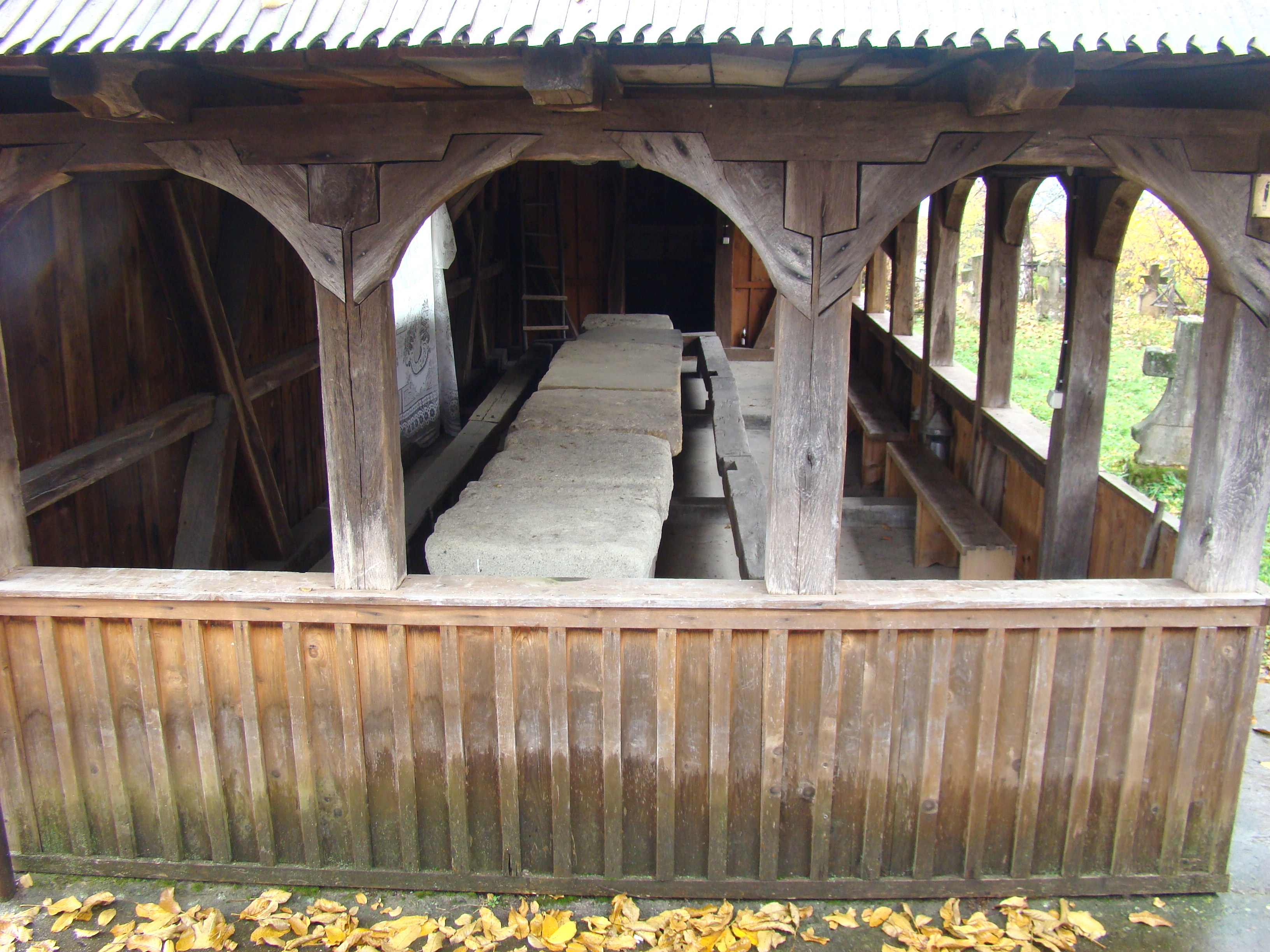
Masa Moșilor (sec.XVIII, monument istoric)

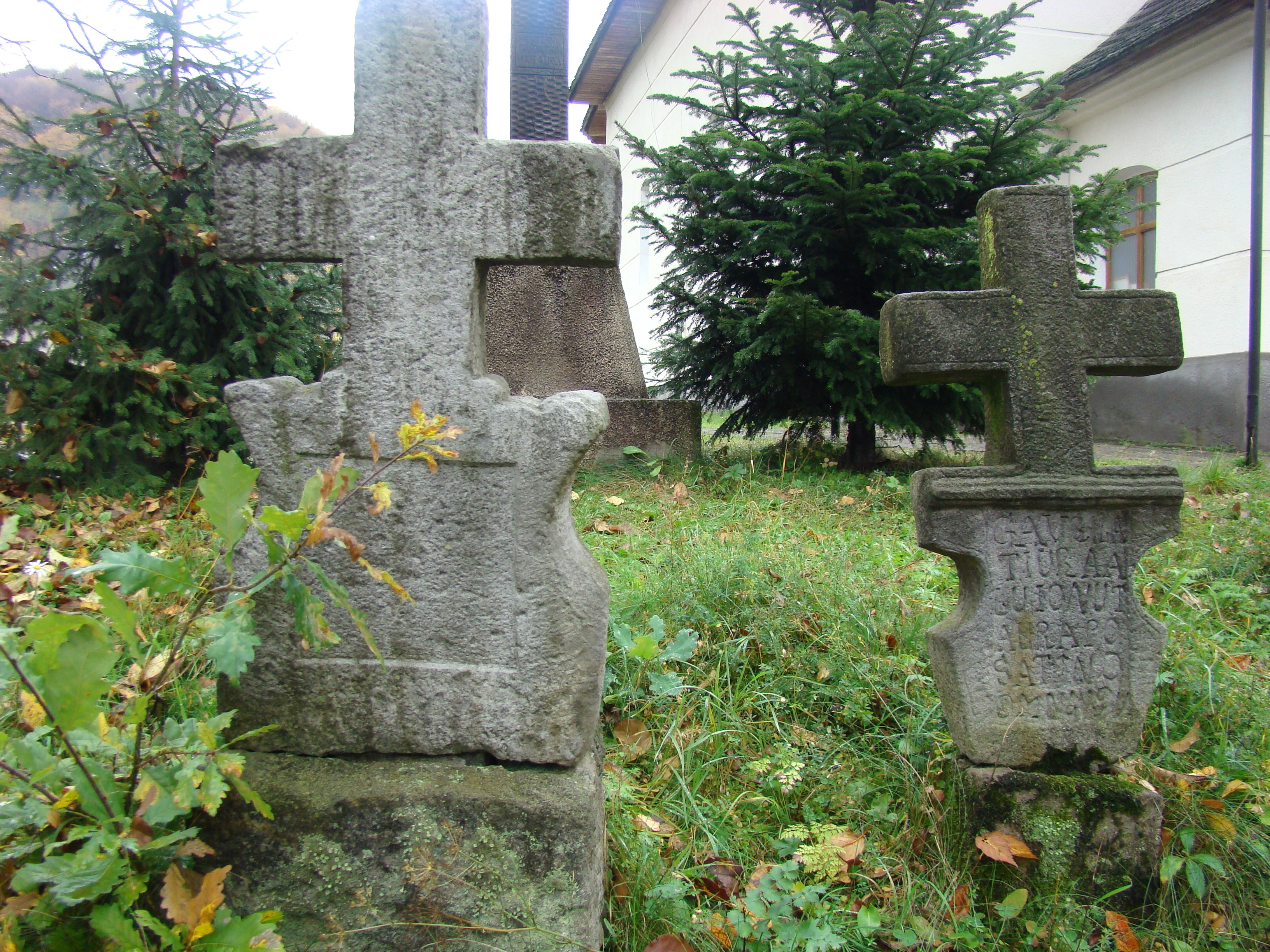
Cimitirul cu cruci de piatră (monument istoric)

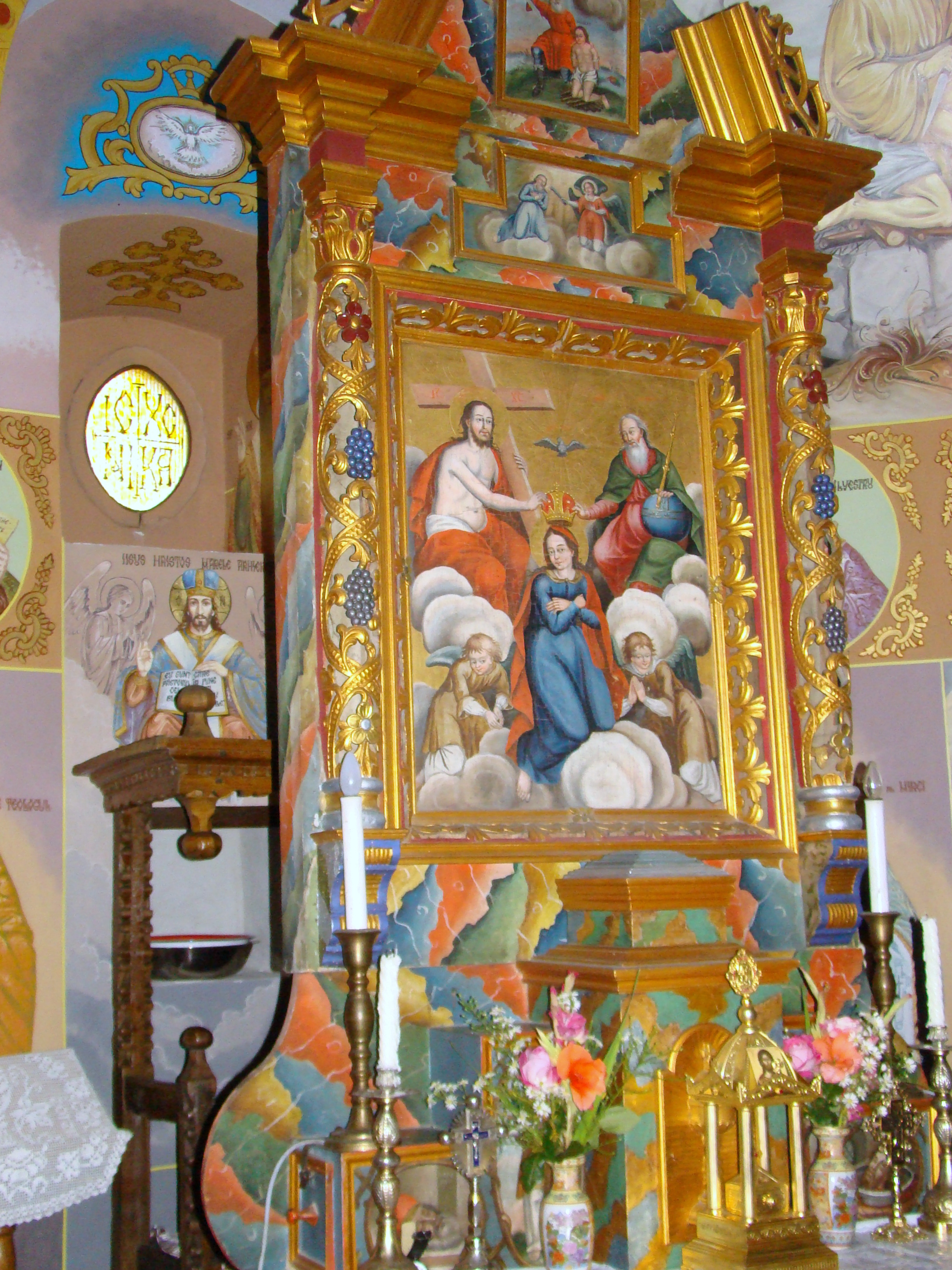
Icoana prestolului (autor: Ștefan Zugravul din Șișești)

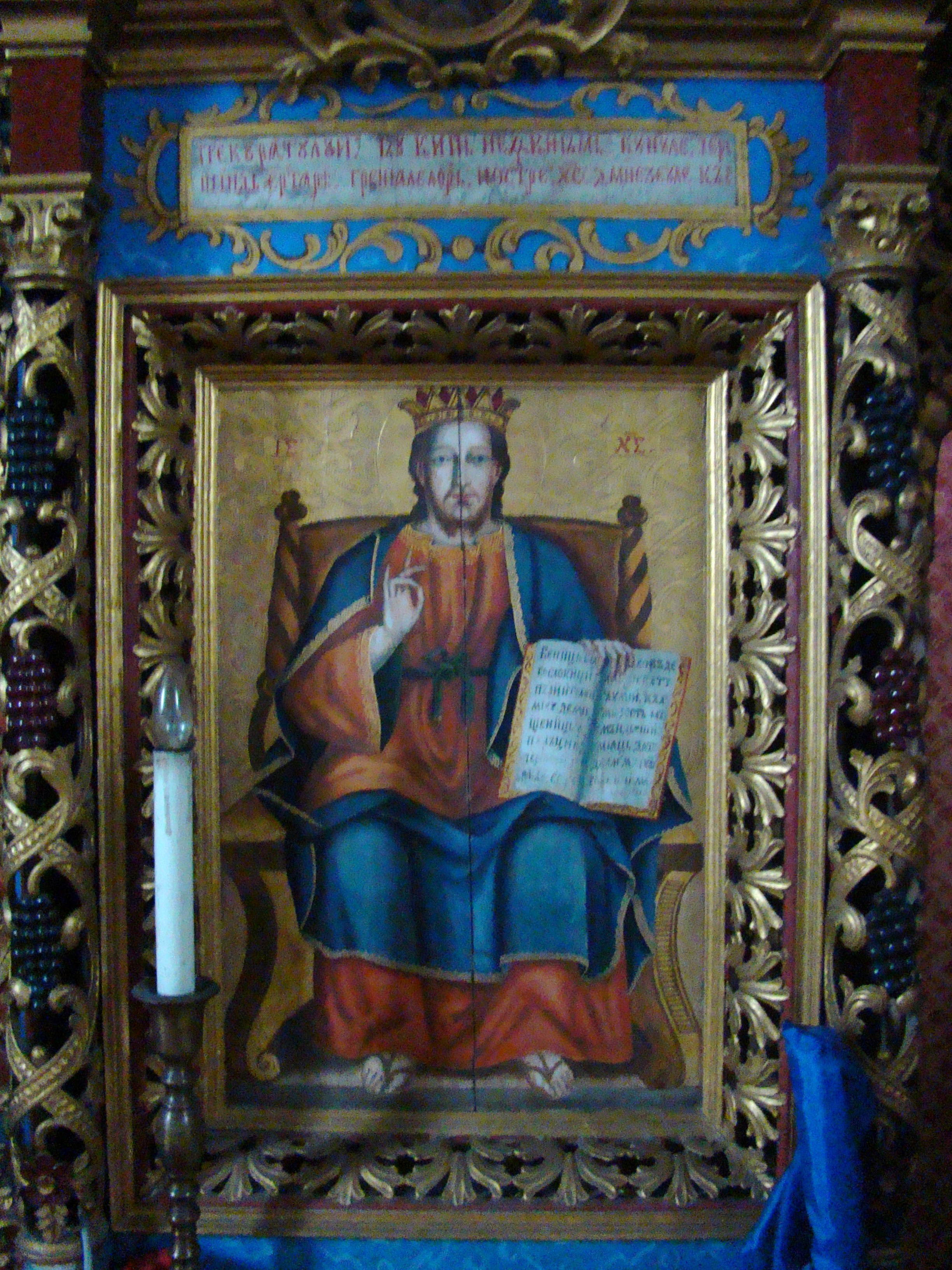
Icoană împărătească: Deisis

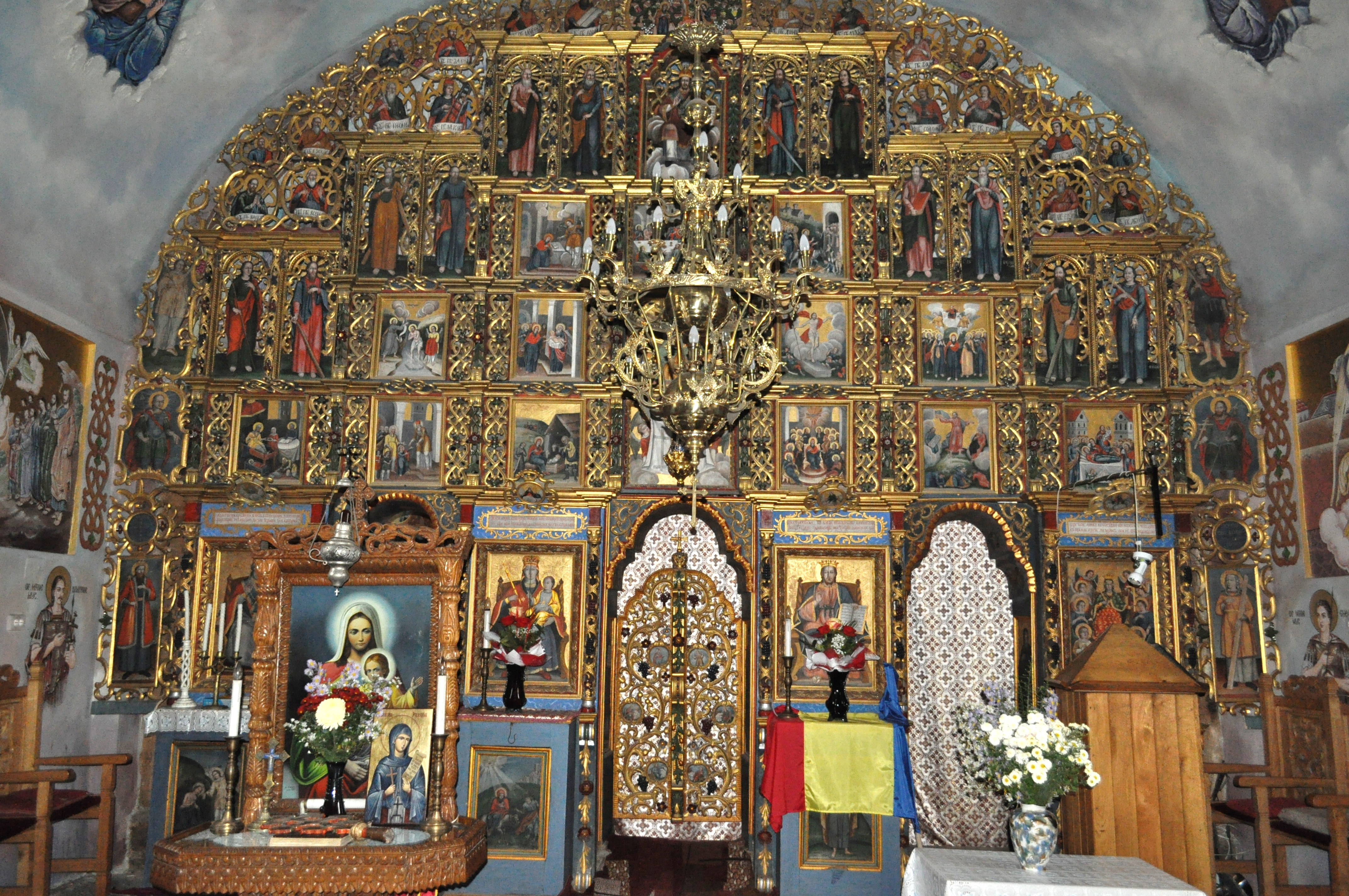
Iconostasul

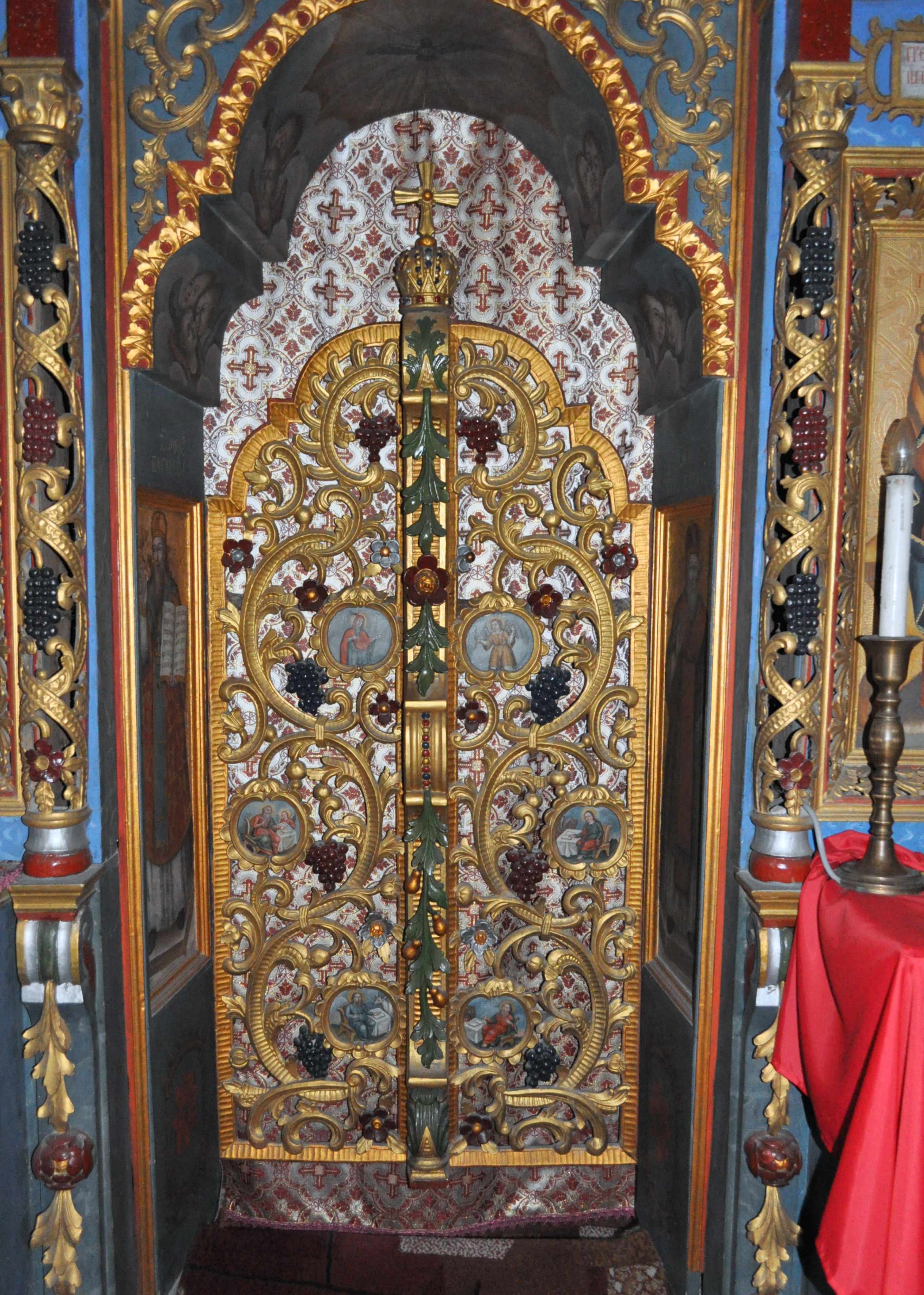
Ușile împărătești

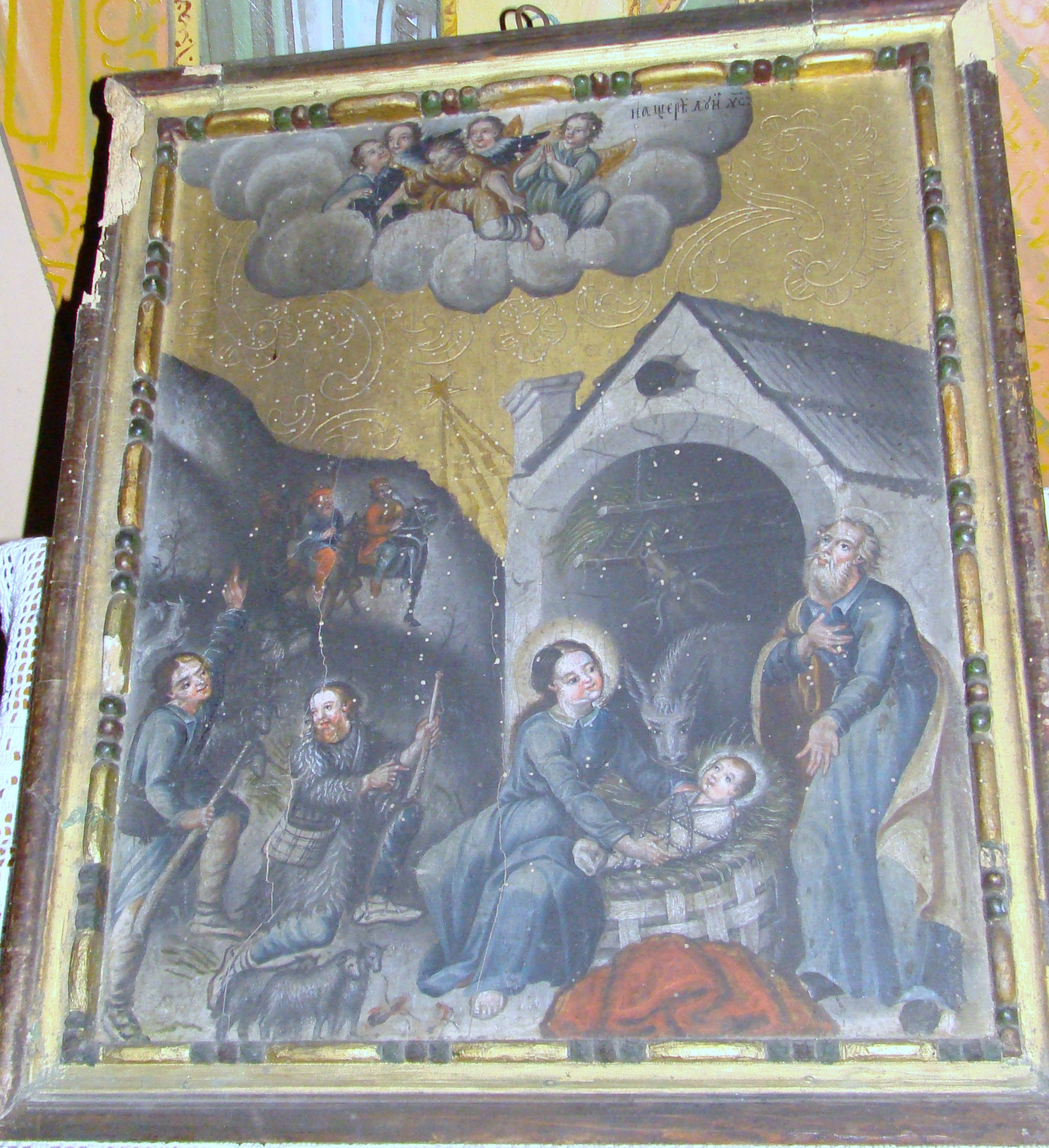
Icoană pe lemn „Nașterea Domnului”

Biserica de zid cu hramul „Cuvioasa Paraschiva” din Cetățele, comuna Șișești, județul Maramureș, a fost construită în anul (1794). Biserica se află pe noua listă a monumentelor istorice sub codul LMI:  MM-II-a-B-04543.

## Istoric și trăsături
Localitatea Cetățele este așezată în partea sud-estică a Depresiunii Baia Mare, într-o zonă colinară, în partea sudică a munților Gutâi. La nord-est se află Masivul Mogoșa (1246 m), care cu înălțimea sa domină întreaga zonă. Se găsește la 2 km distanță de drumul județean, care face legătura între reședința județului și orașul Cavnic.
Din punct de vedere geografic localitatea Cetățele este situată între paralele 47°30ʹ și 47°30ʹ50ʺ latitudine nordică și meridianele 23°41ʹ20ʺ și 23°41ʹ45ʺ longitudine estică, învecinându-se la nord cu localitățile Dănești și Bontăieni, la est cu Șurdești, la sud cu localitatea Făurești, iar la vest cu localitățile Cărpiniș și Șindrești.
Deși atestată documentar la 1411, prin descoperirile arheologice și toponimiile locurilor, cu deplin temei se poate fixa data întemeierii localității cel mai devreme la 1350. Actuala denumire a satului apare în documente la anul 1776, sub forma maghiarizată Czetetzel sau Czurkafalu (satul lui Țura, numele de familie dominant și azi la Cetățele). 
Etimologia denumirii localității – Cetățele – vine de la substantivul „cetate”. Având în vedere că localitatea se află la poalele Dealului Măgura a cărui configurație se prezintă sub forma unei cetăți cu trei bastioane, de pe vârfurile căruia se puteau vedea cetățile existente în jur, Chioar și Baia Mare, se poate spune că aici exista un punct de pază și observație, locuitorii fiind avertizați de atacurile turcilor și tătarilor prin aprinderea focurilor. Români și creștini adevărați, iubitori de neam și glie, locuitorii satului Cetățele, de-a lungul istoriei, au participat și luptat activ în toate revoltele și răscoalele din diferite perioade istorice, fiind prezenți și la Marea Unire din 1918, vărsându-și sângele pentru libertatea și demnitatea neamului românesc și în cele două războaie mondiale. Drept recunoștință pentru jertfa strămoșilor, în curtea bisericii s-a înălțat monumentul eroilor satului. 
Prima biserică s-a construit aici la mijlocul secolului al XVII-lea și era făcută din lemn de stejar, în stilul specific Maramureșului, având hramul „Cuvioasa Parascheva”. Bisericuța din lemn a fost vândută în satul Rogoz, iar de aici a fost dusă în satul Izvoarele (Bloaja) unde se află și astăzi.
Biserica actuală, în care se slujește, datează din 1794, după cum rezultă din inscripția de la intrare și este inclusă pe lista bisericilor monument-istoric, aflându-se într-o stare foarte bună de conservare, păstrând hramul „Cuvioasa Parascheva”. Corpul bisericii este realizat din piatră brută, iar turnul este din lemn. Zidurile sunt groase atingând dimensiunea de 90 cm și acoperișul este cu o învelitoare din draniță (șindrilă).
Piesa cea mai valorosă o reprezintă catapeteasma (iconostasul) realizat din lemn de tei, sculptat, traforat și pictat; iconostasul are la bază 6,6 m iar înălțimea de 6 m. După cum rezultă din inscripția chirilică de pe icoana de pe prestol, iconostasul este opera artistului Ștefan Zugravul care o semnează la 1785.
Lângă biserică se află „masa moșilor” care datează din secolul XVIII.

## Imagini din exterior

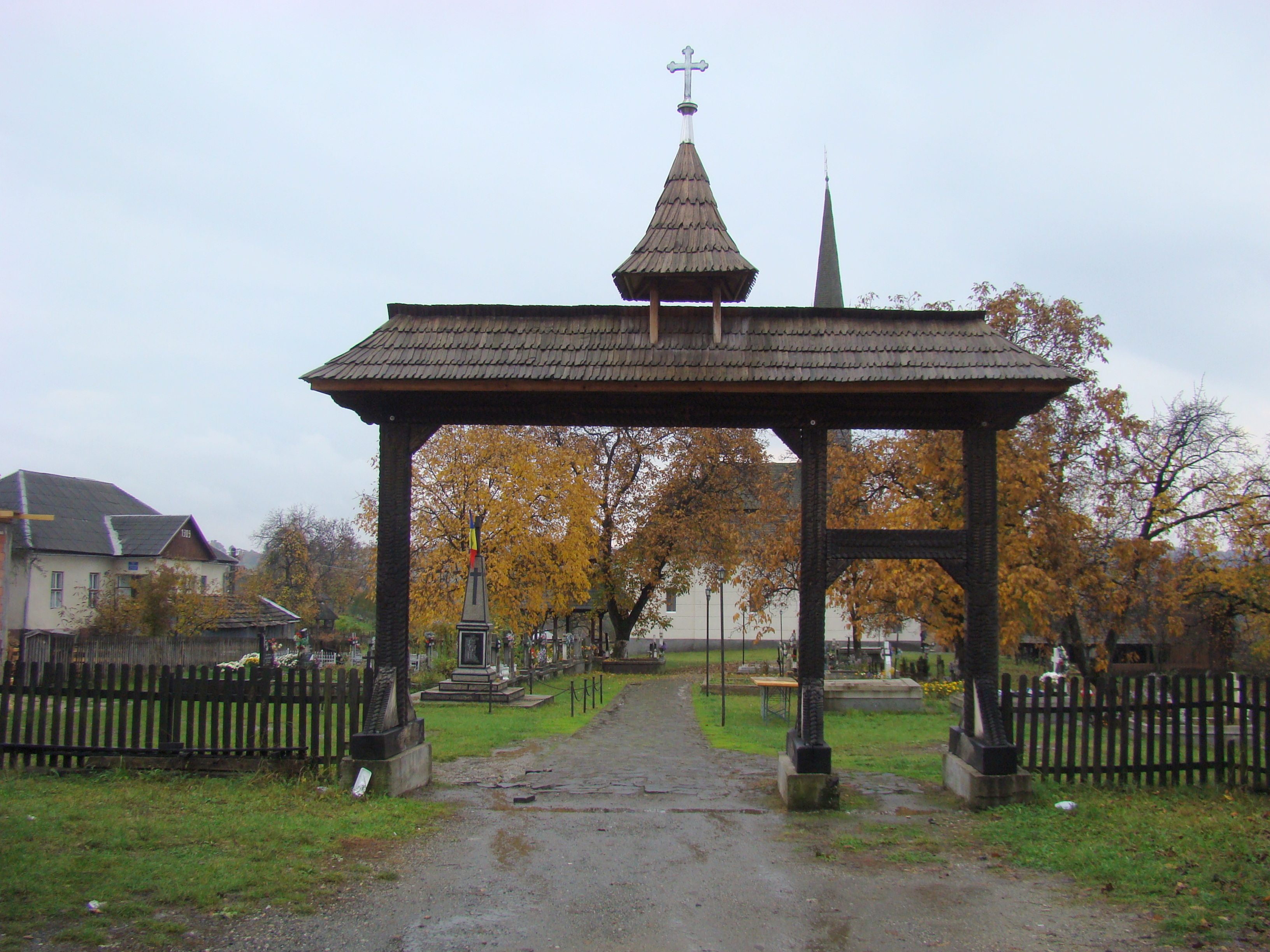
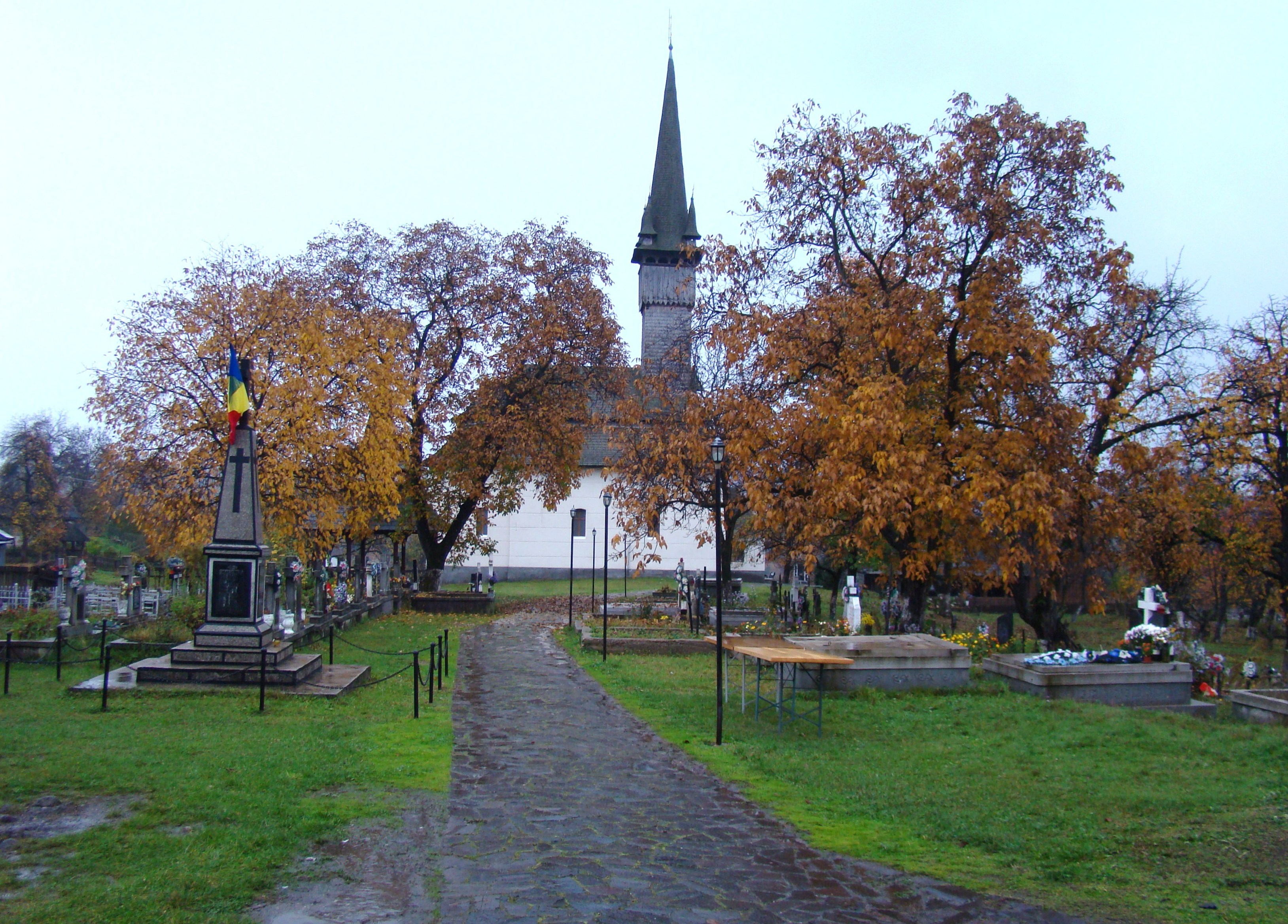
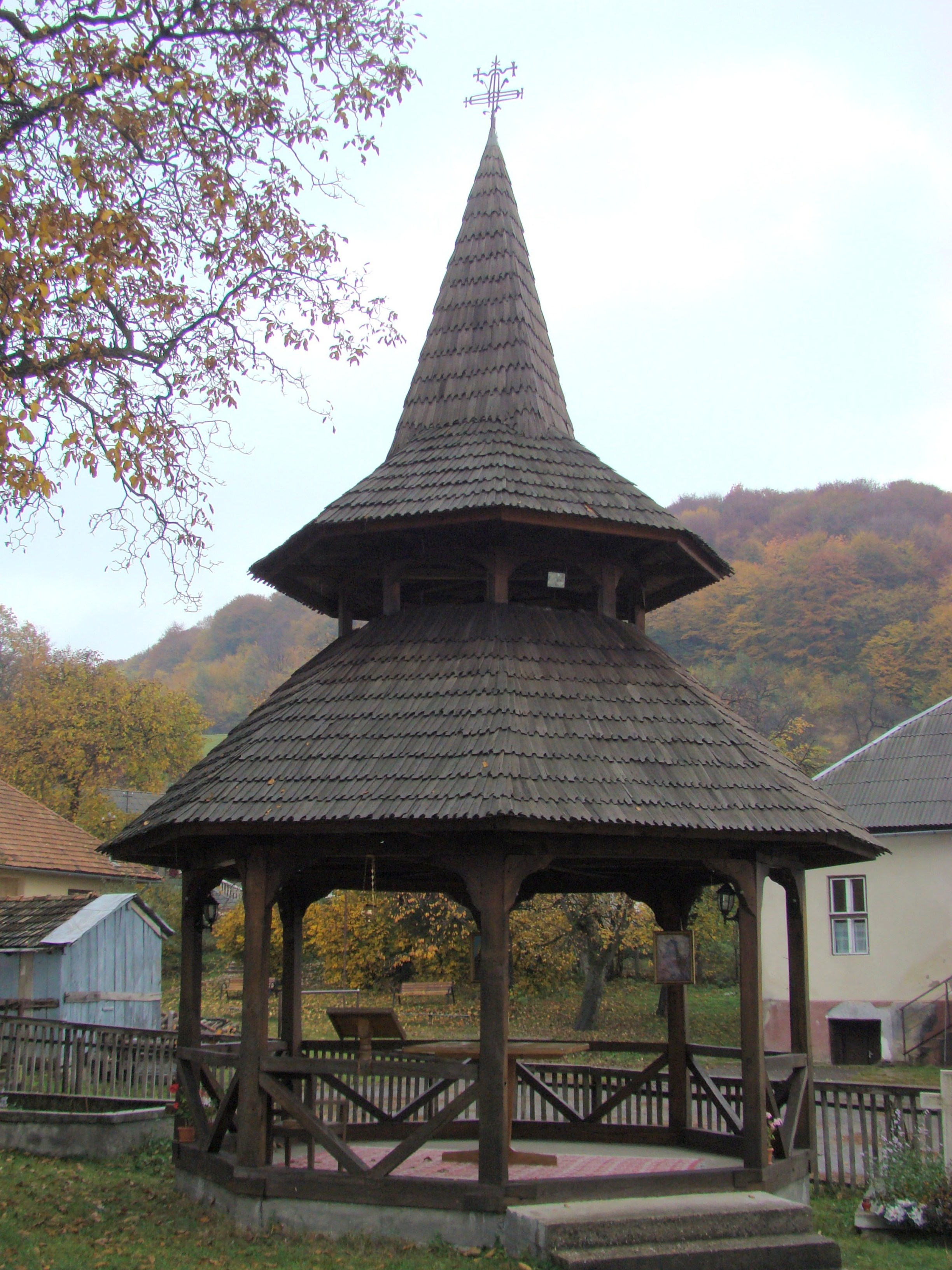
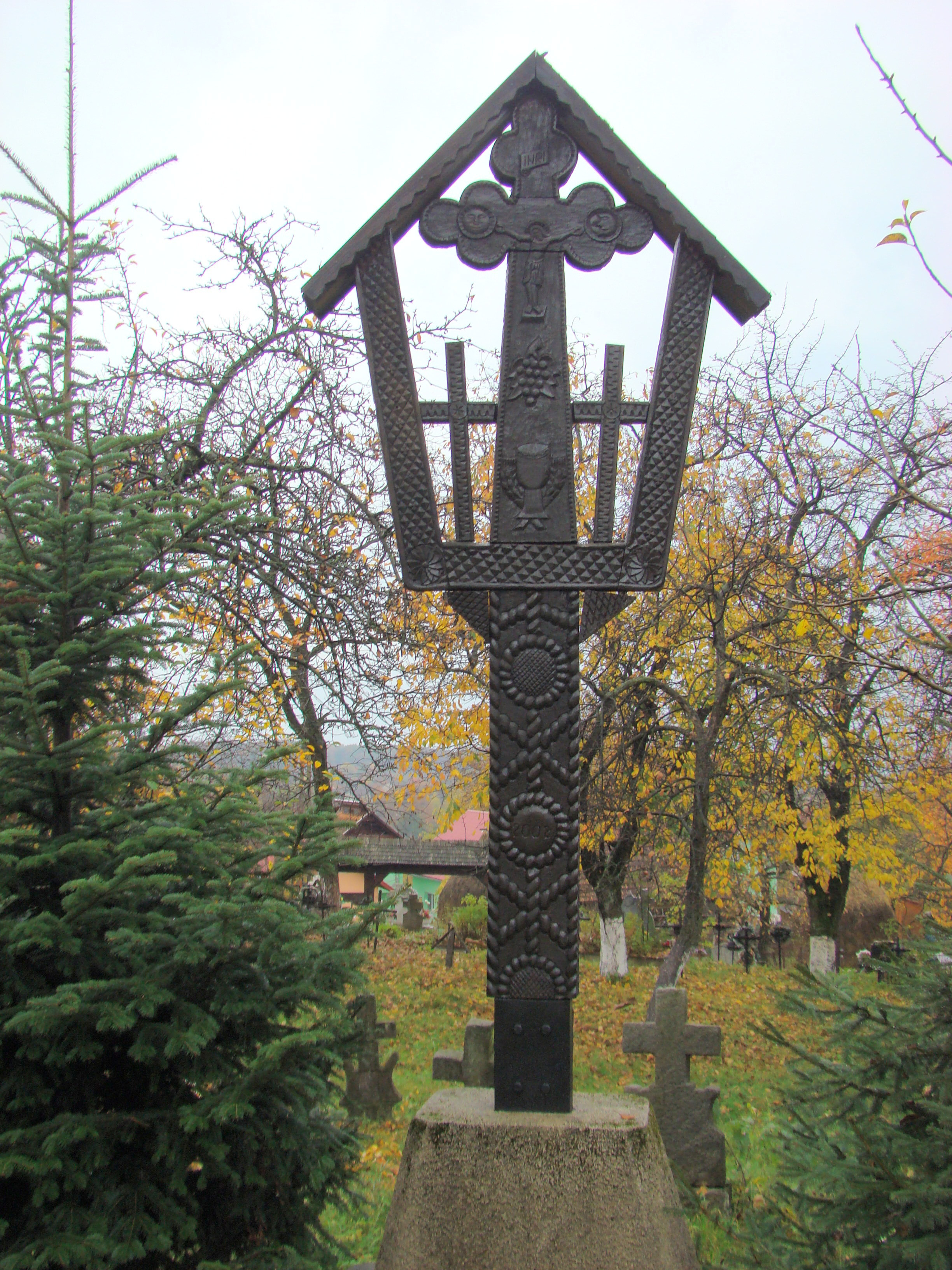
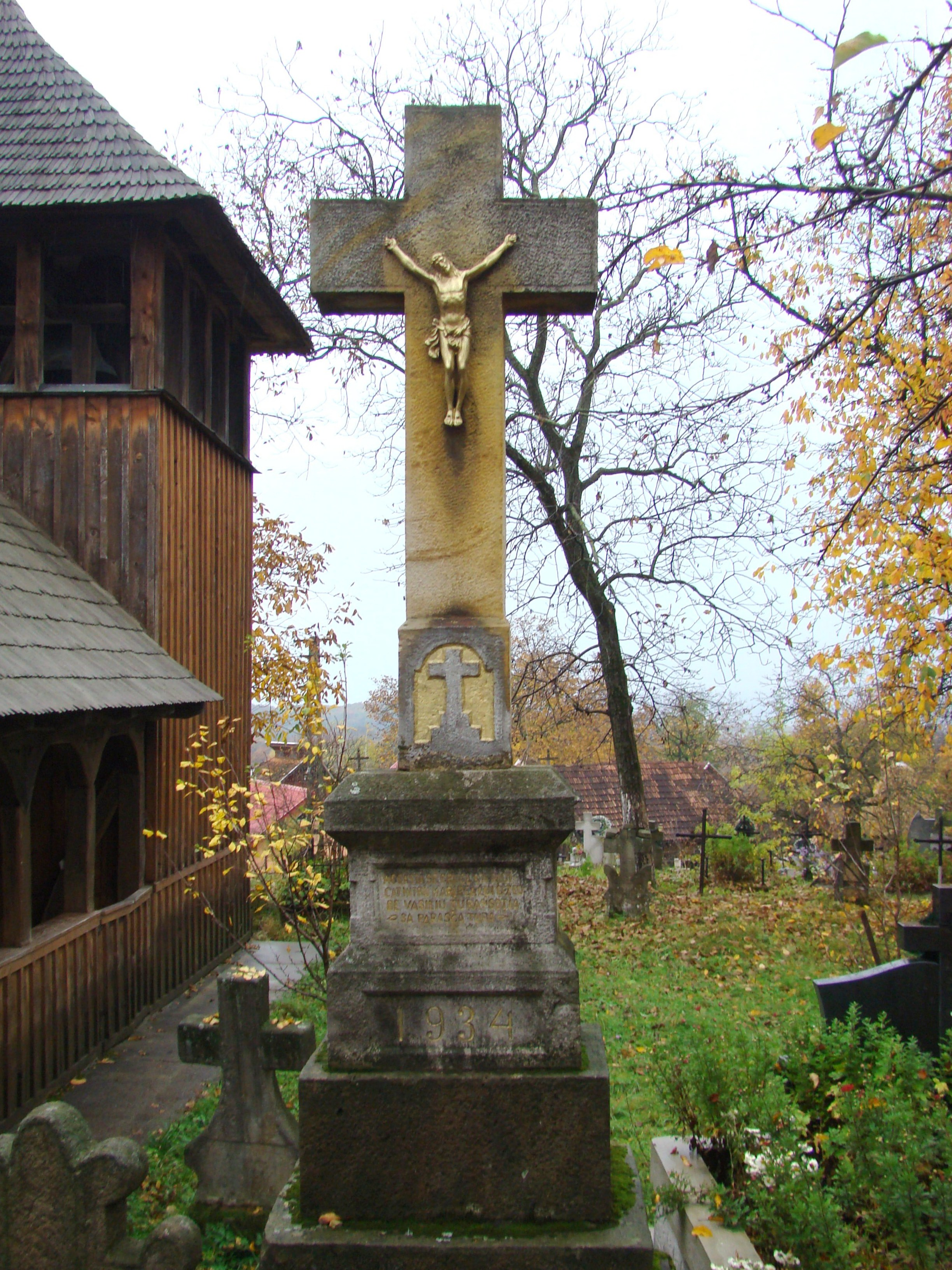
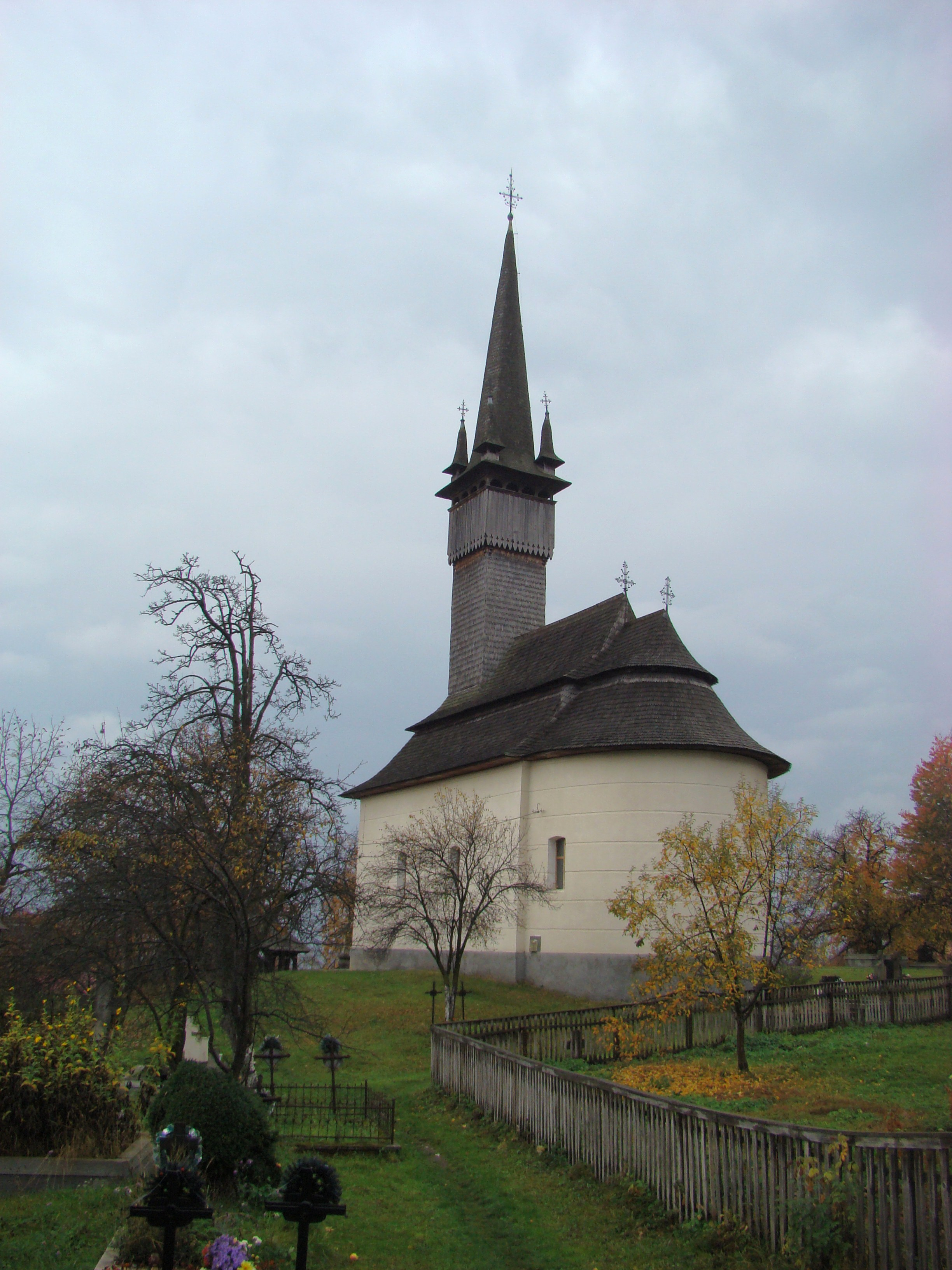
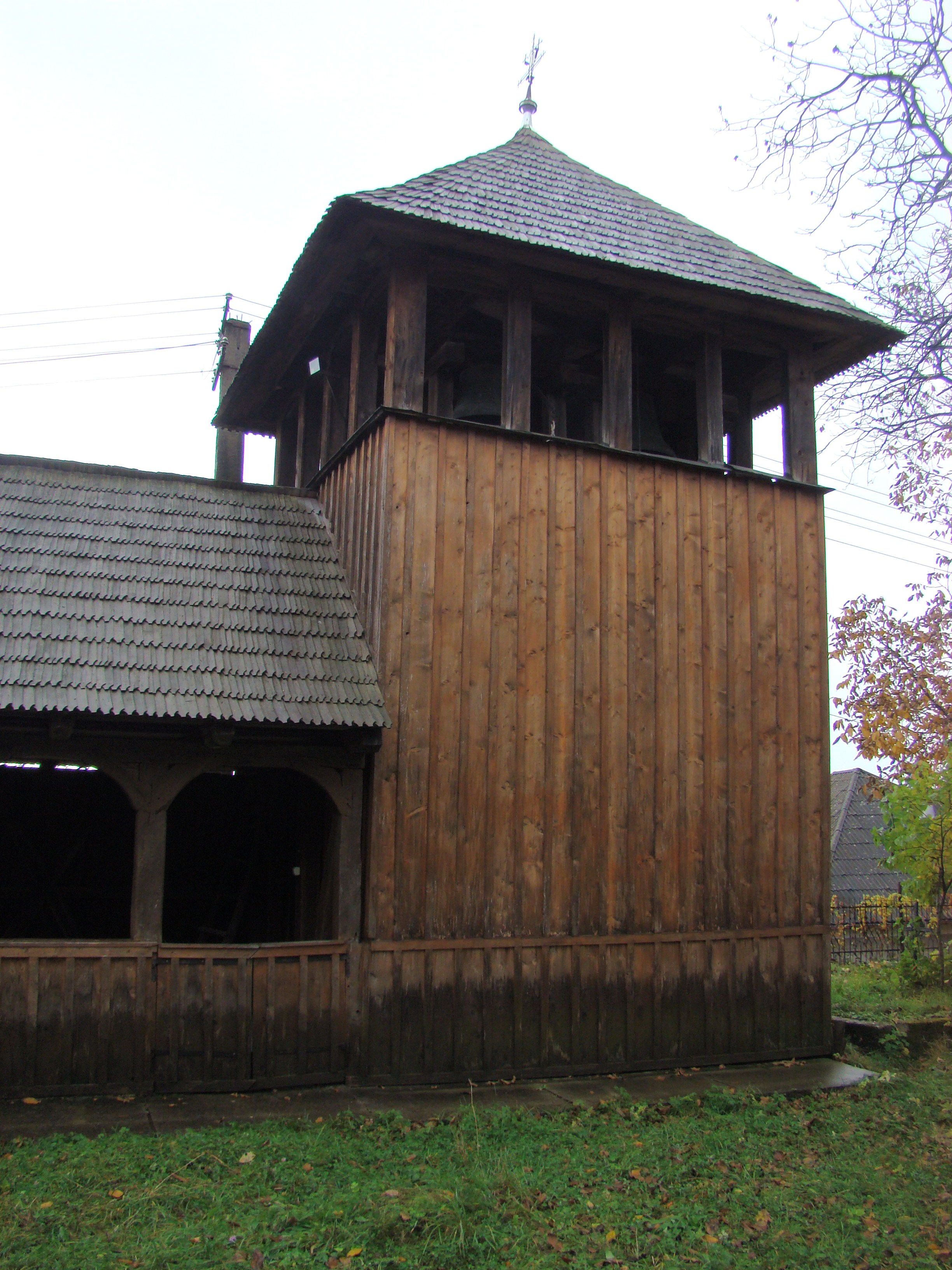
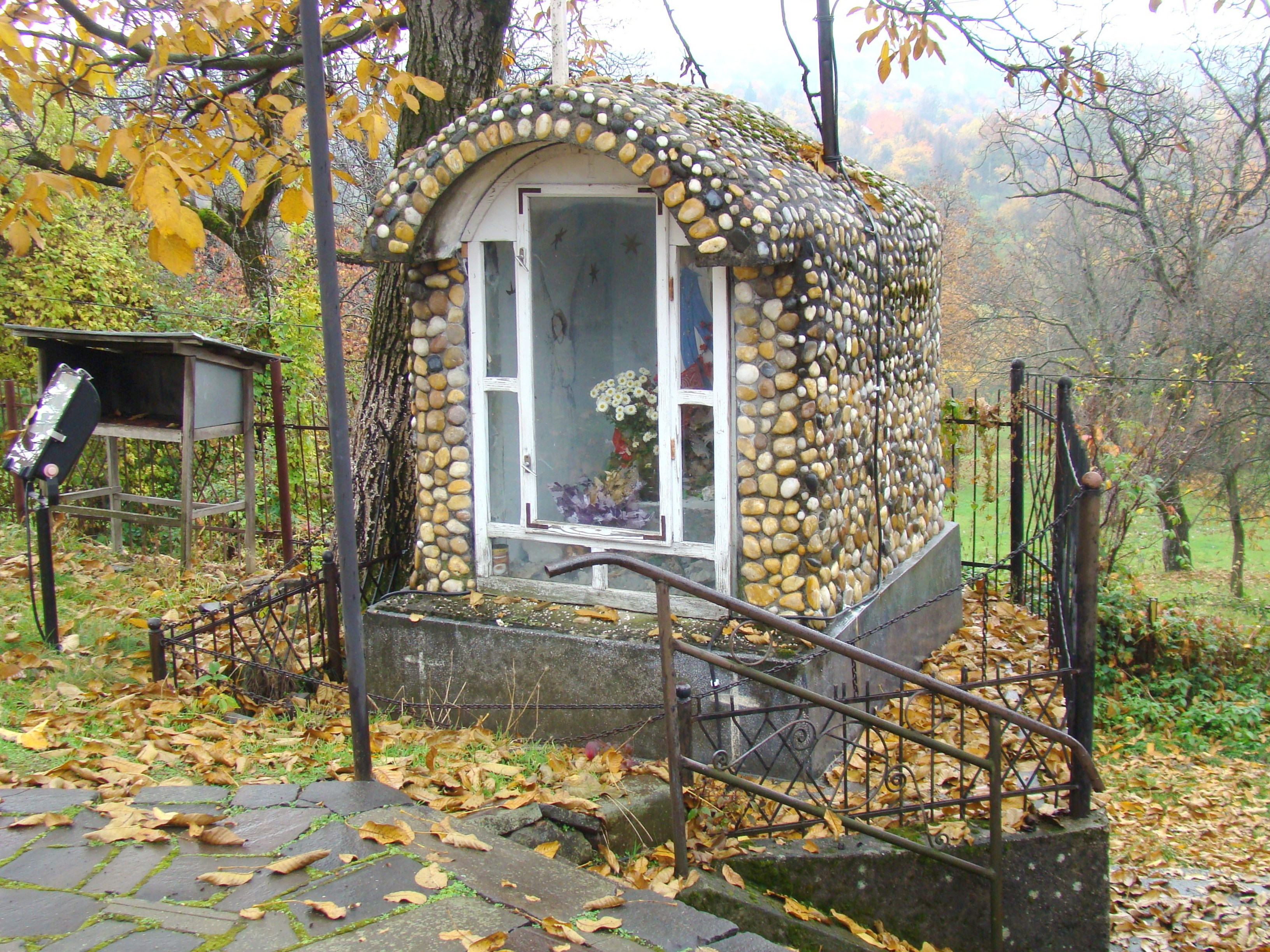
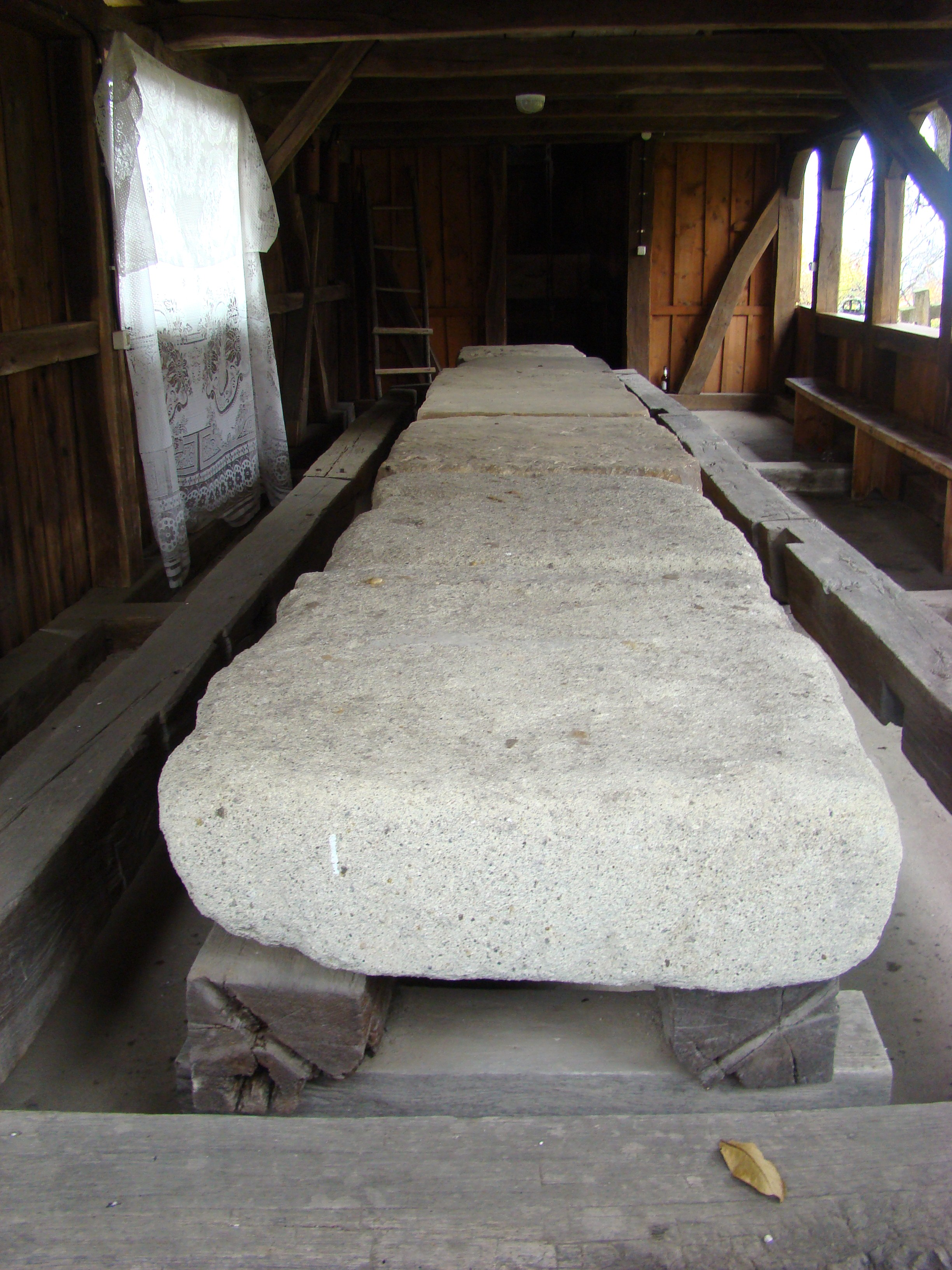
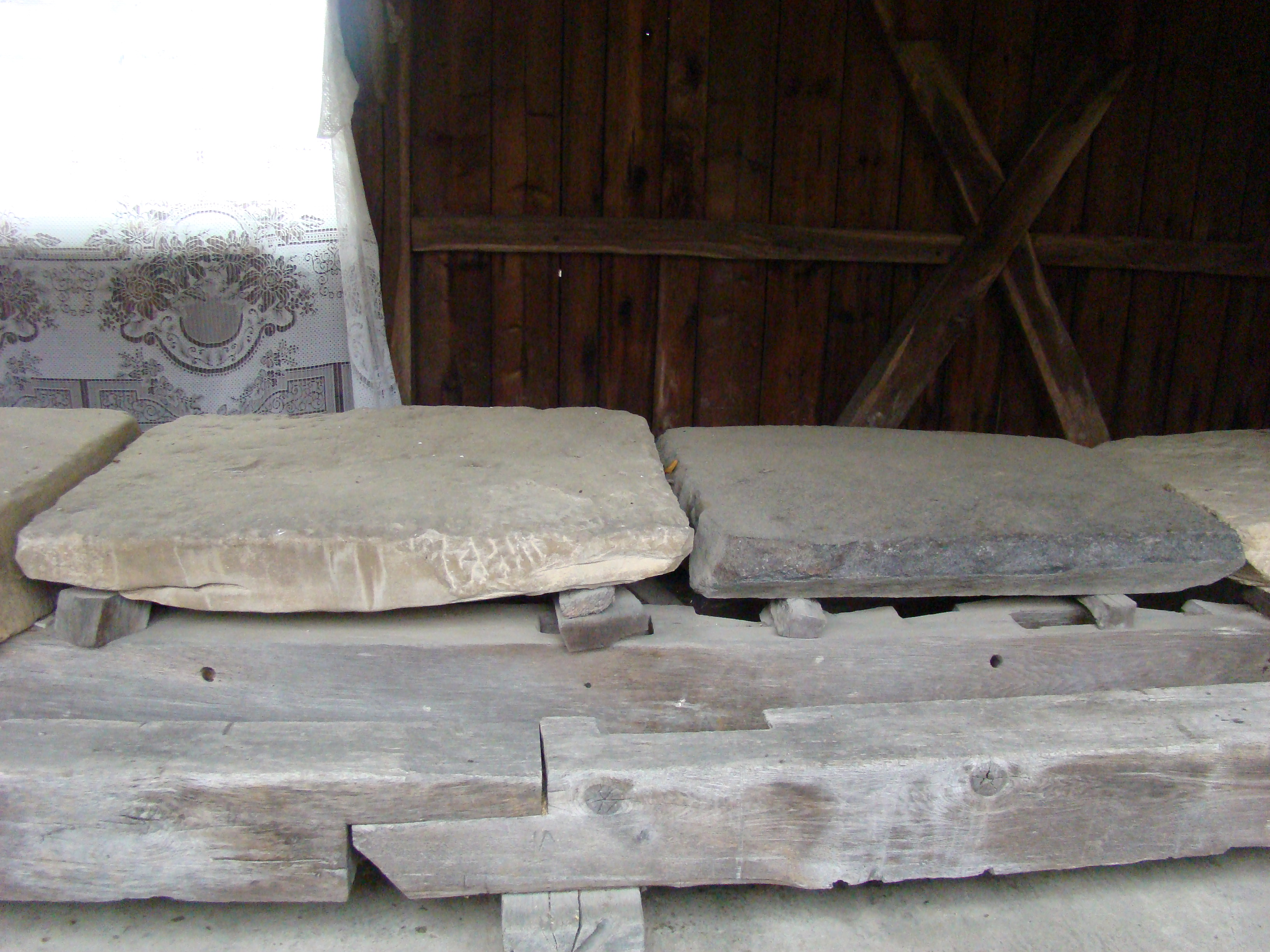
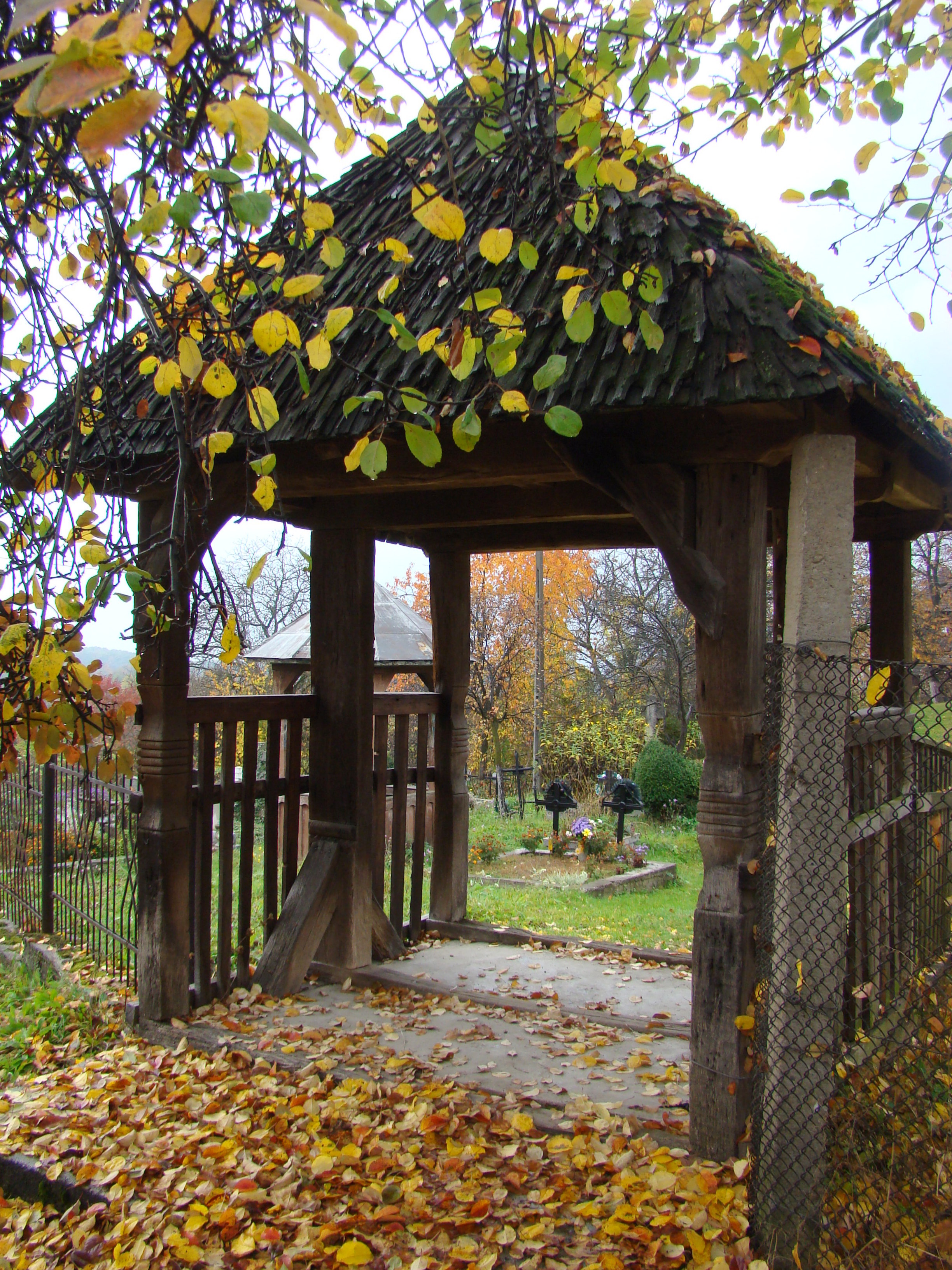
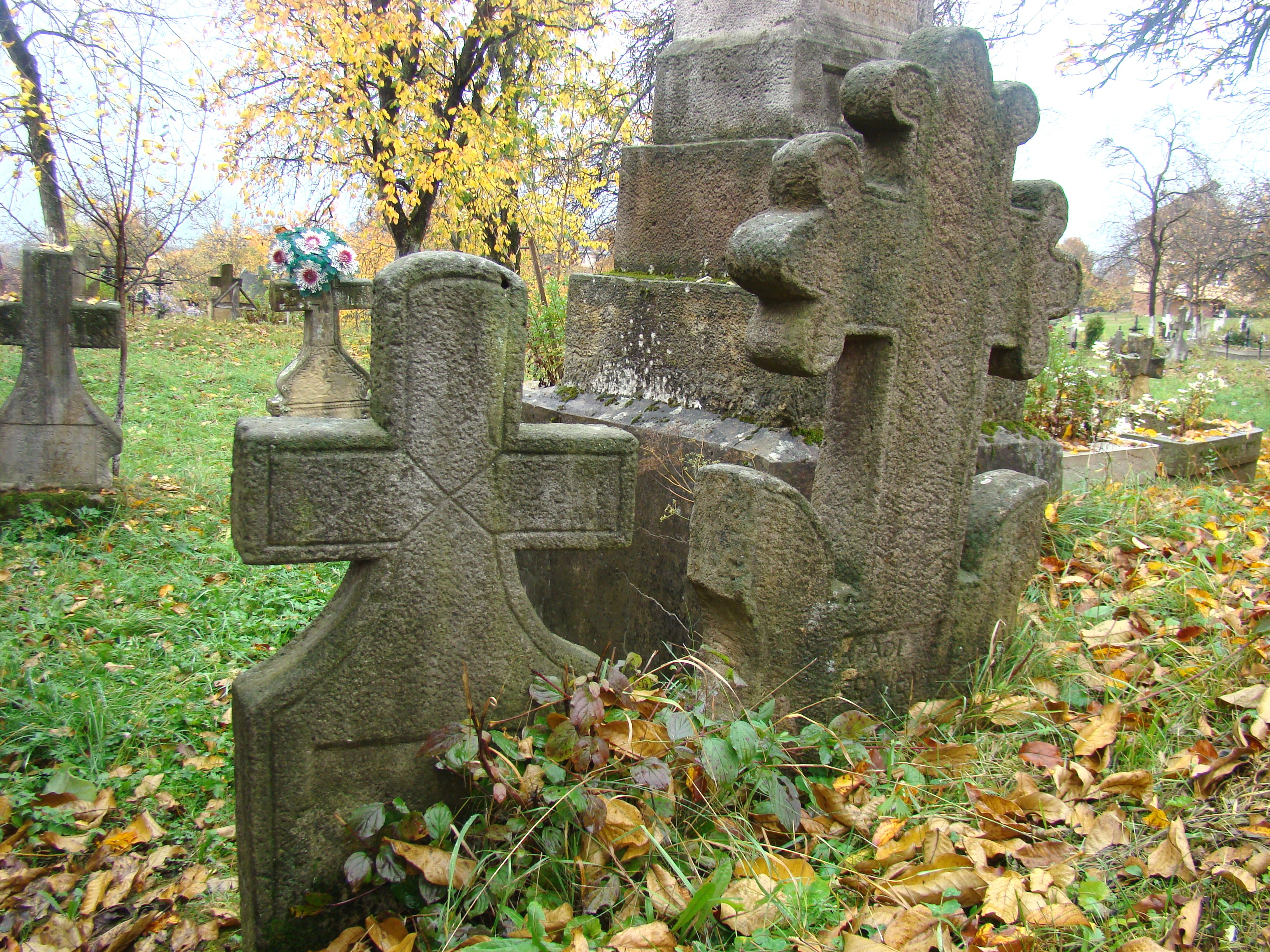
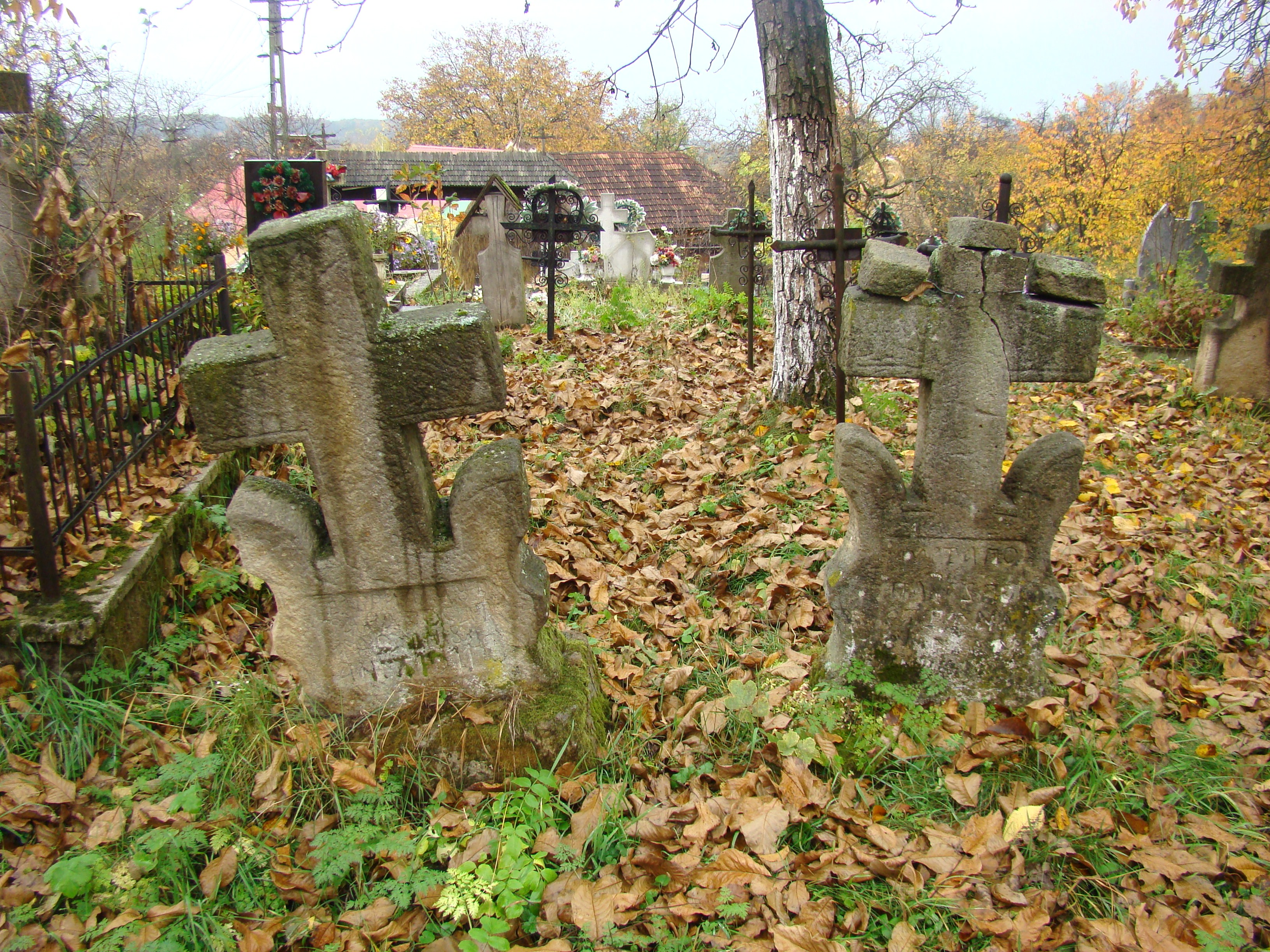
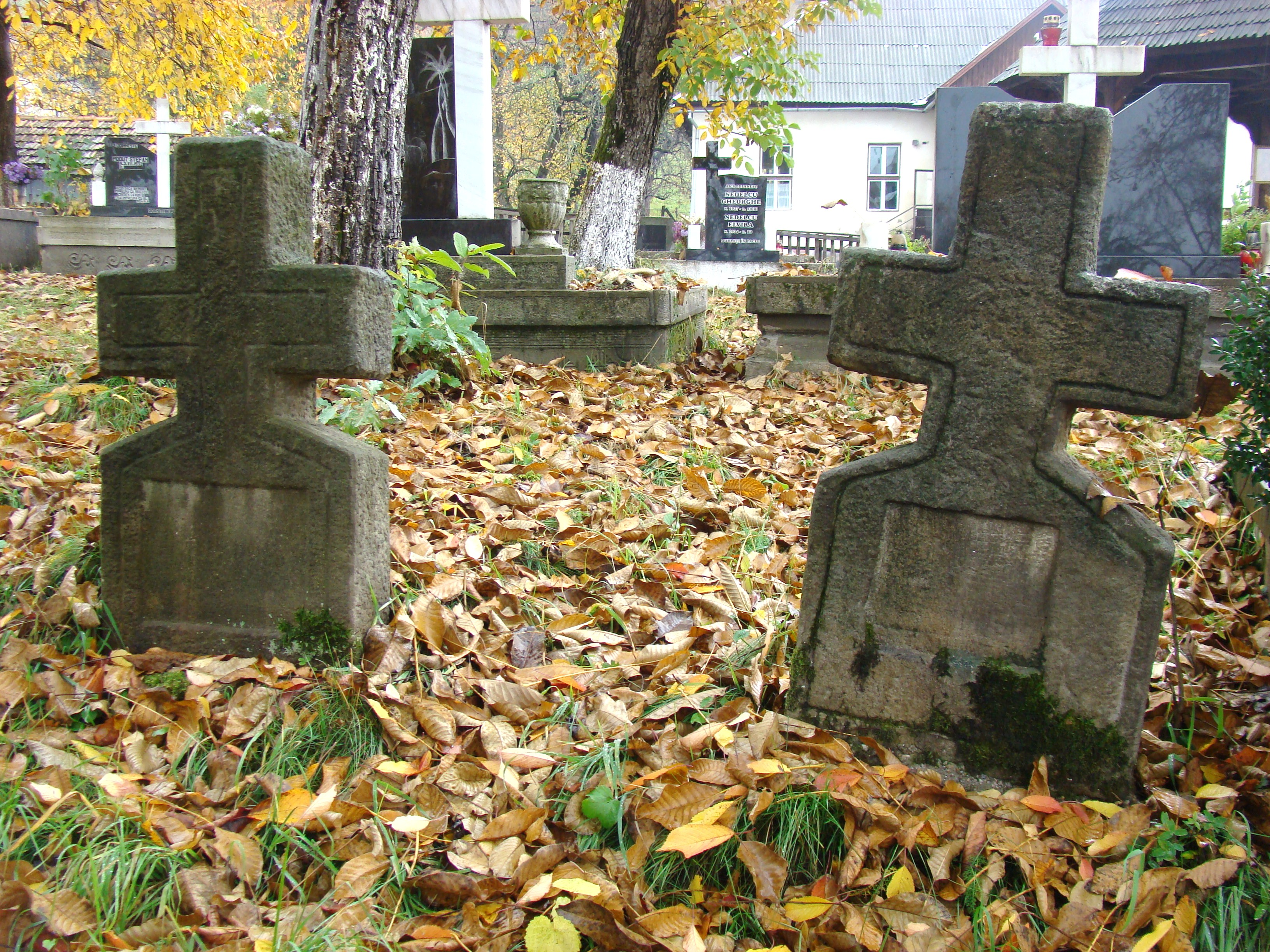
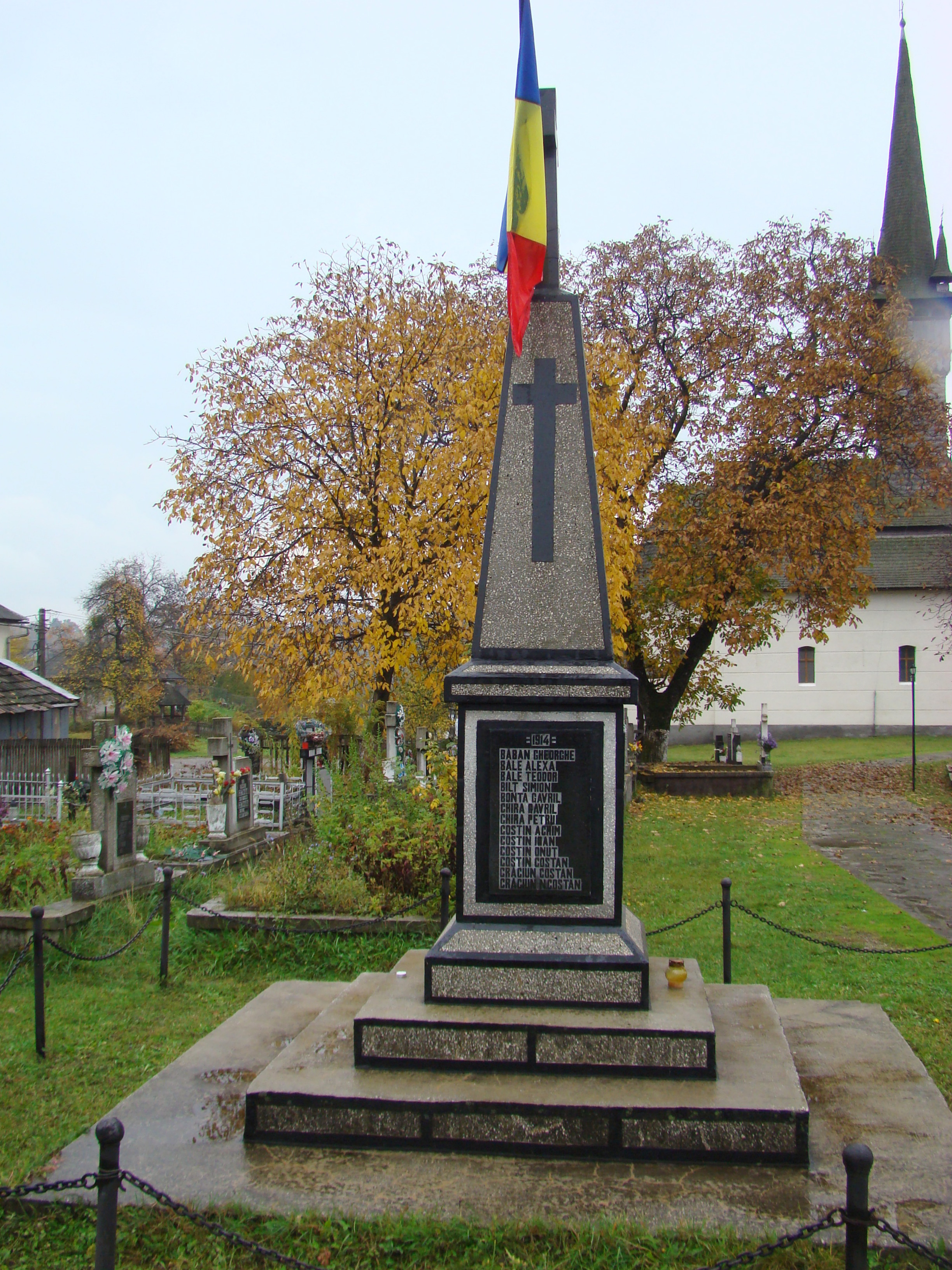

## Imagini din interior

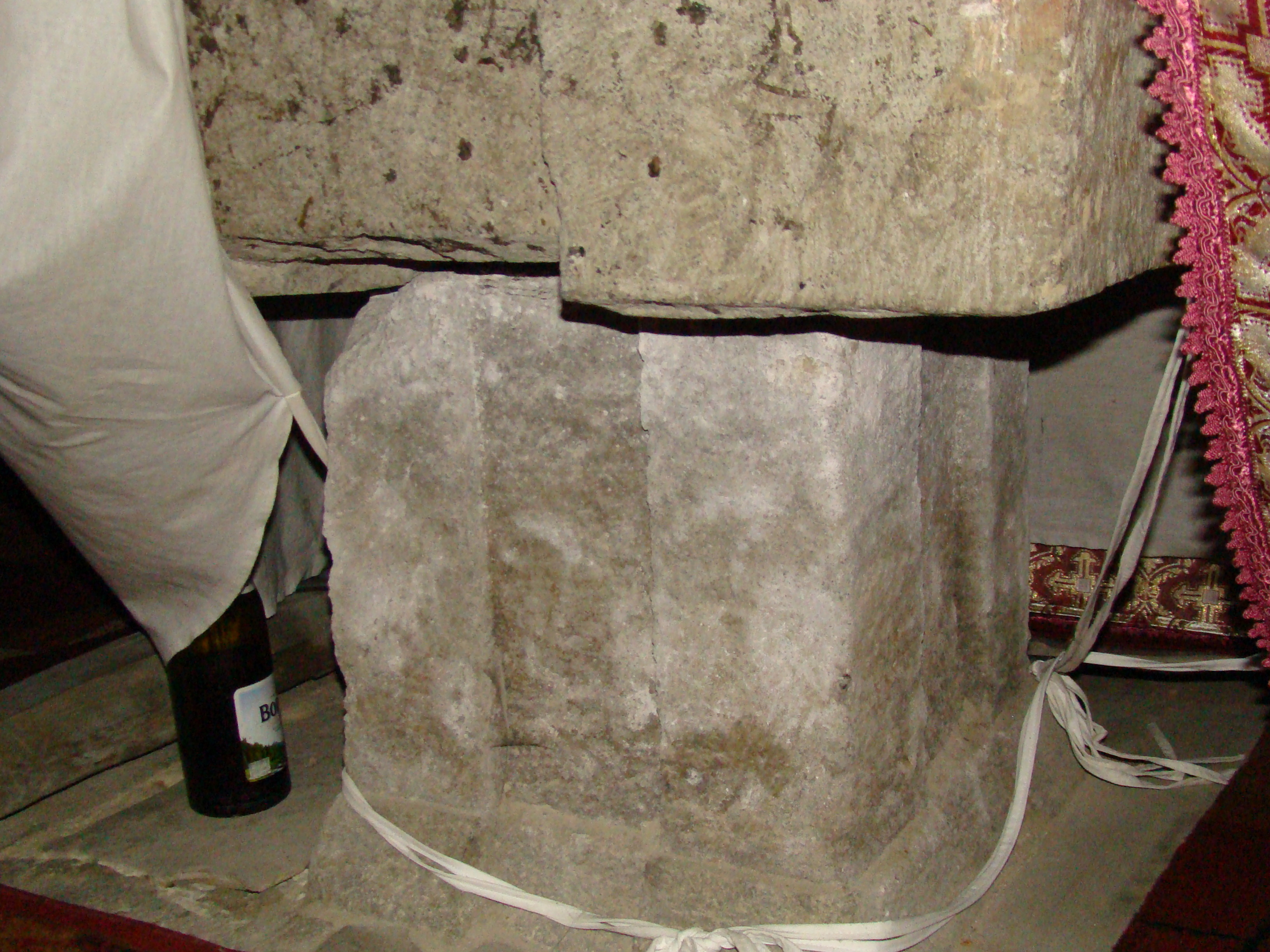
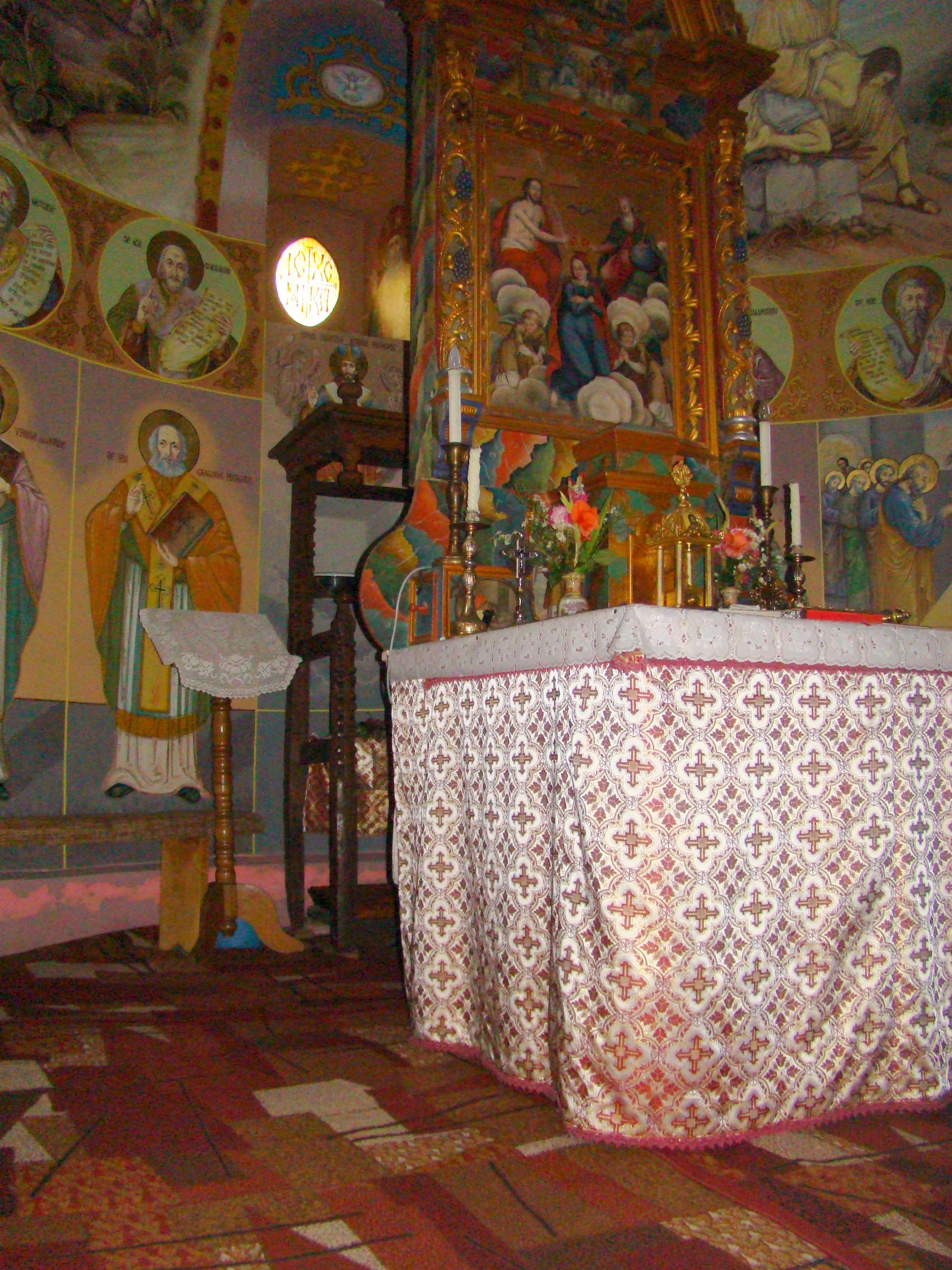
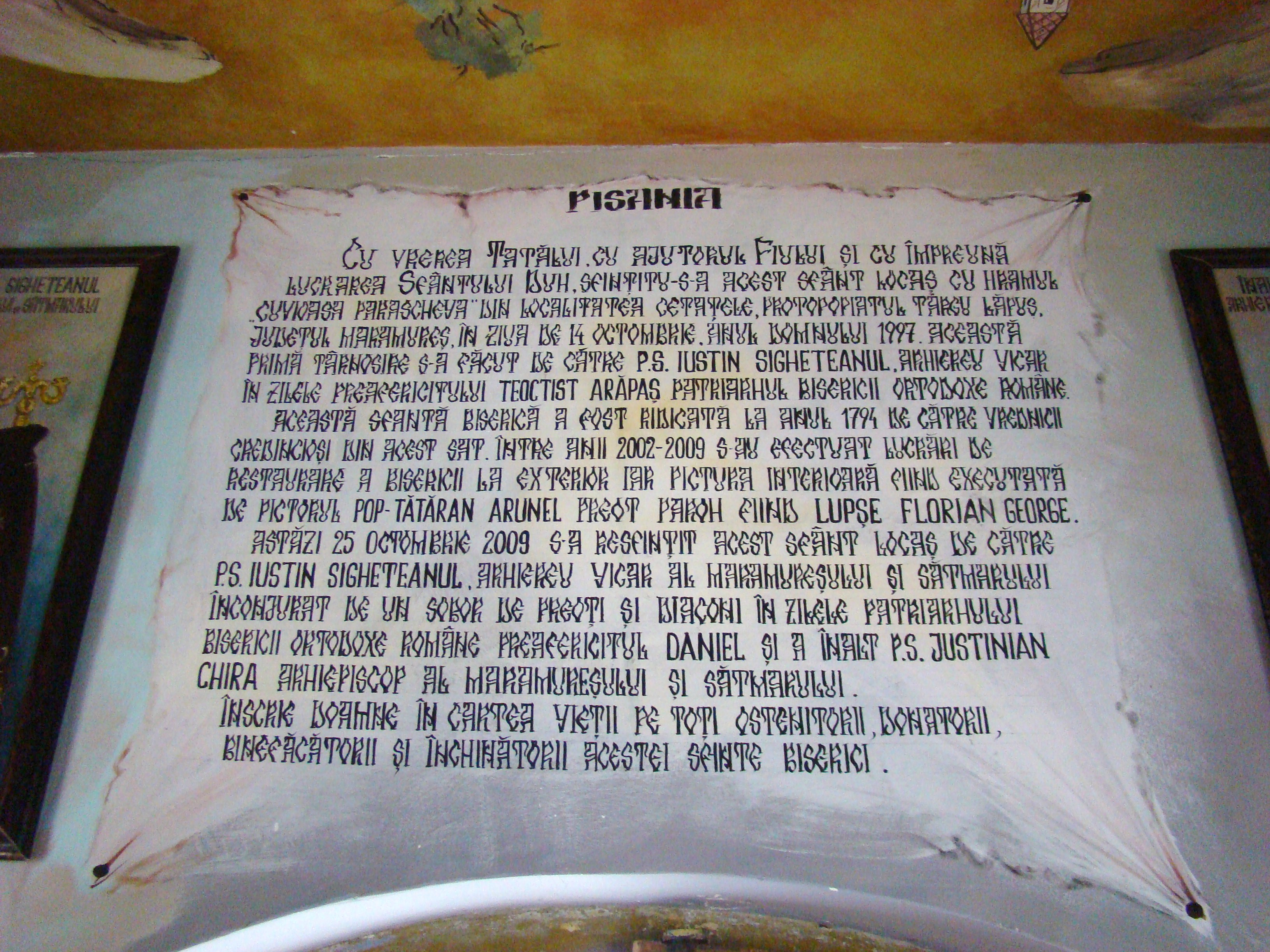
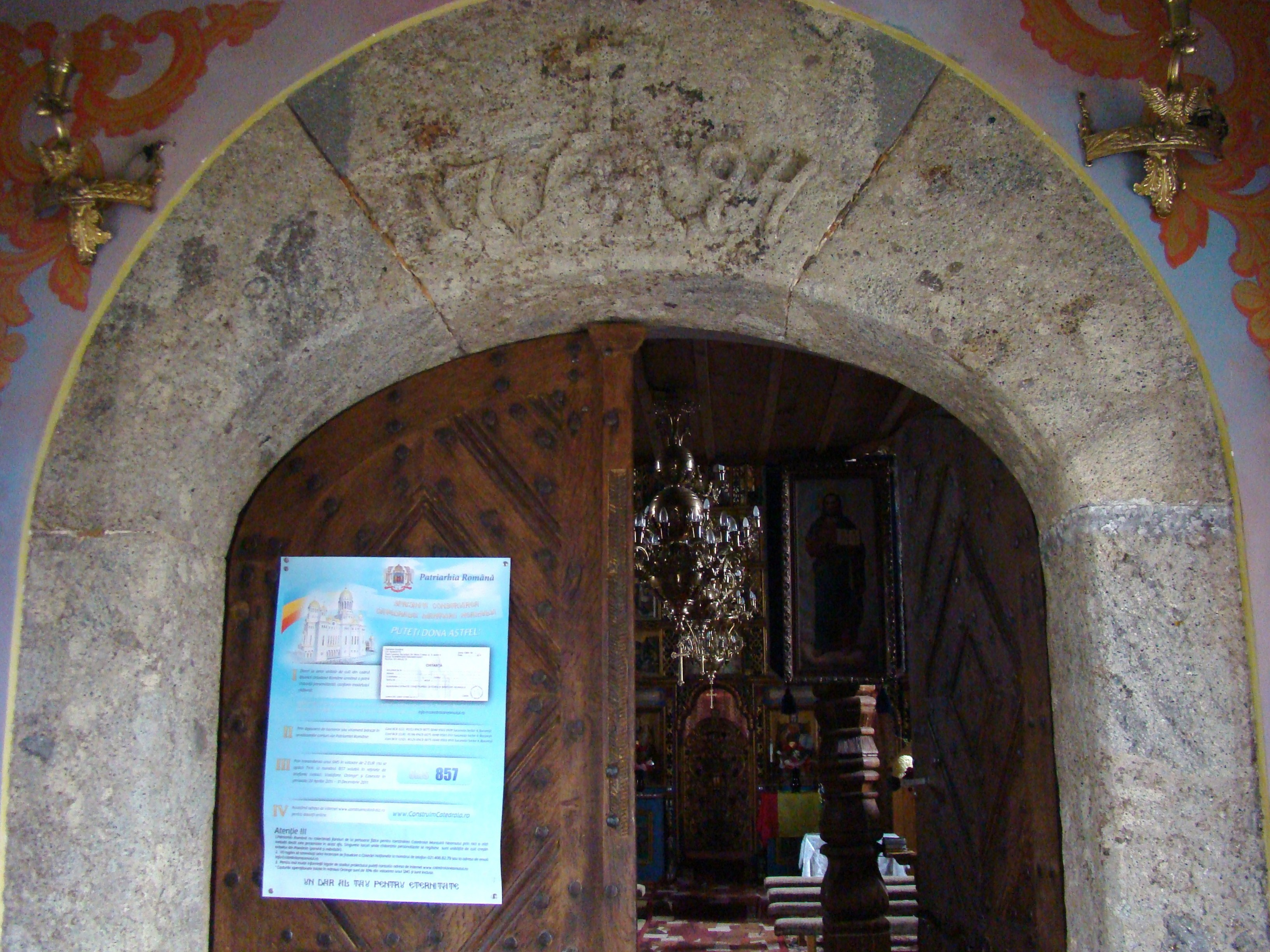
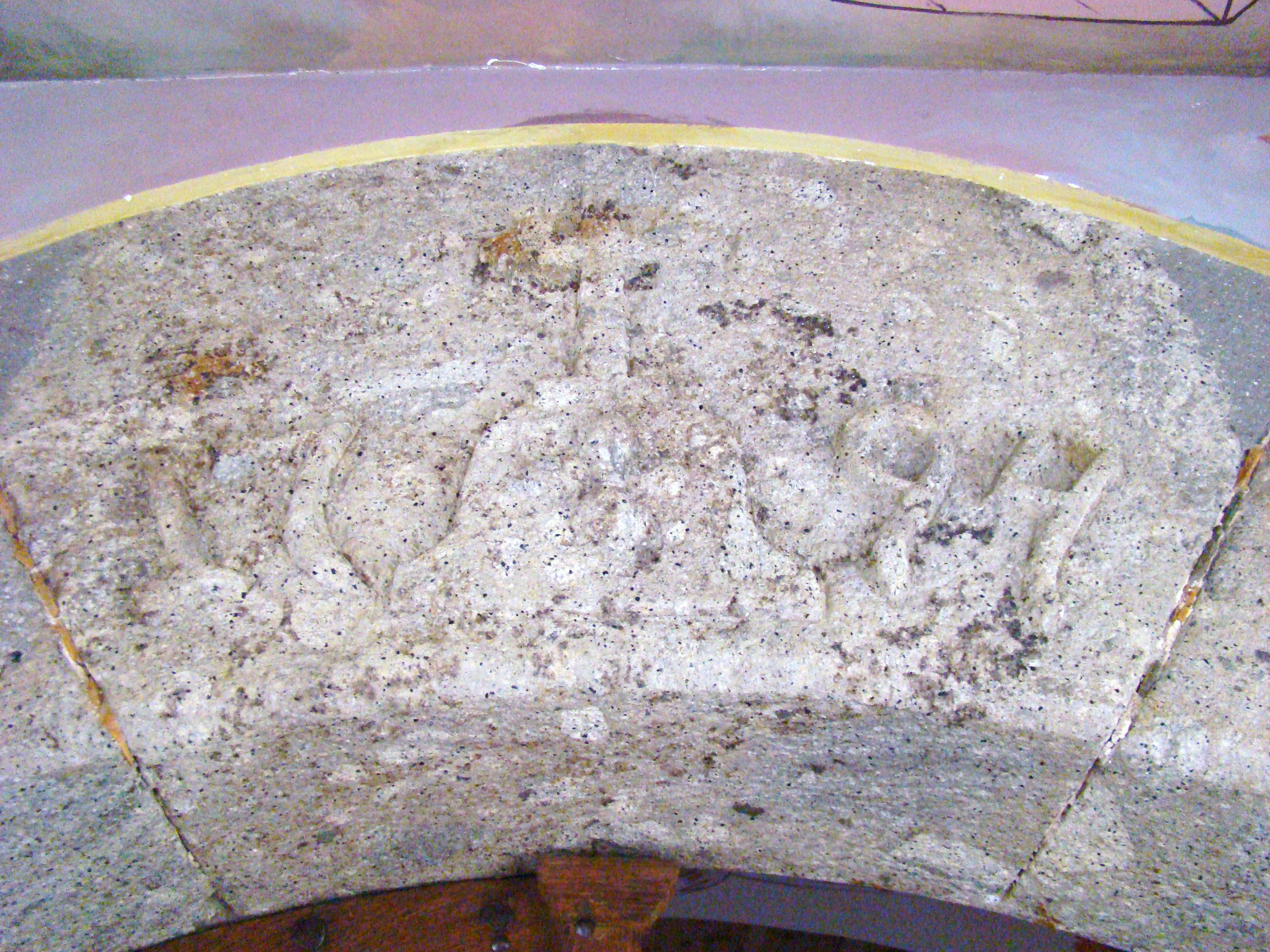
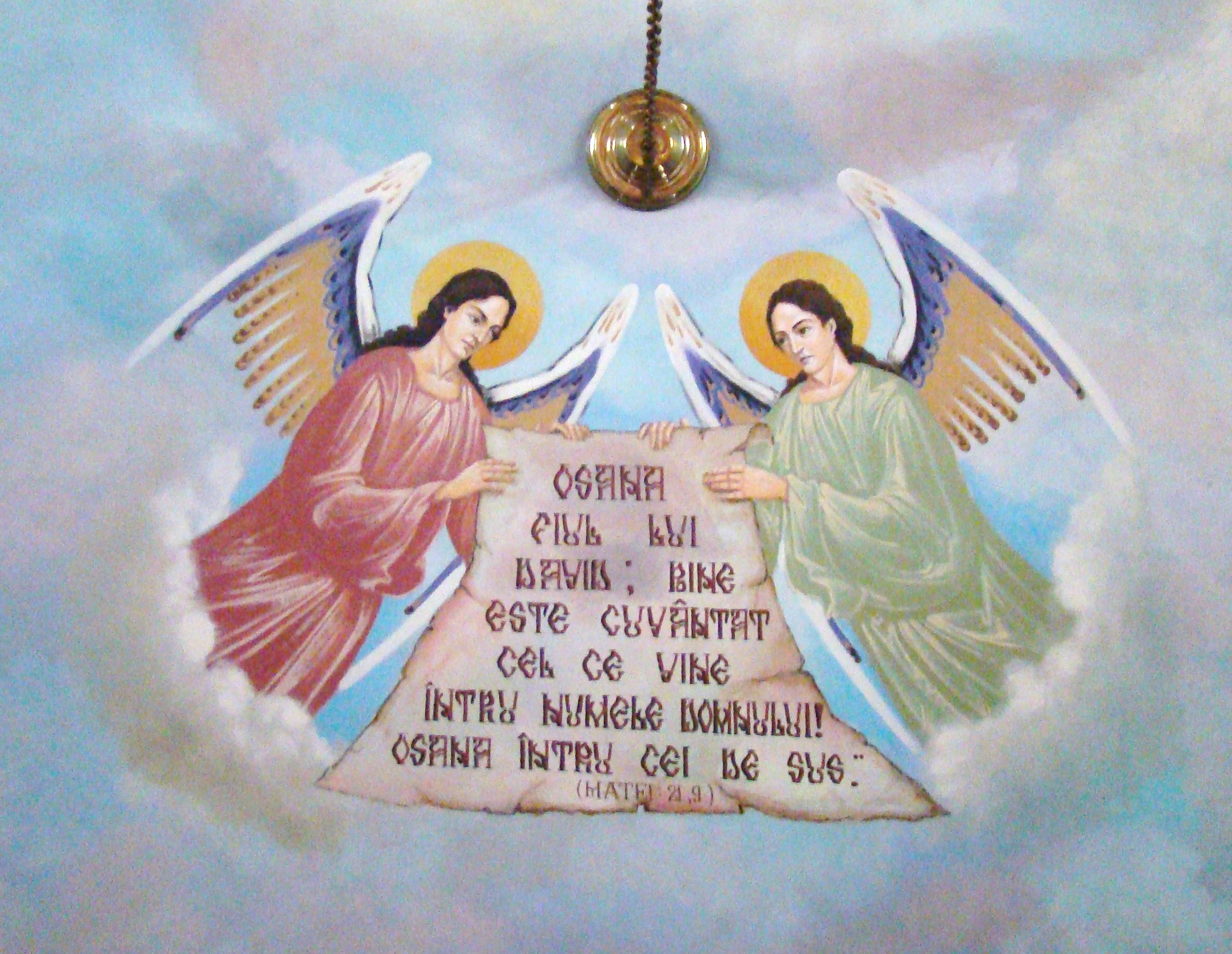
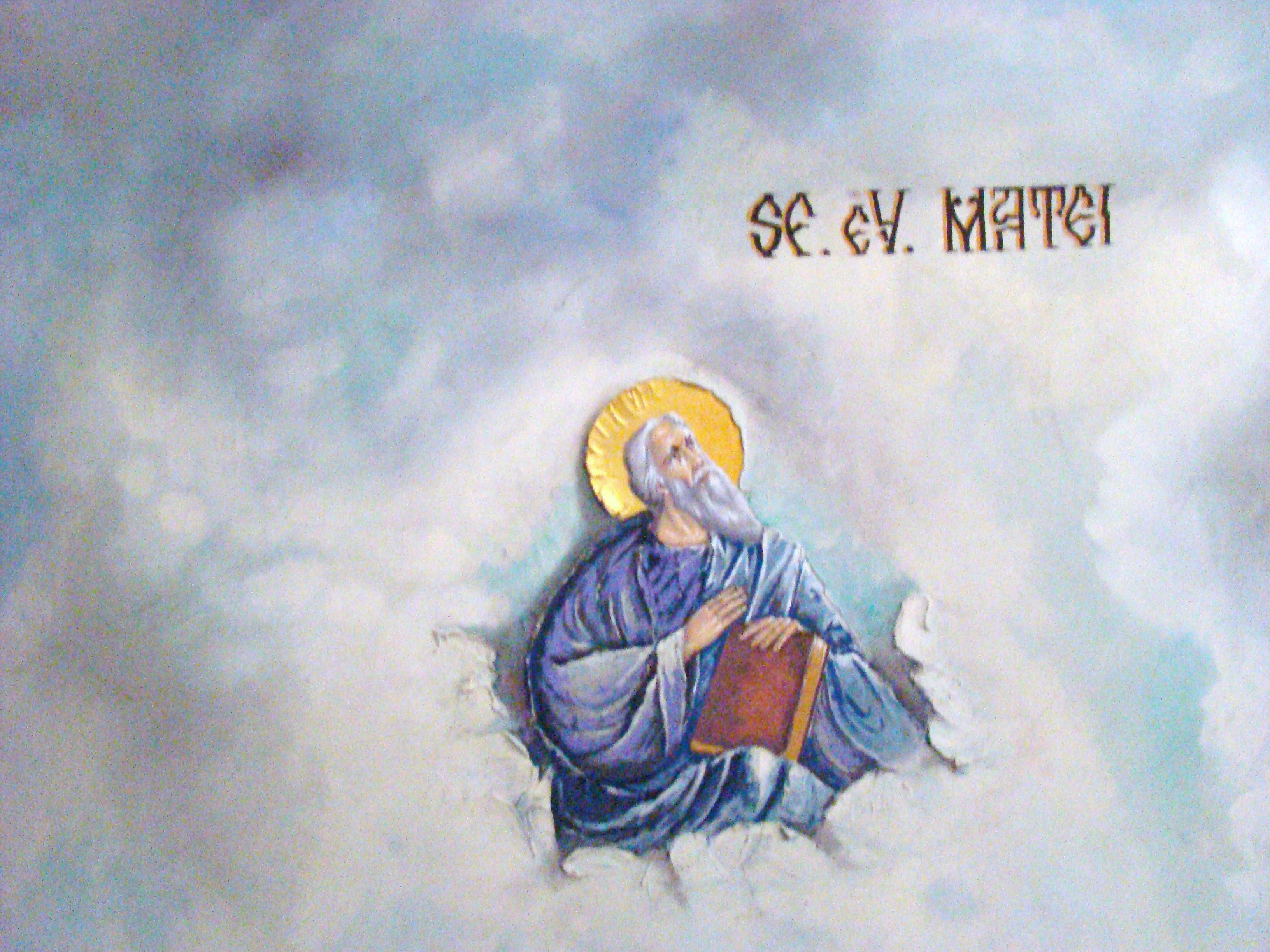
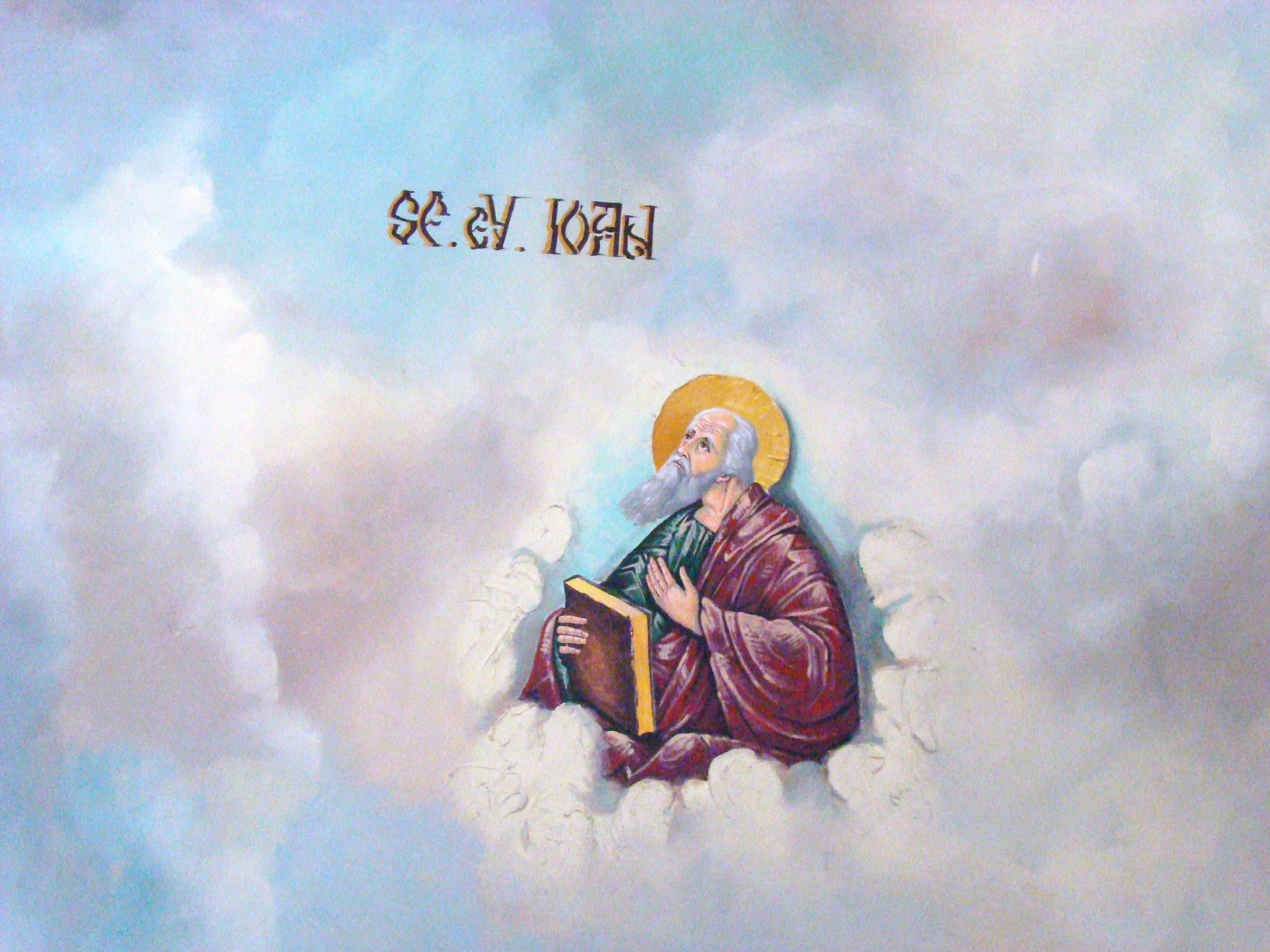
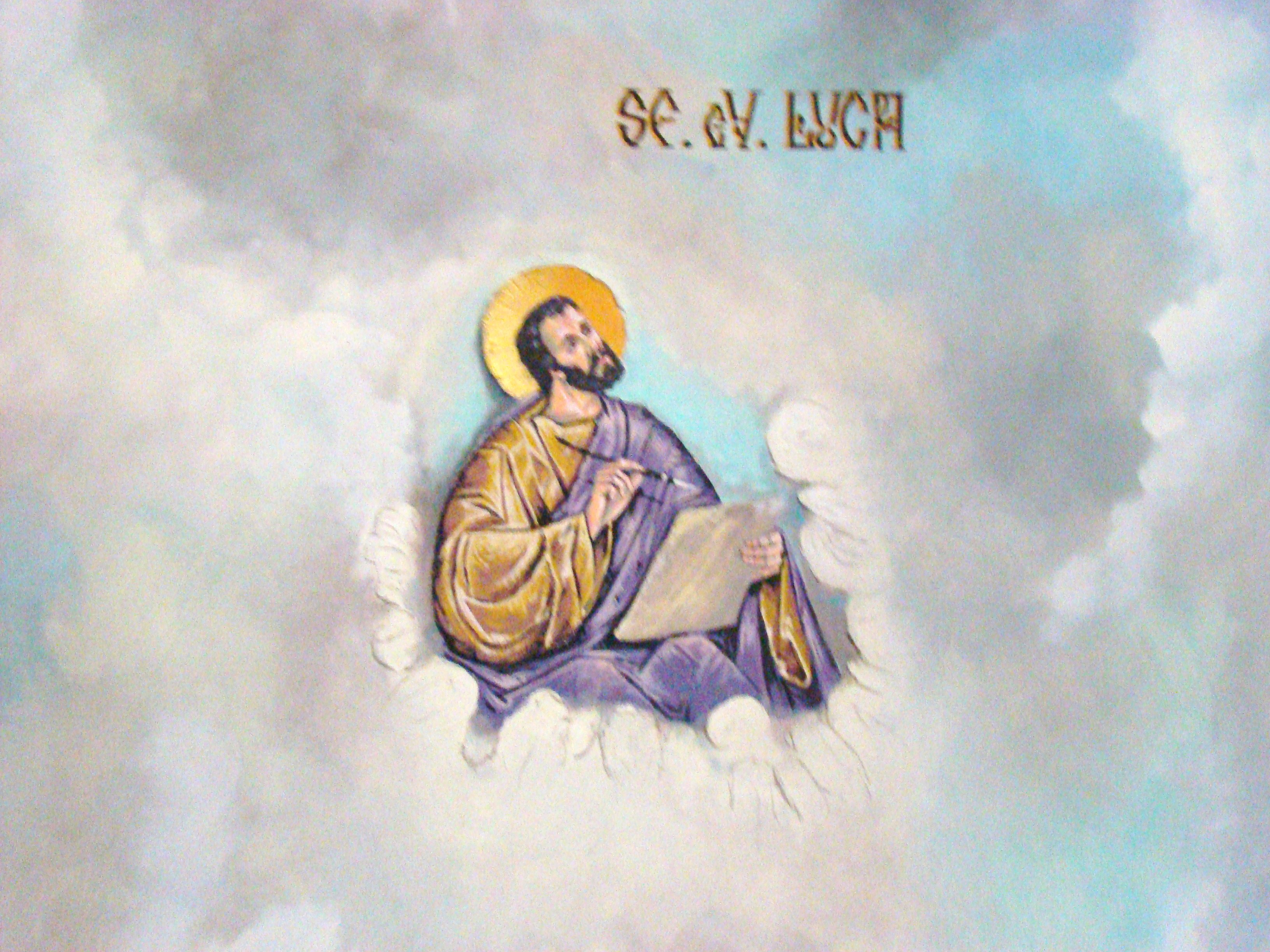
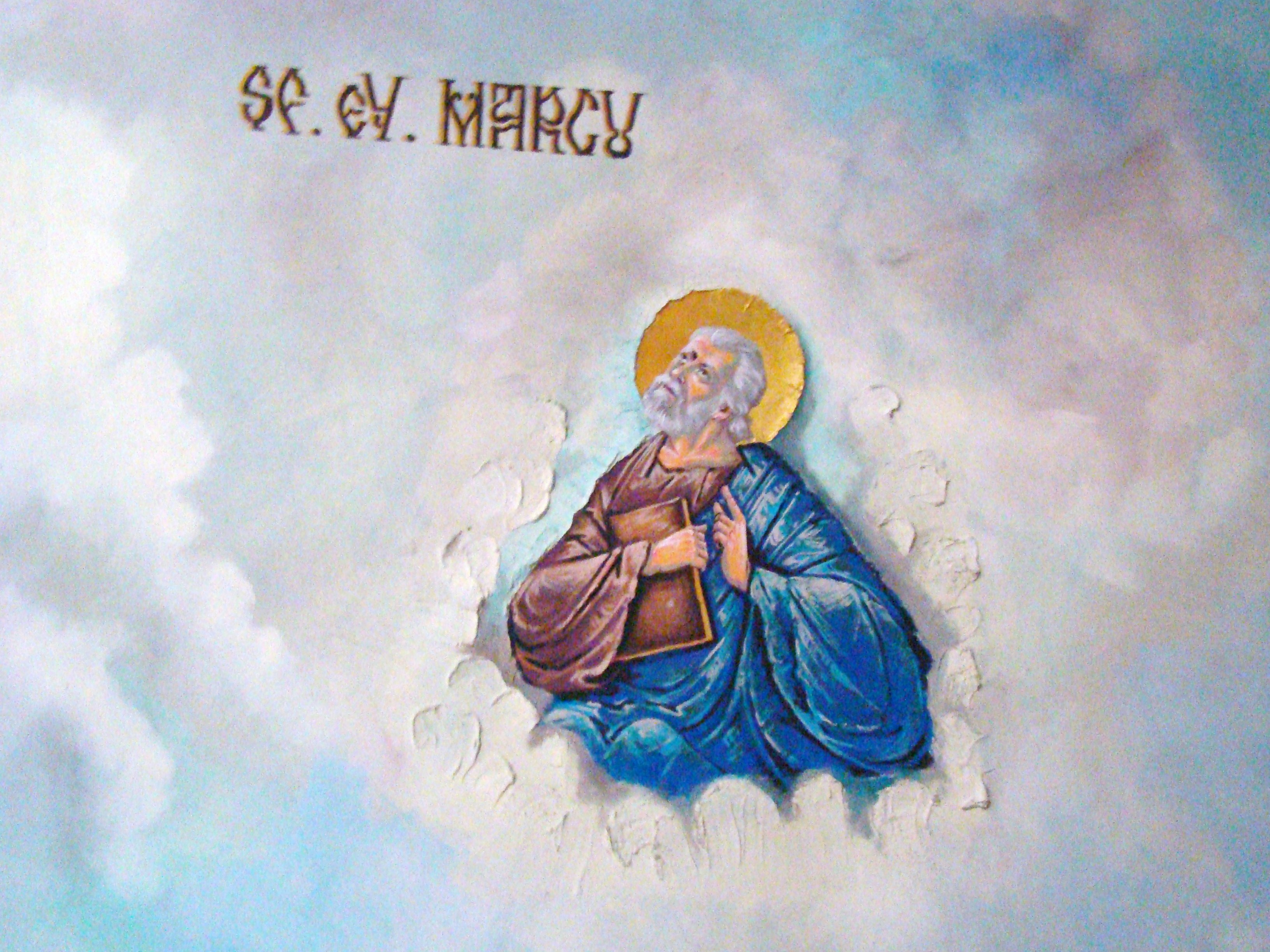
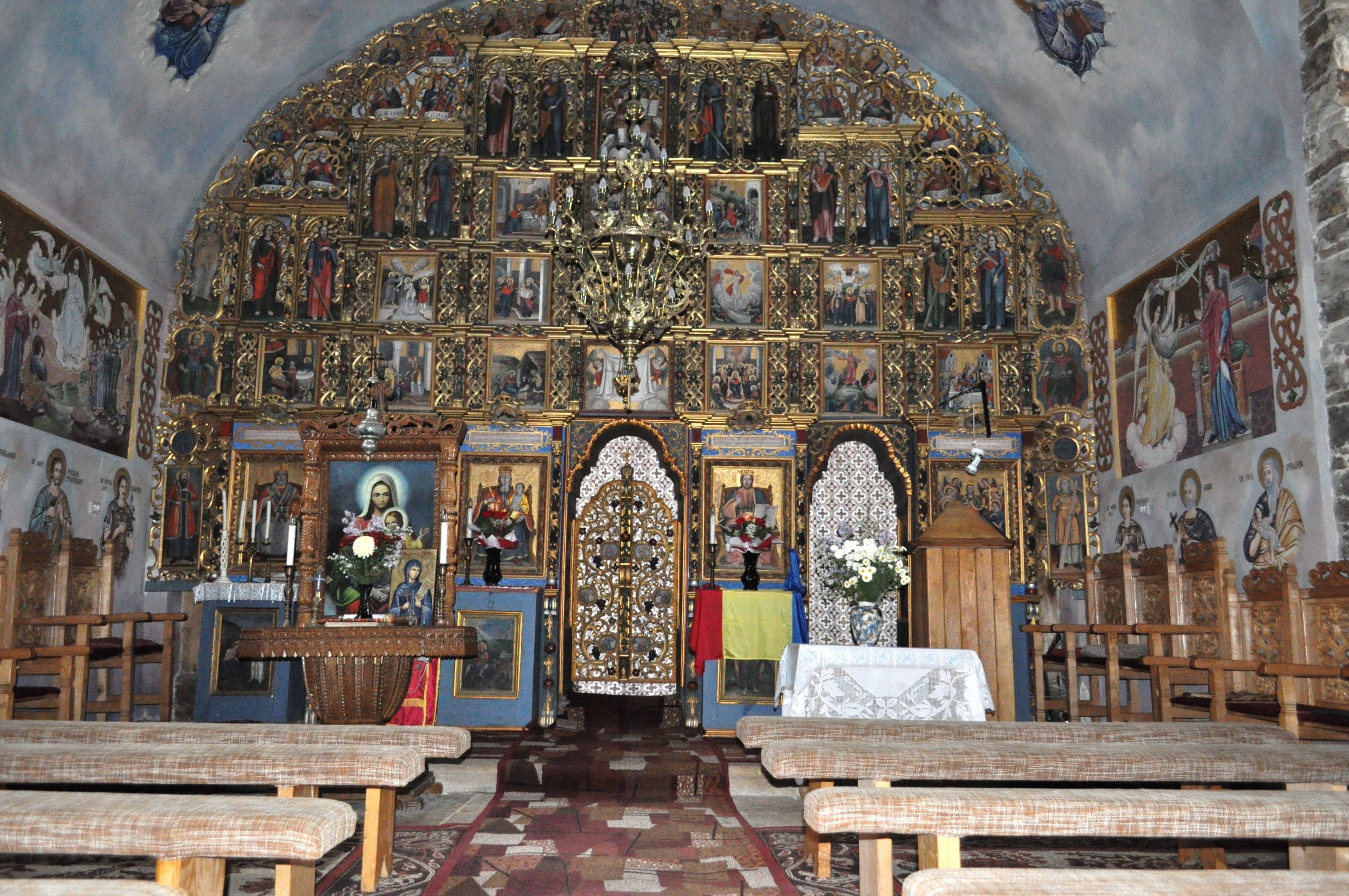
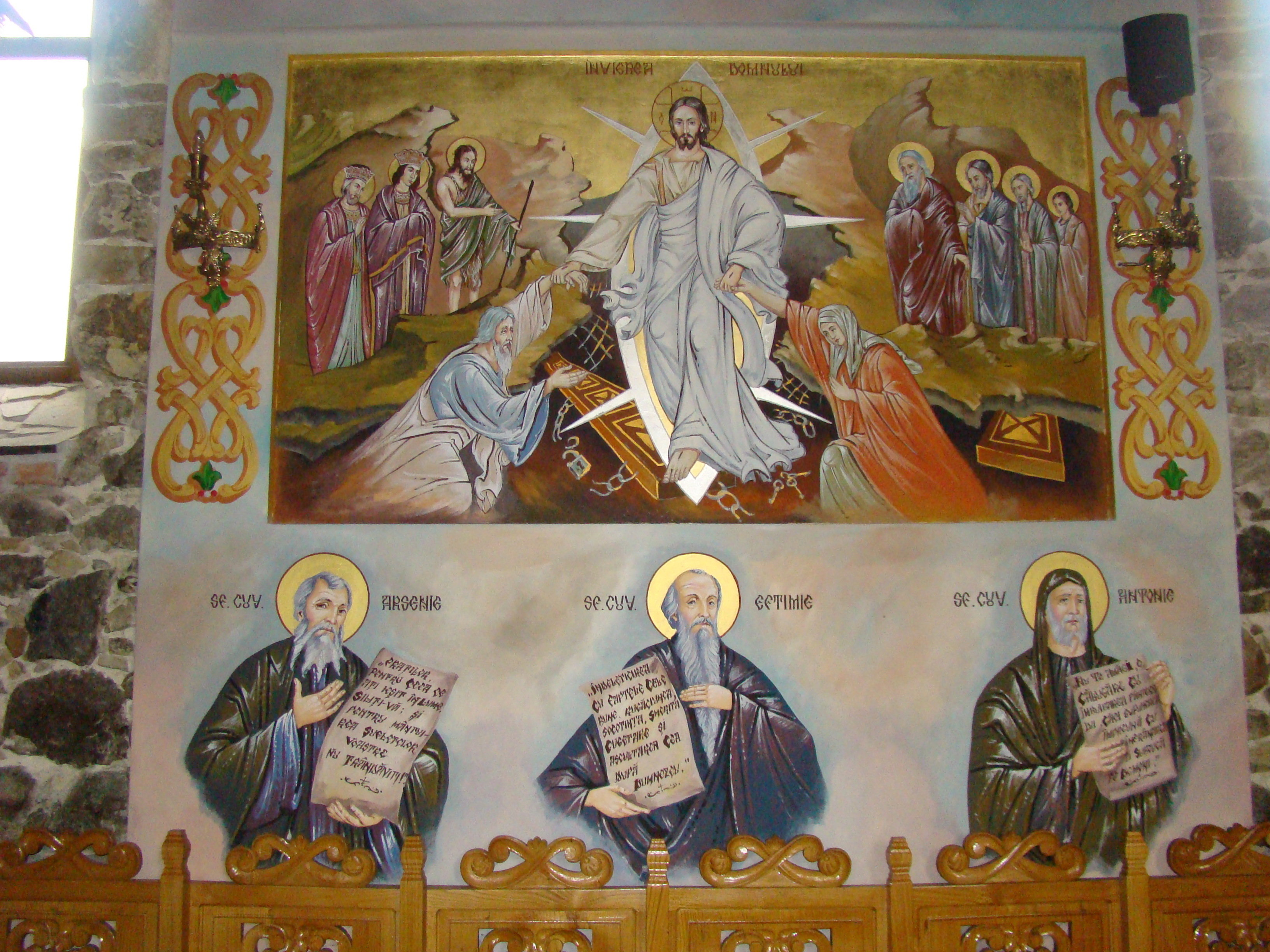
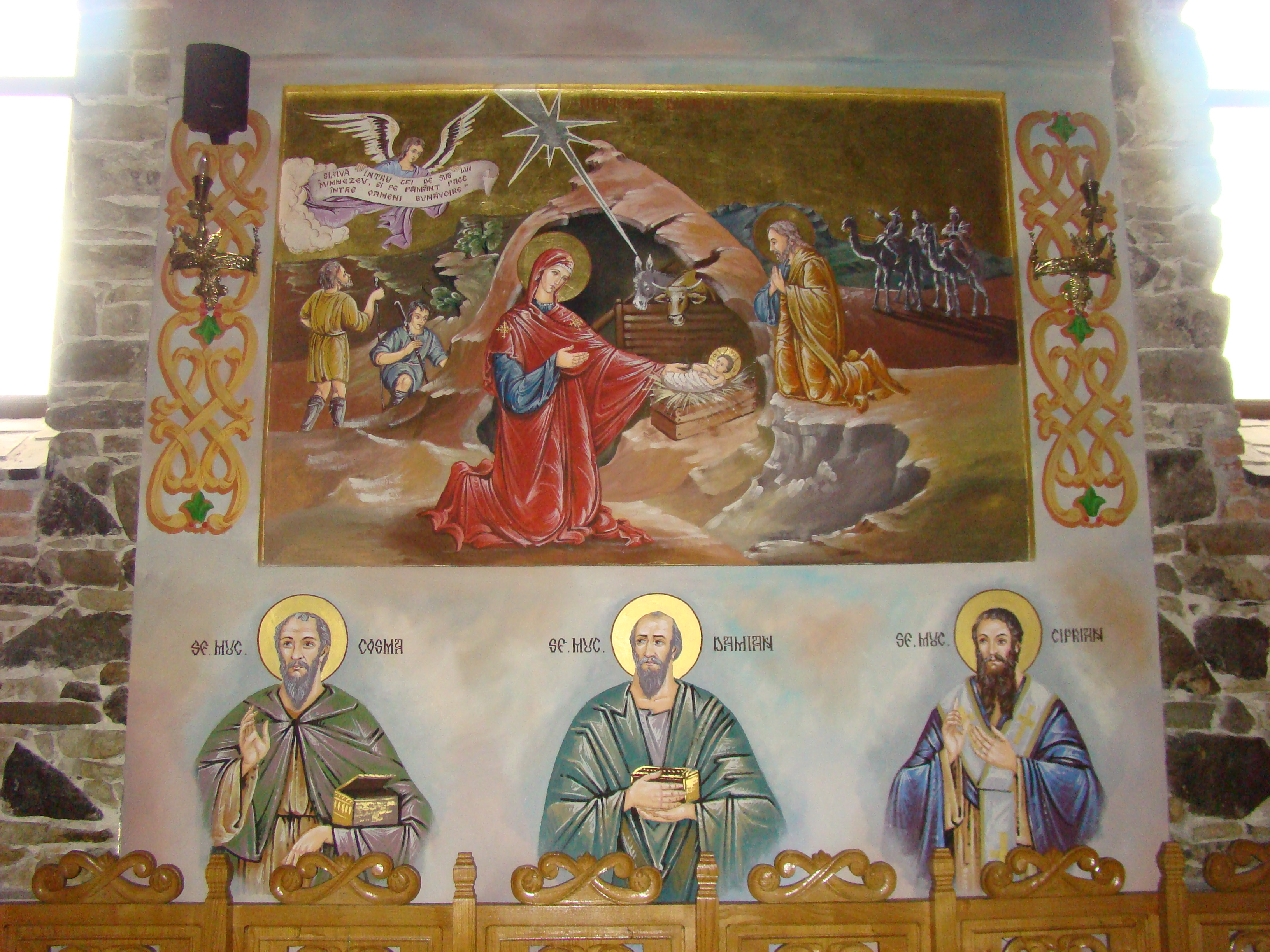
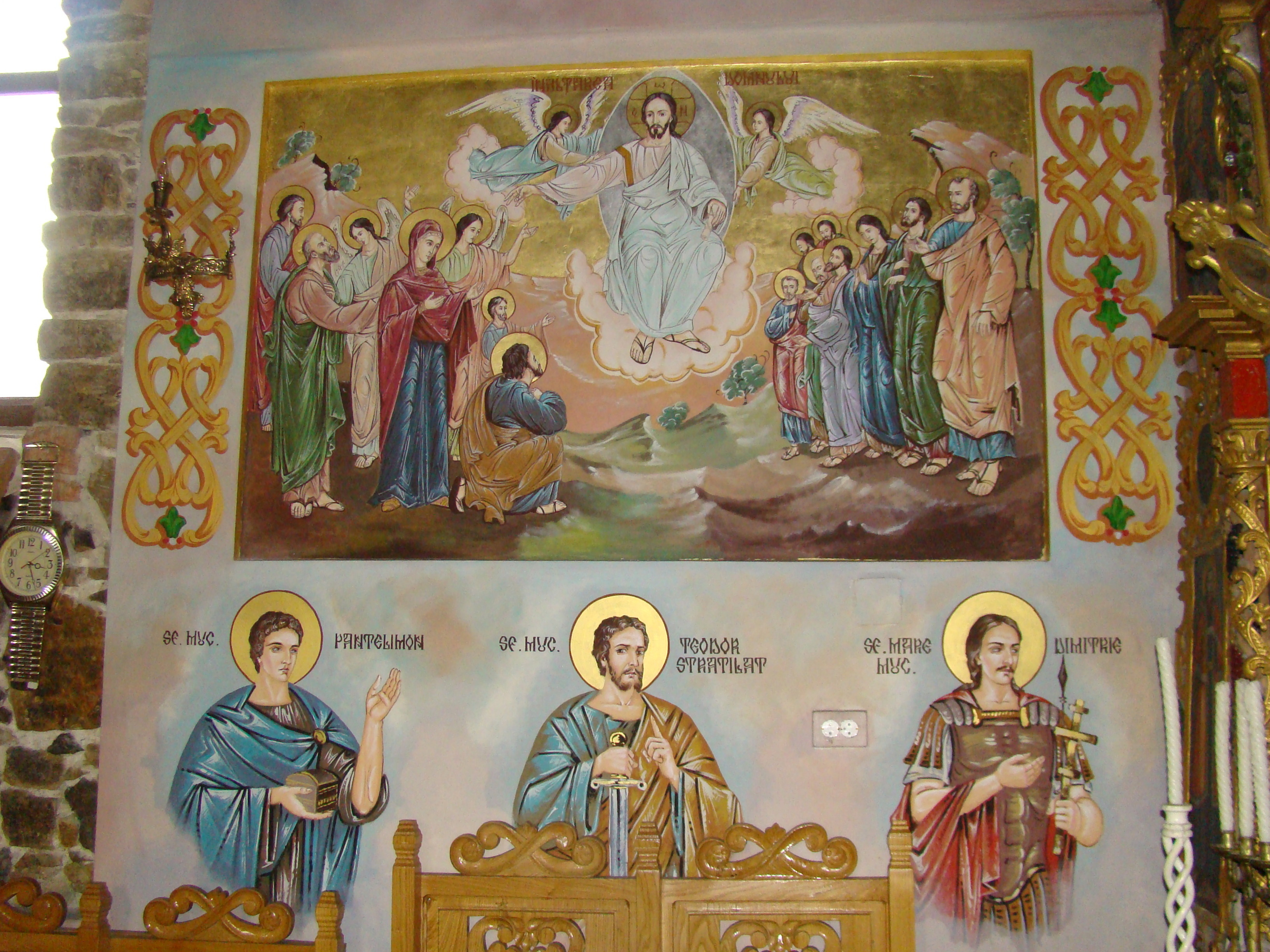
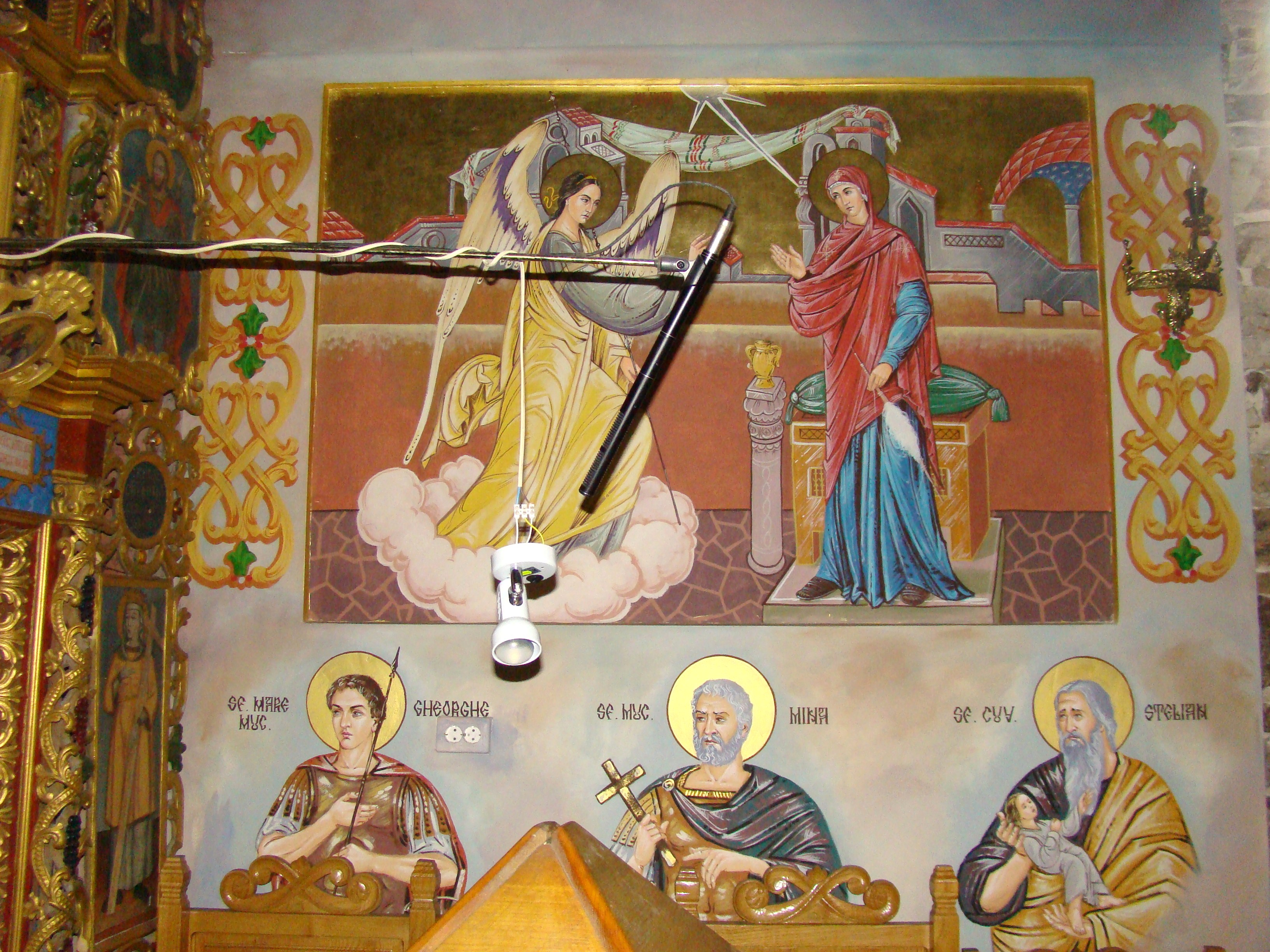
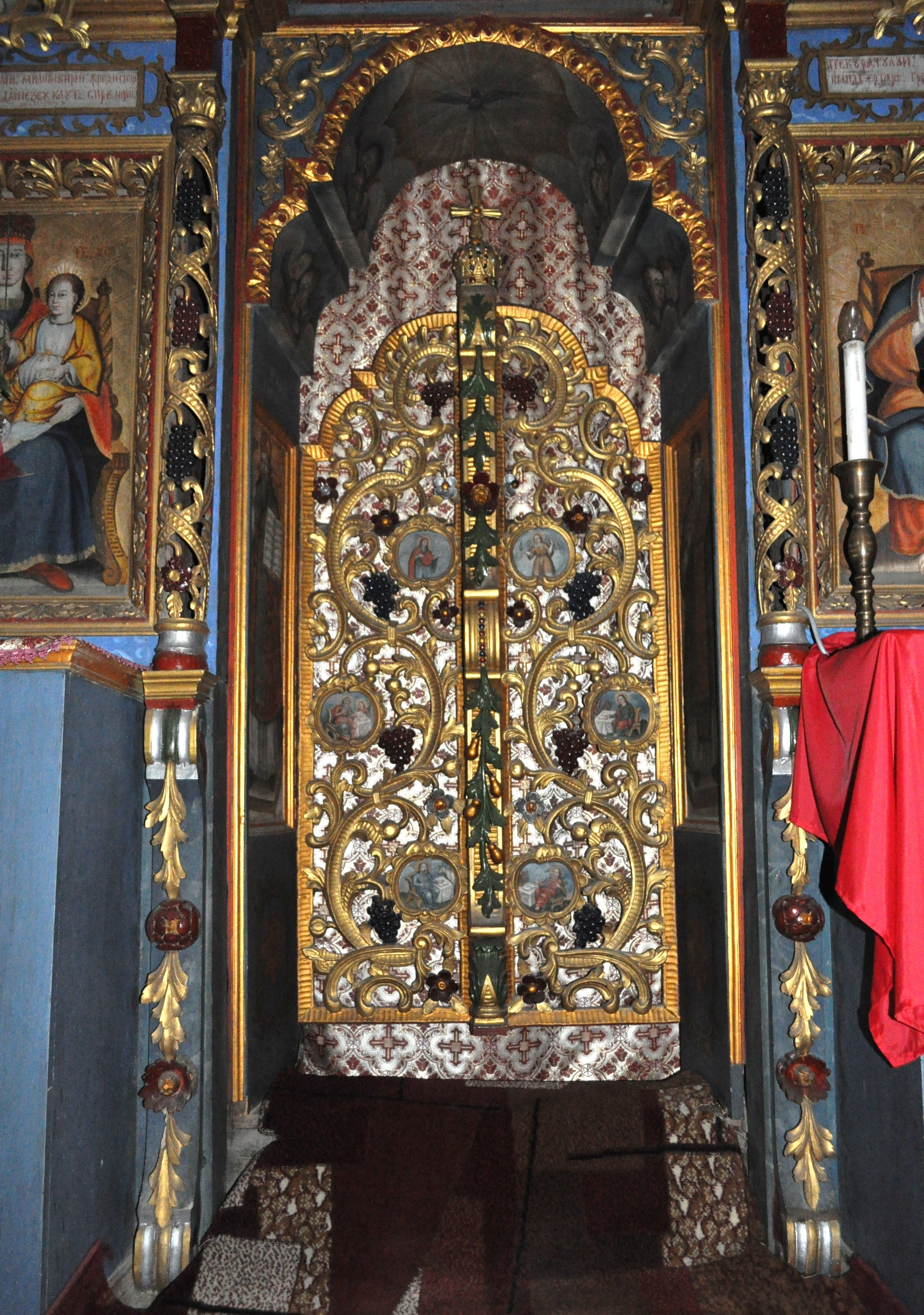
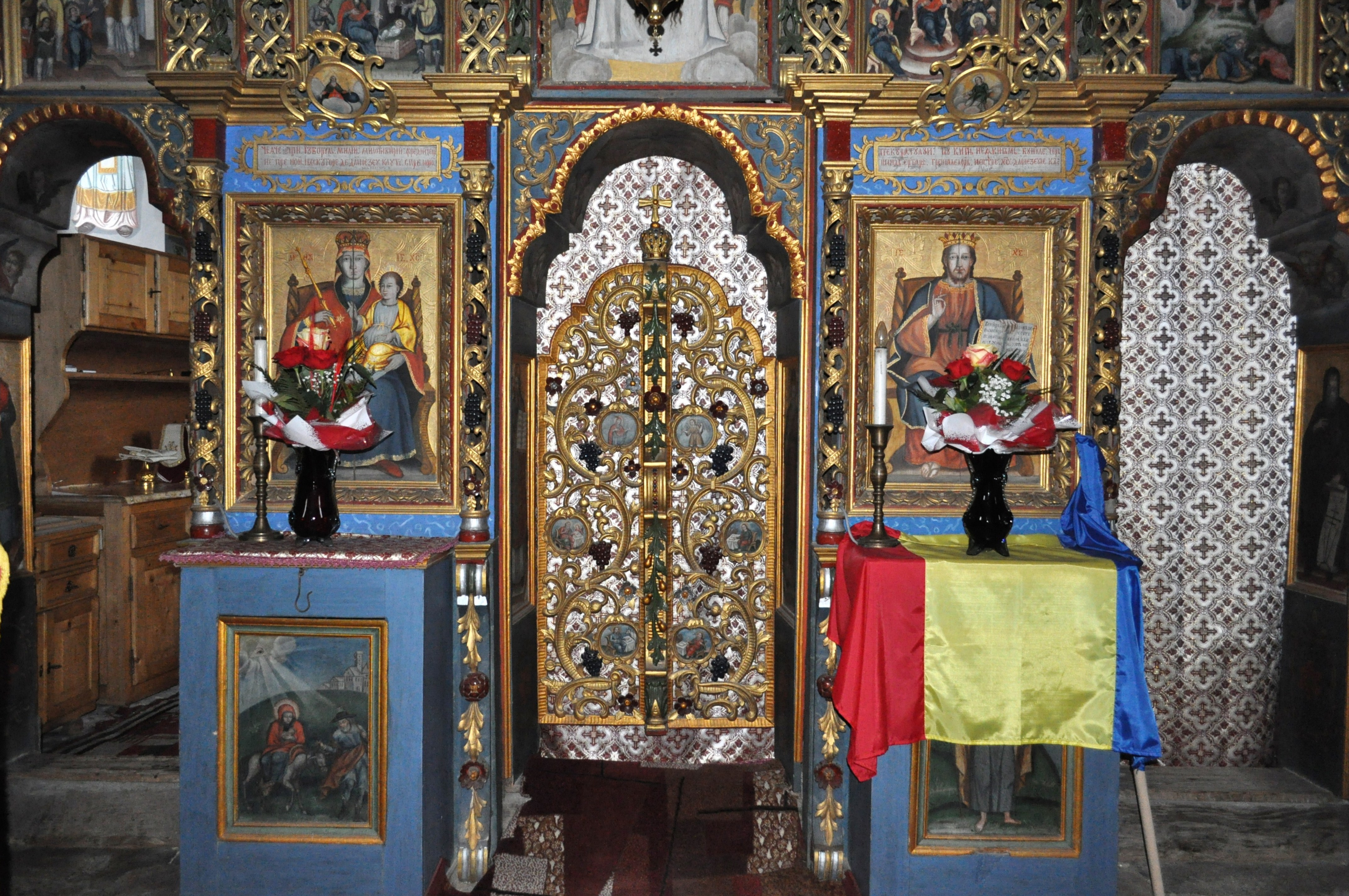
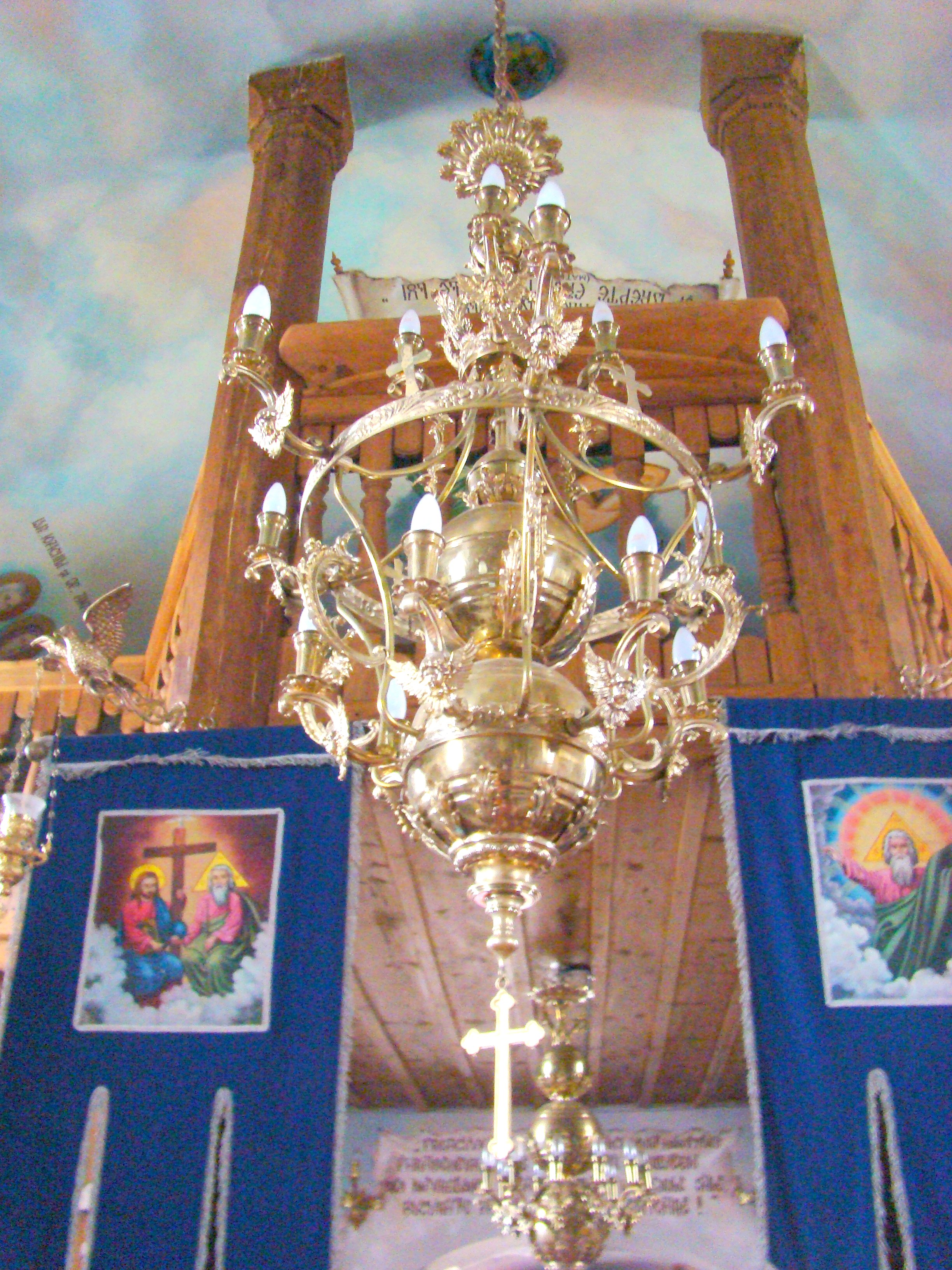
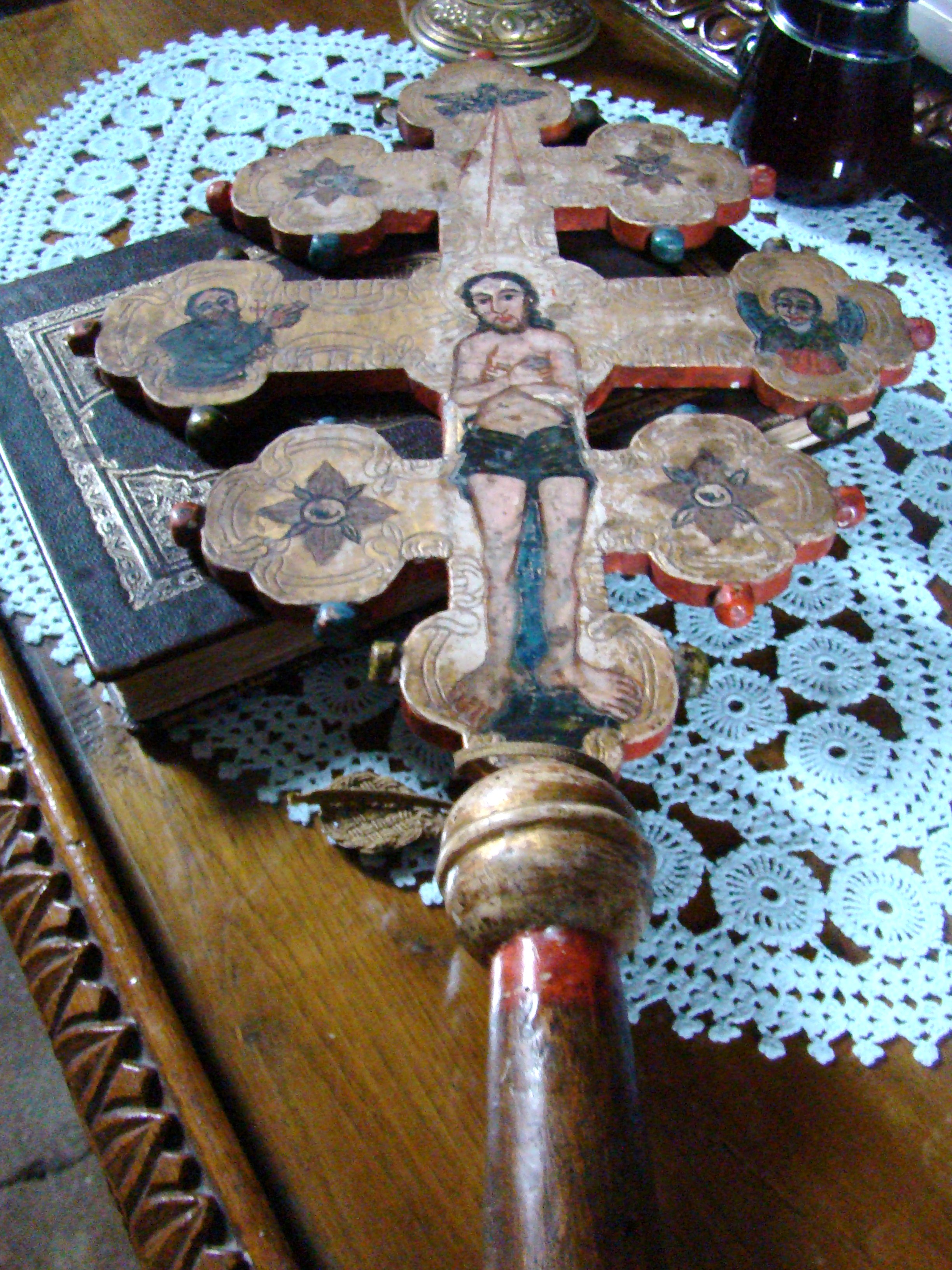
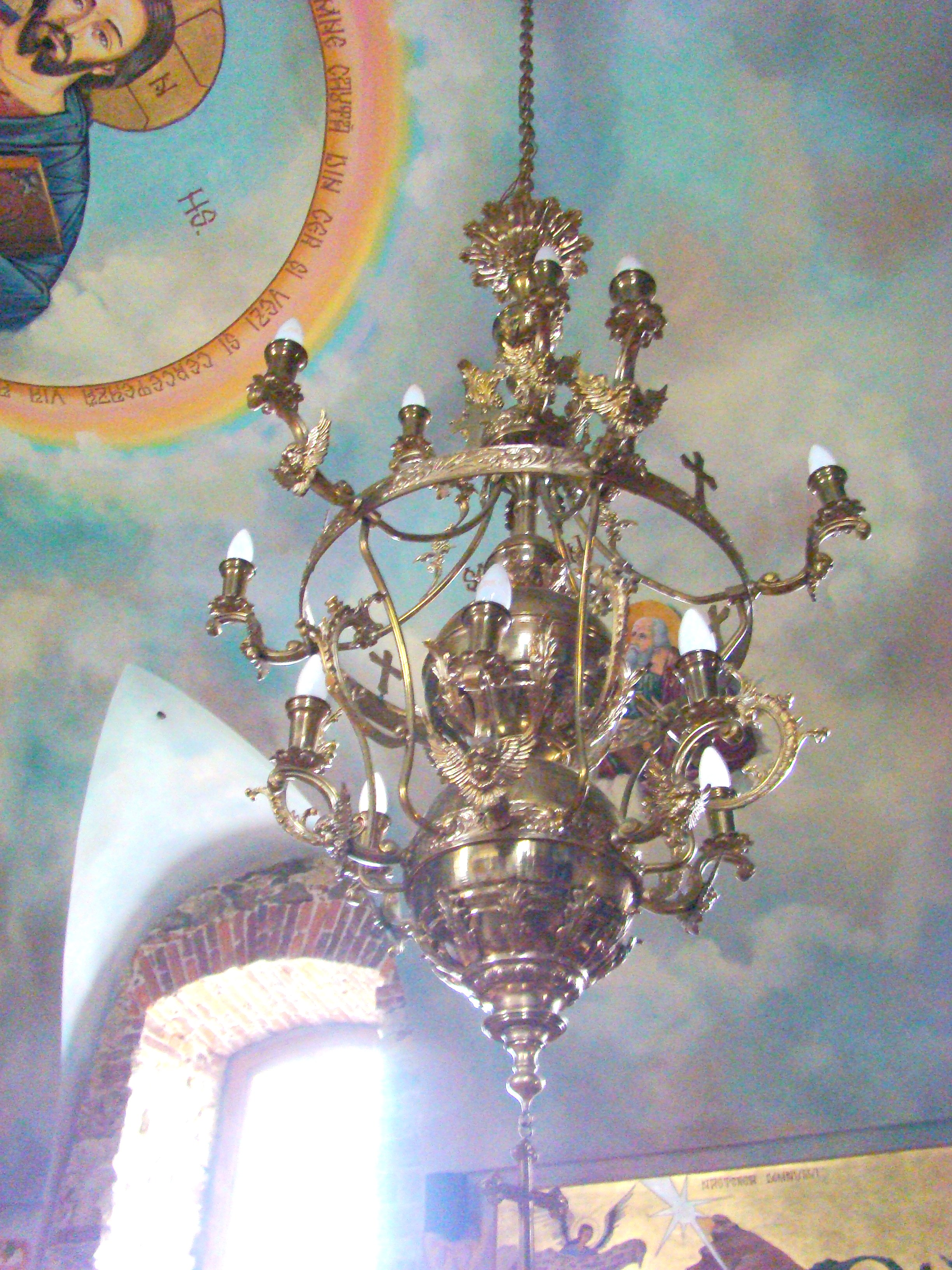
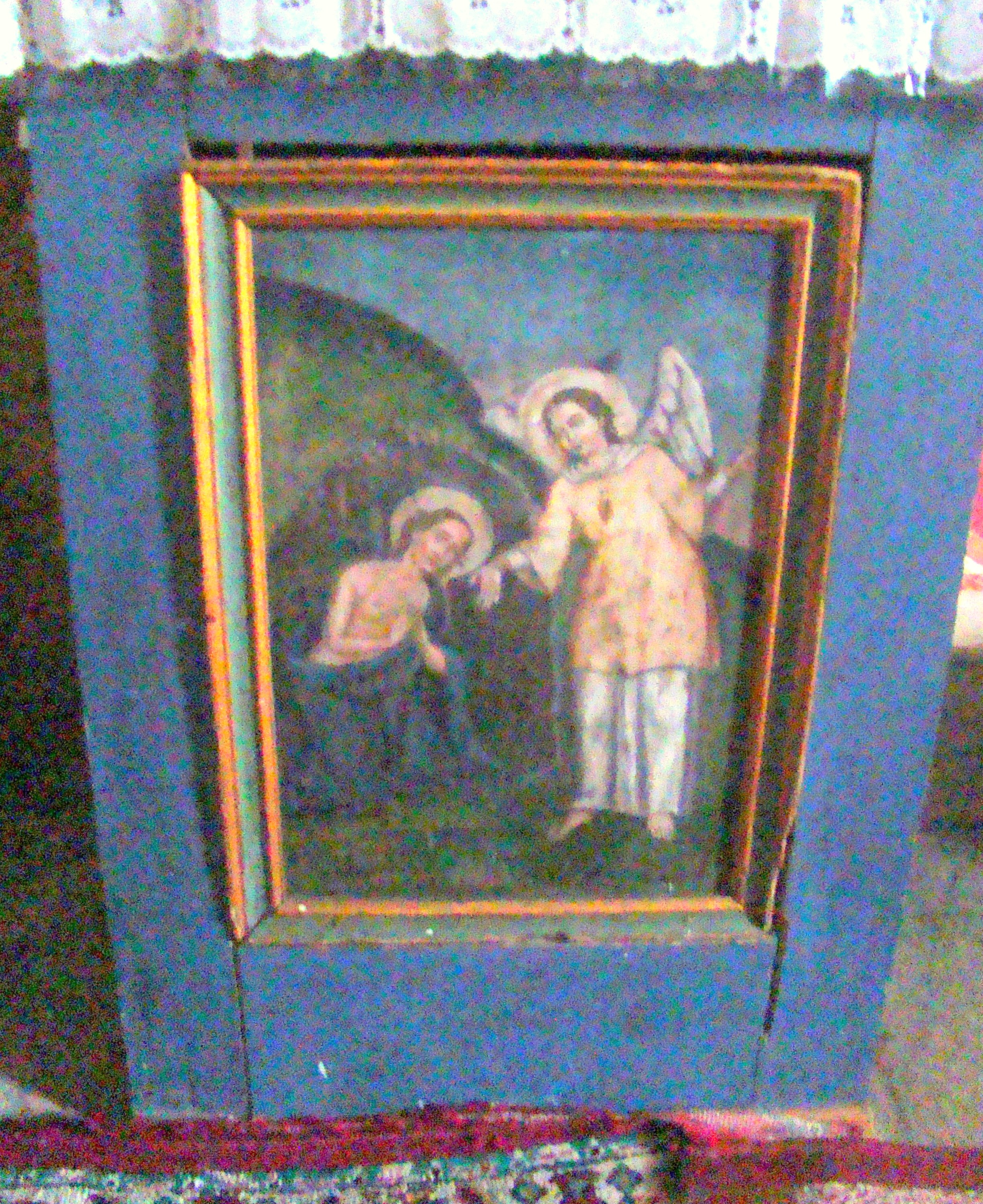
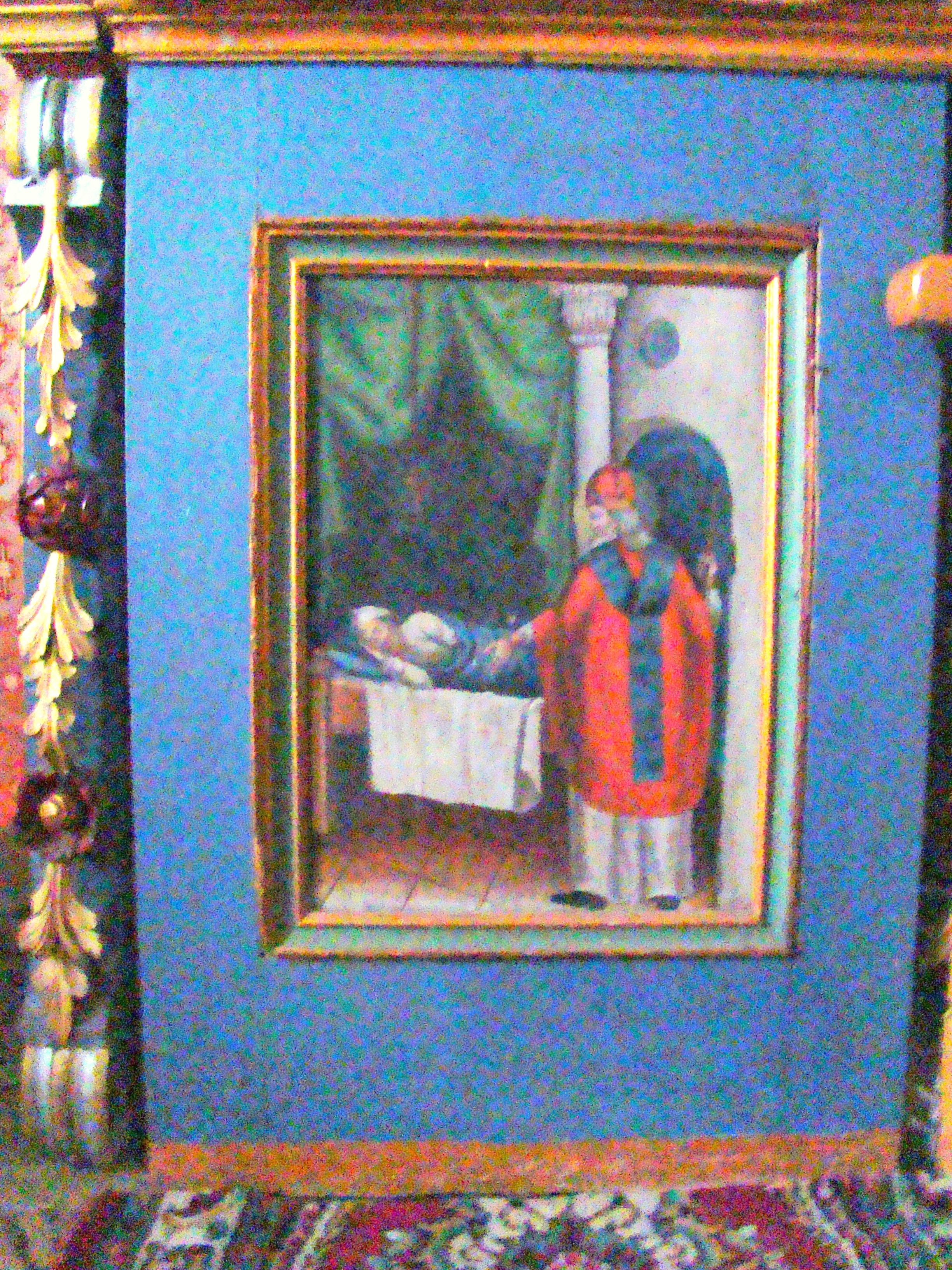
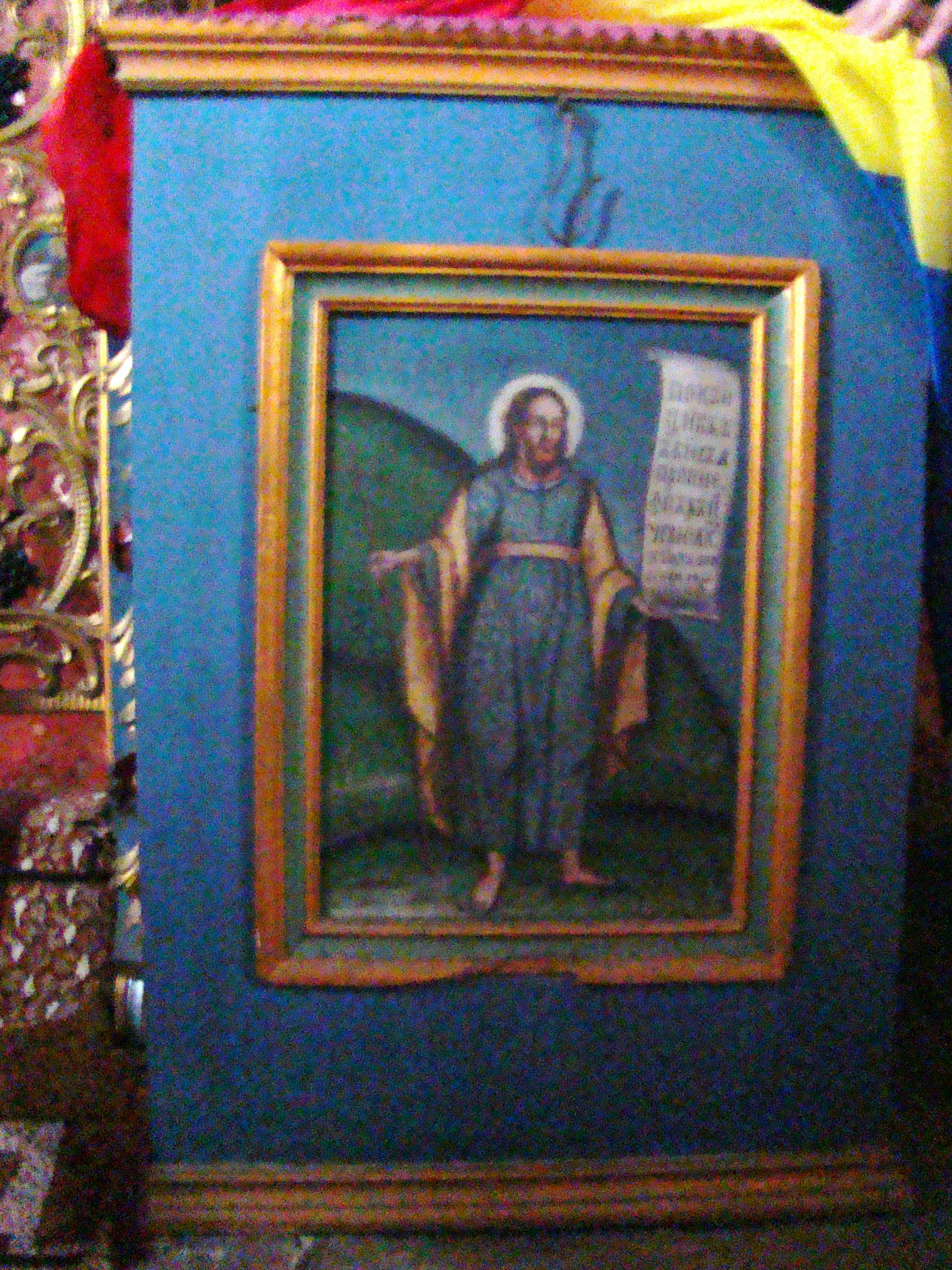
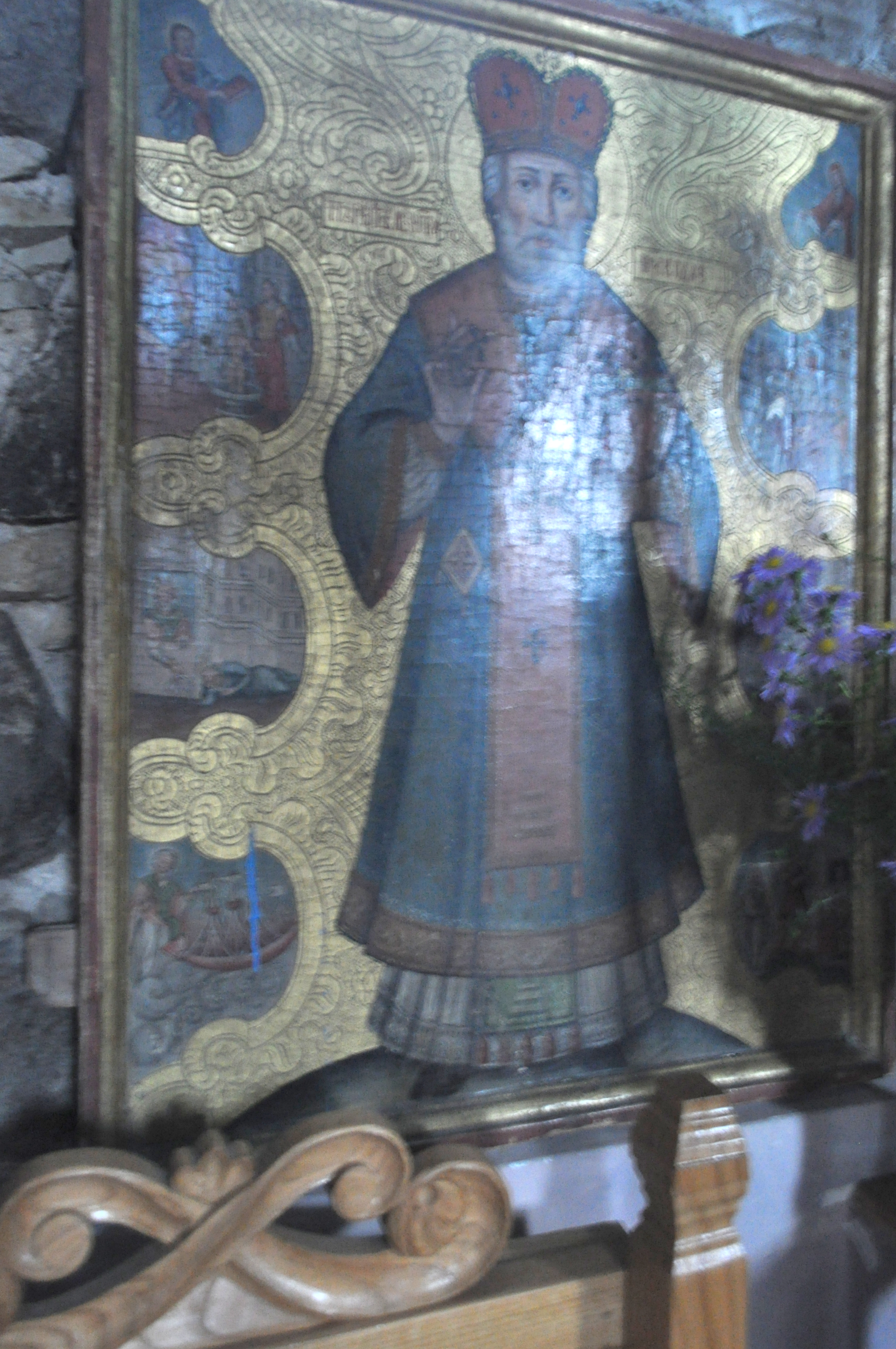
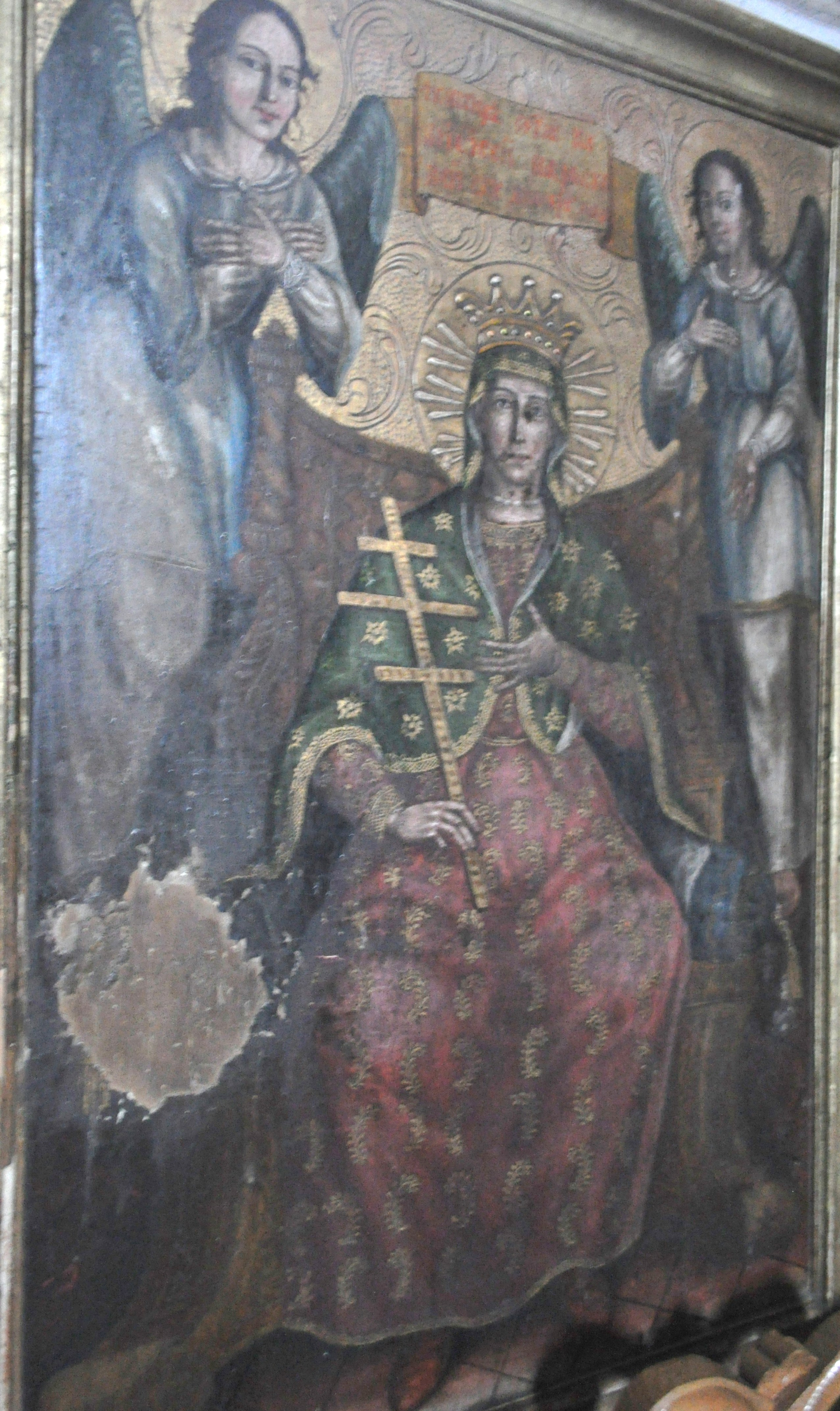
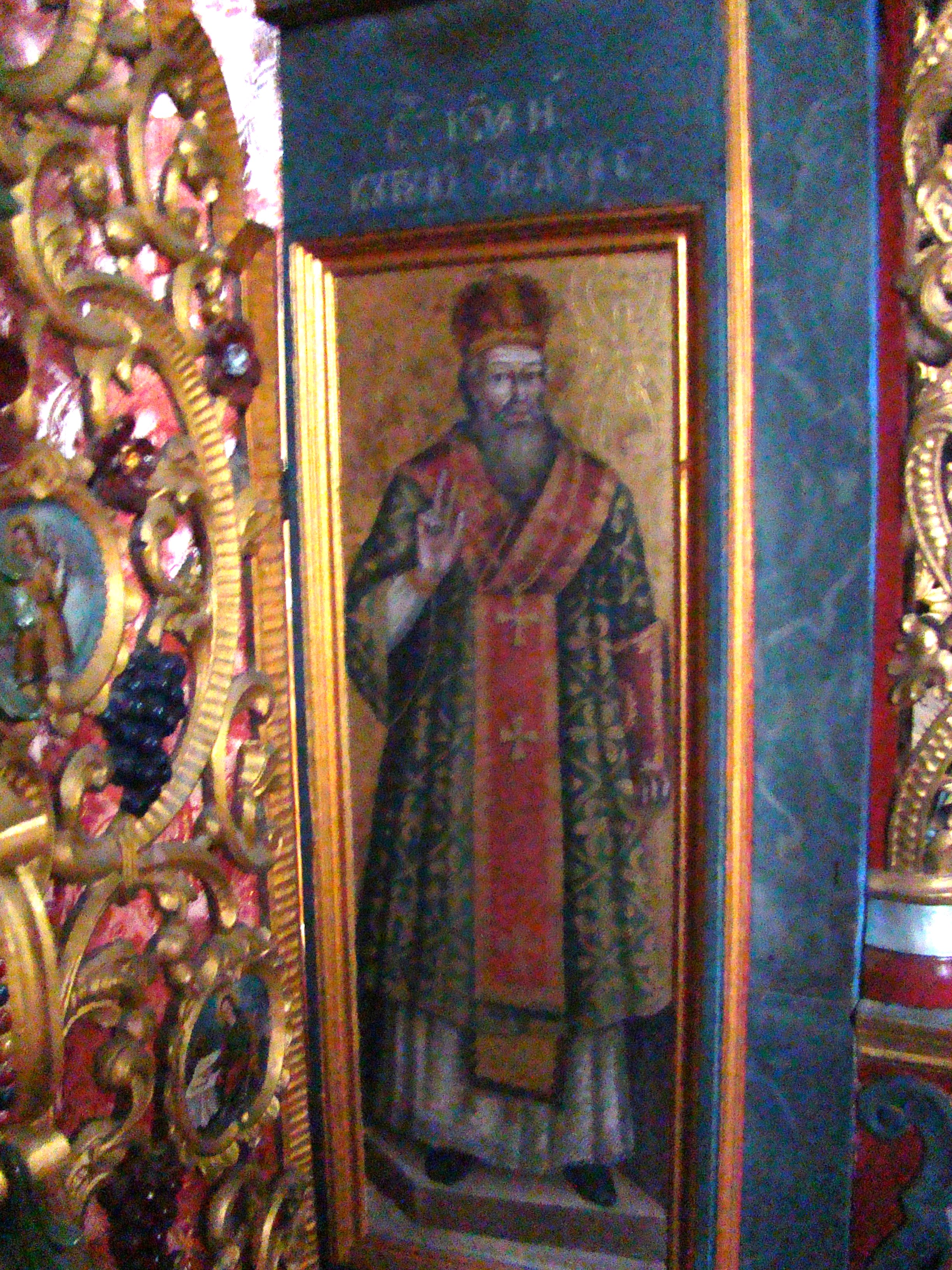
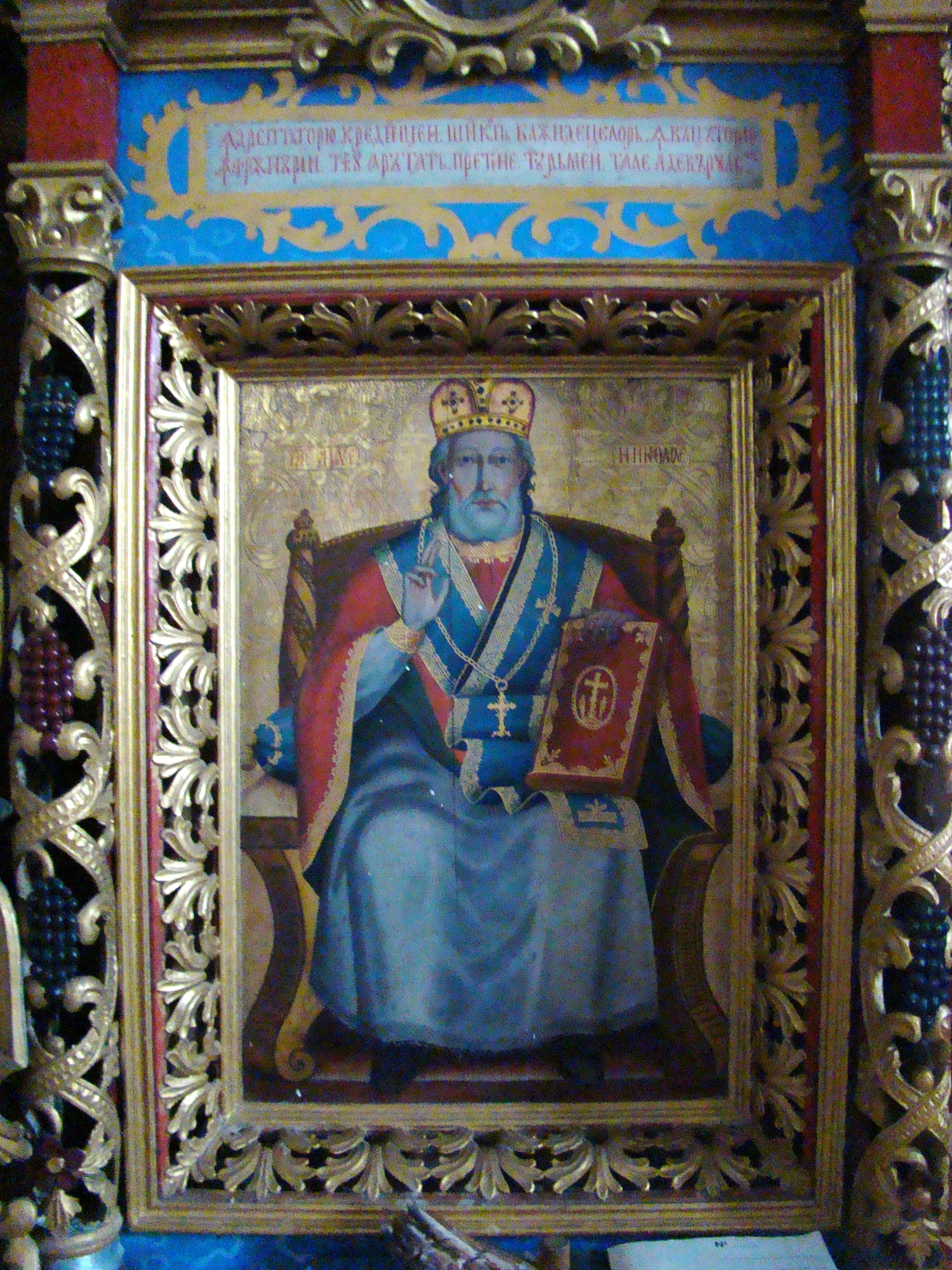
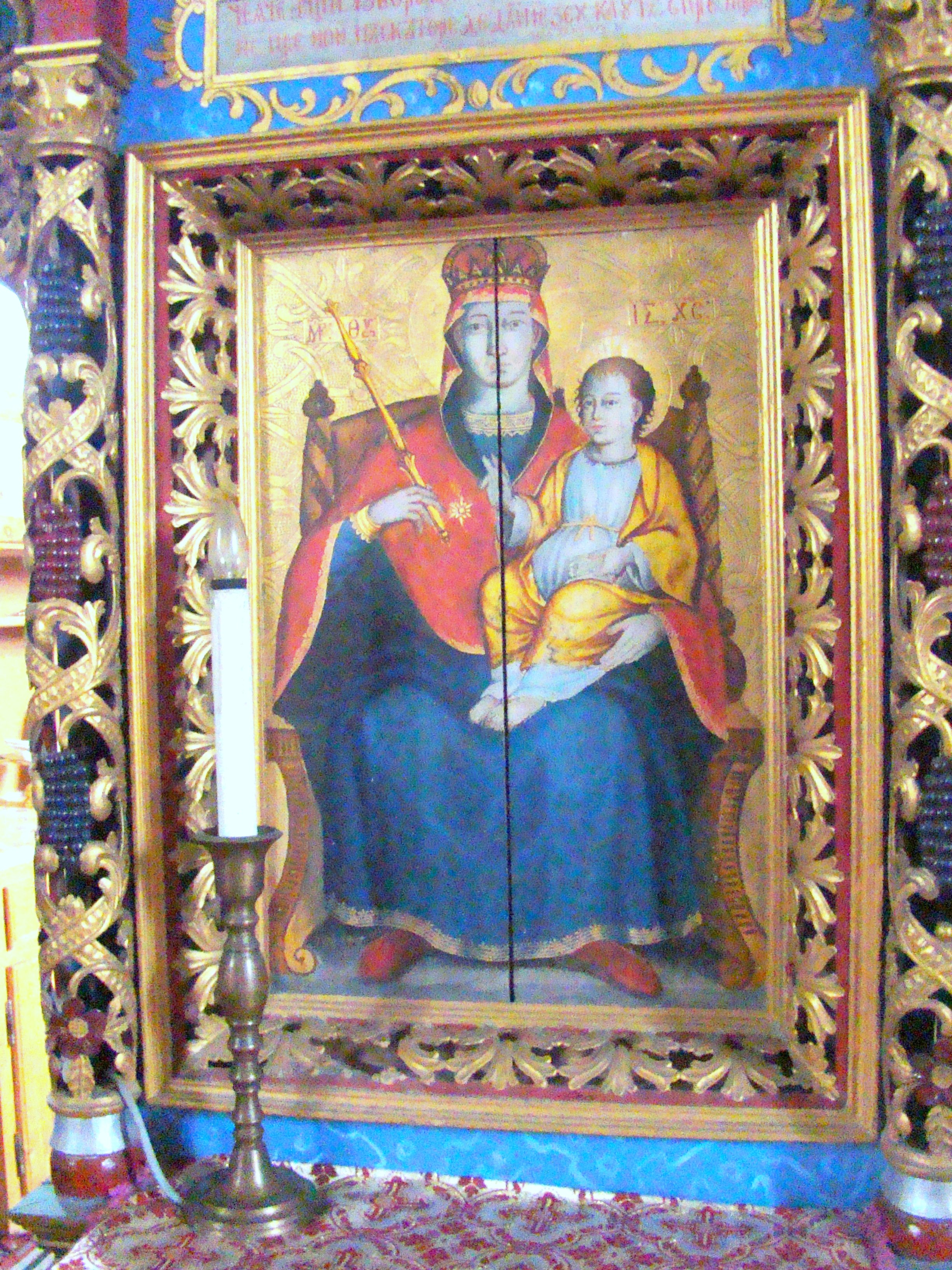
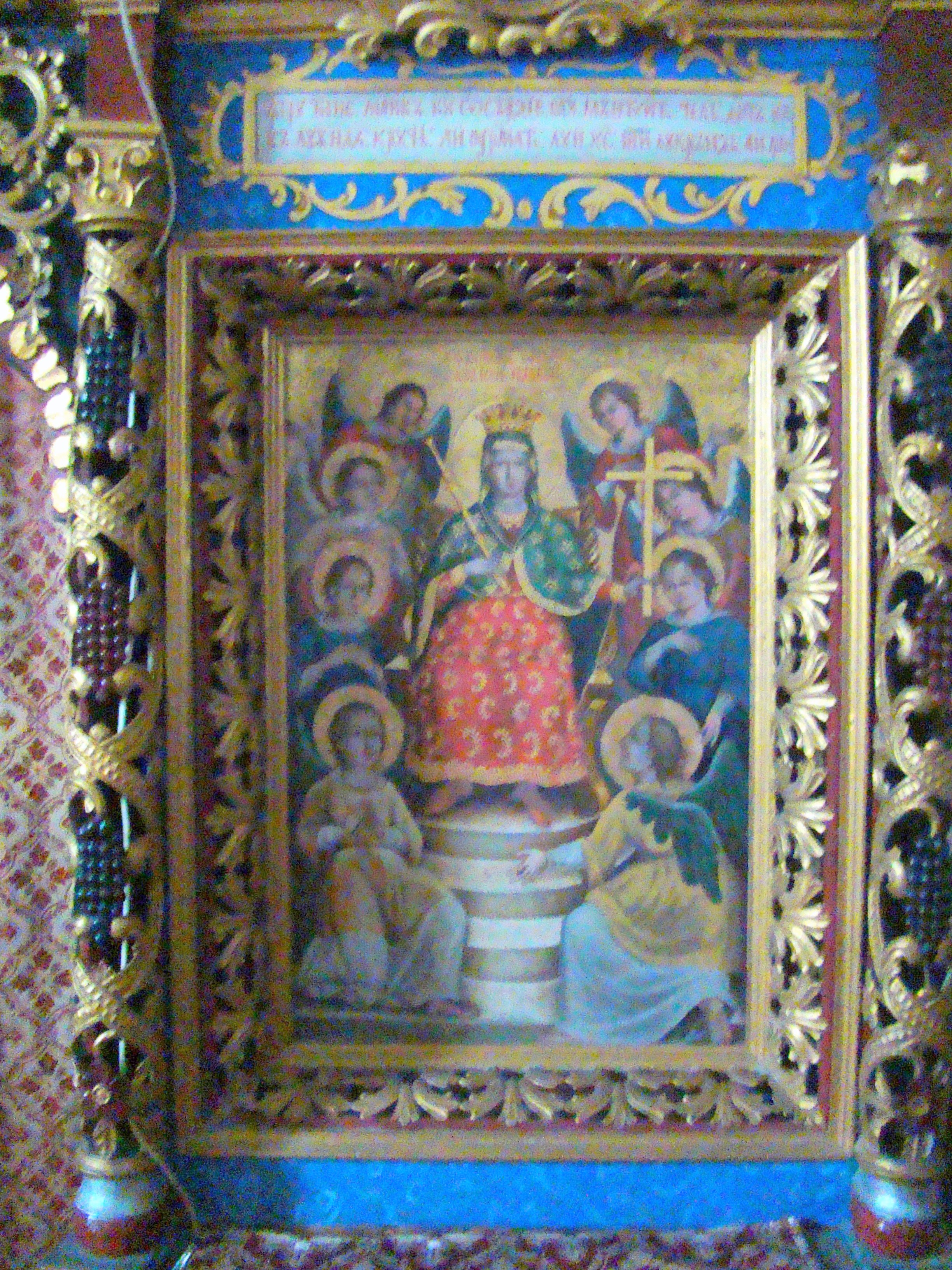
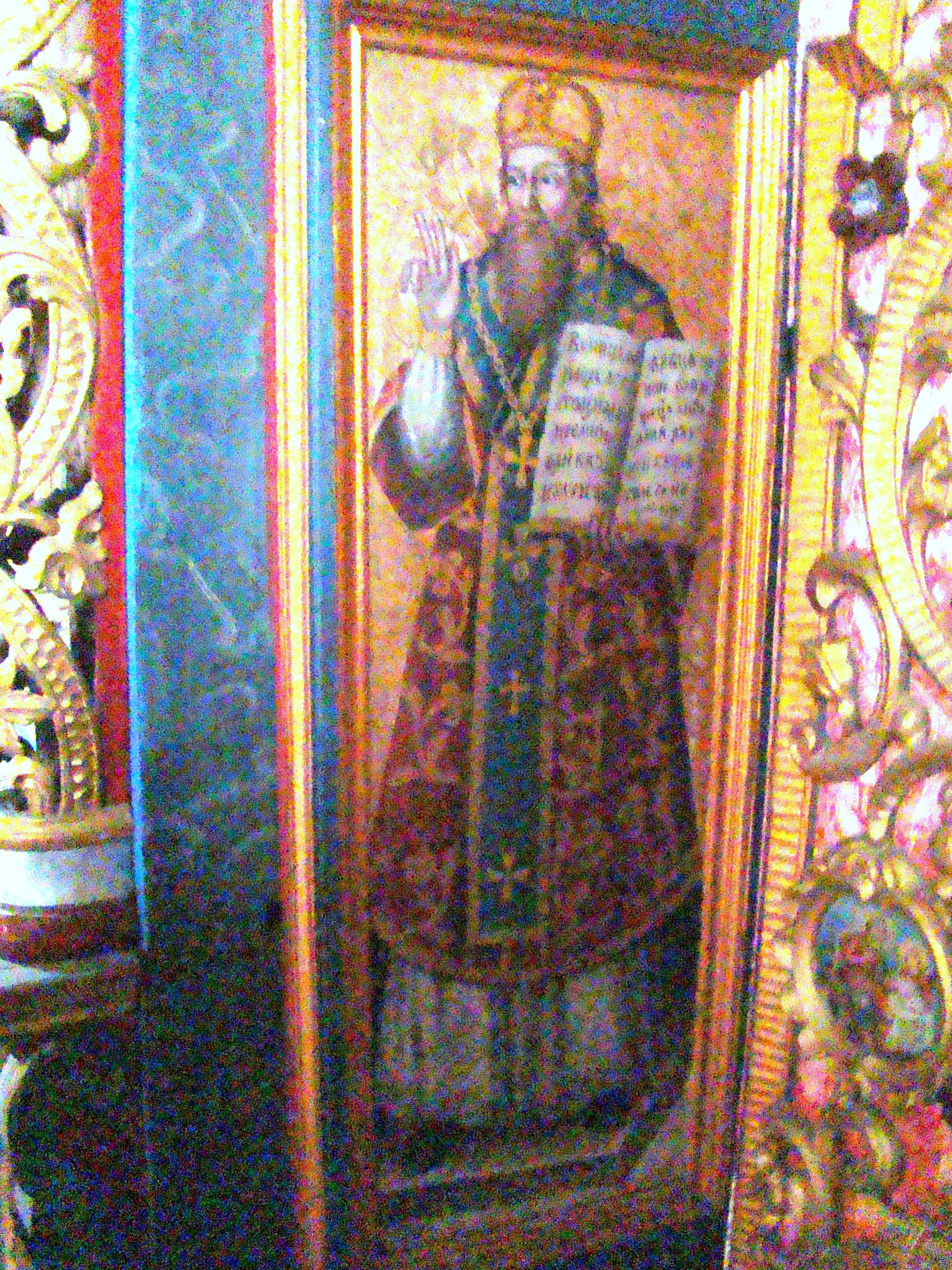
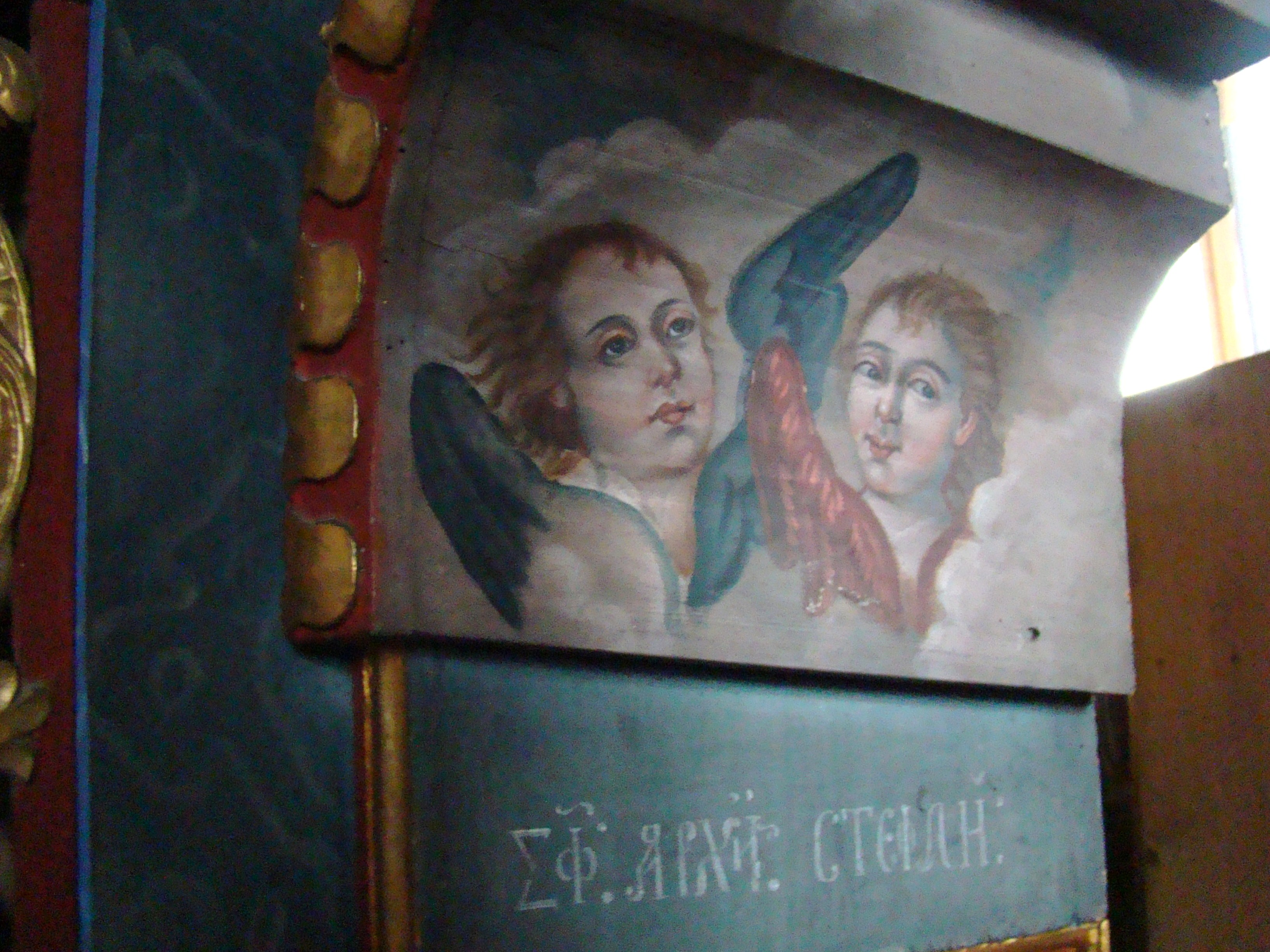
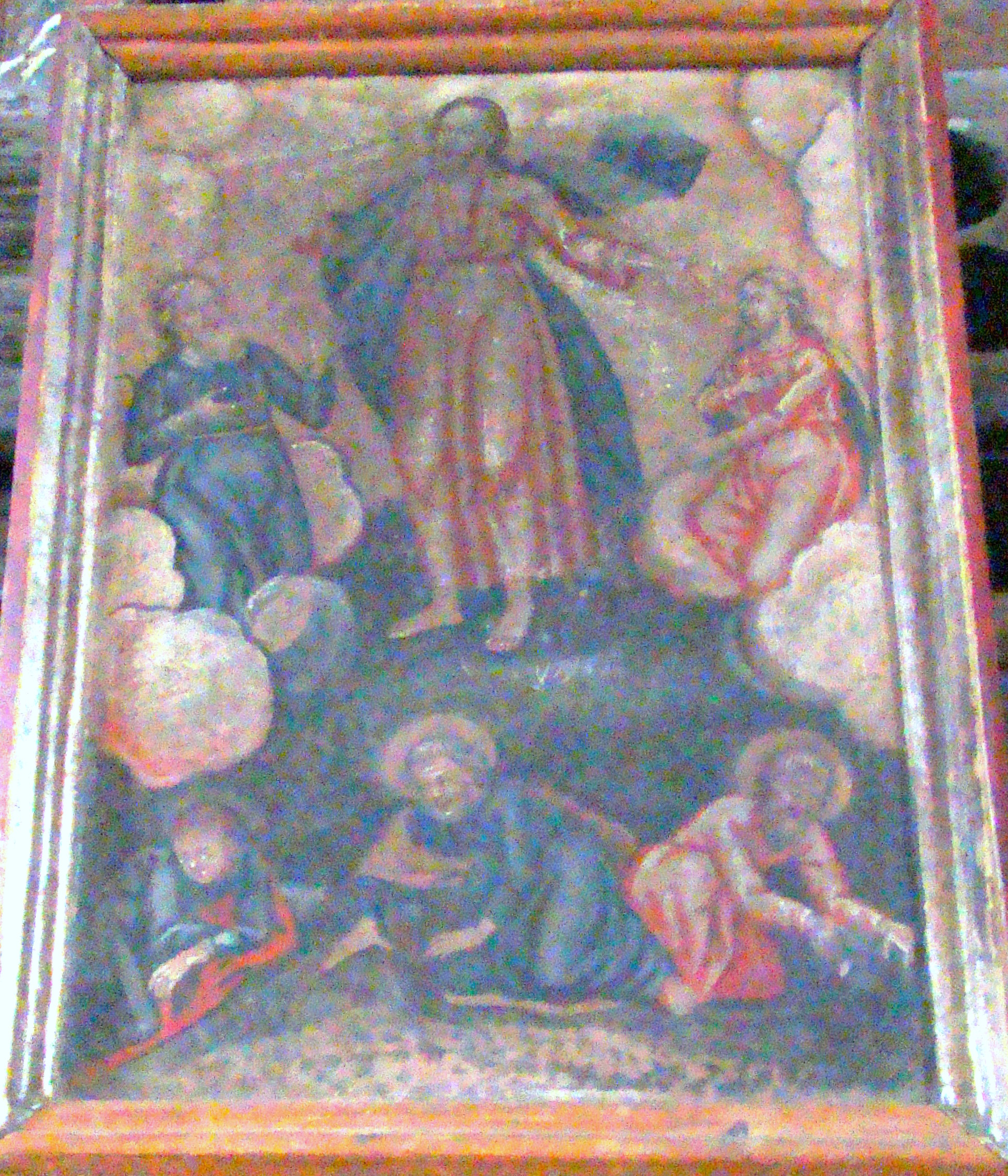
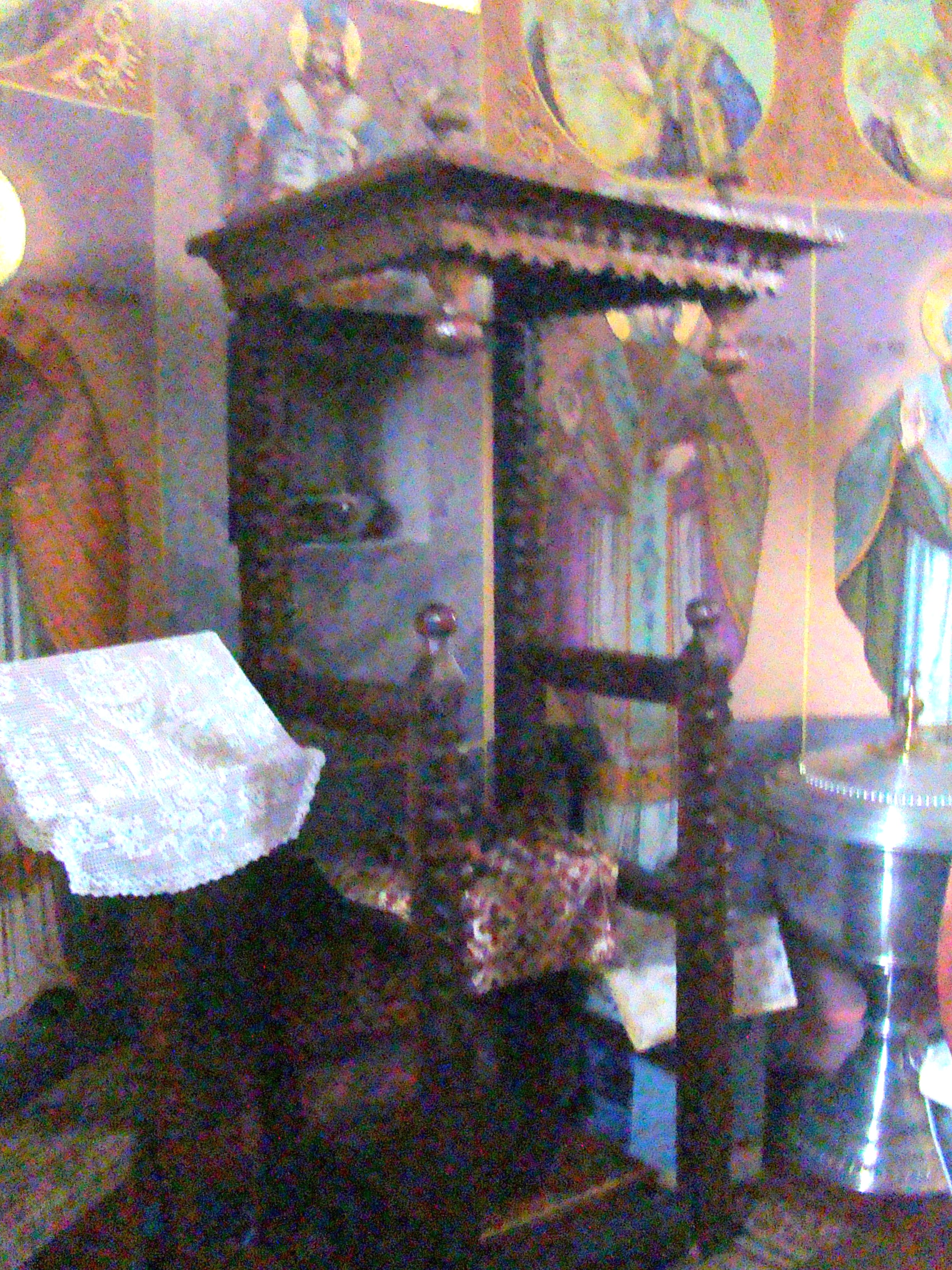
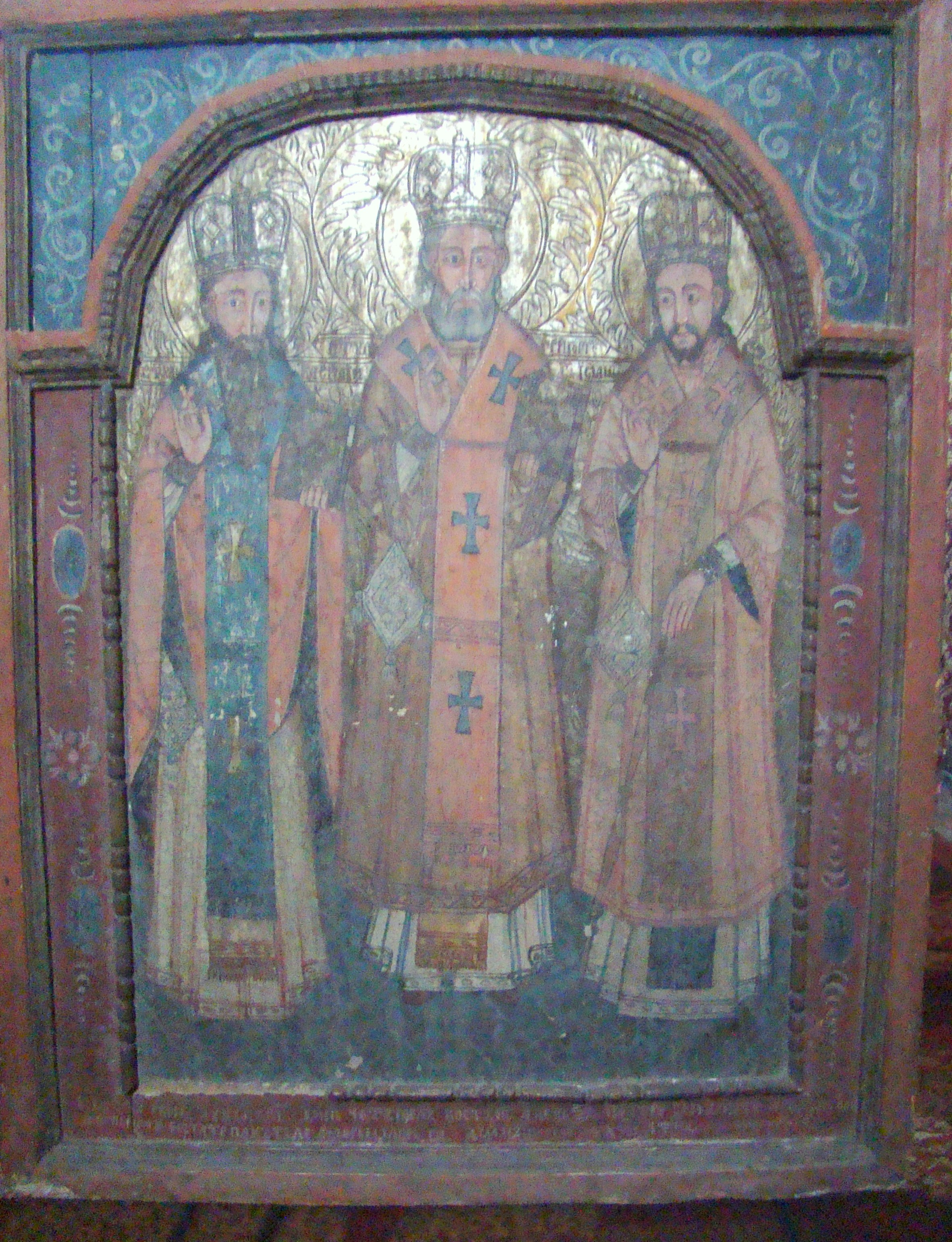
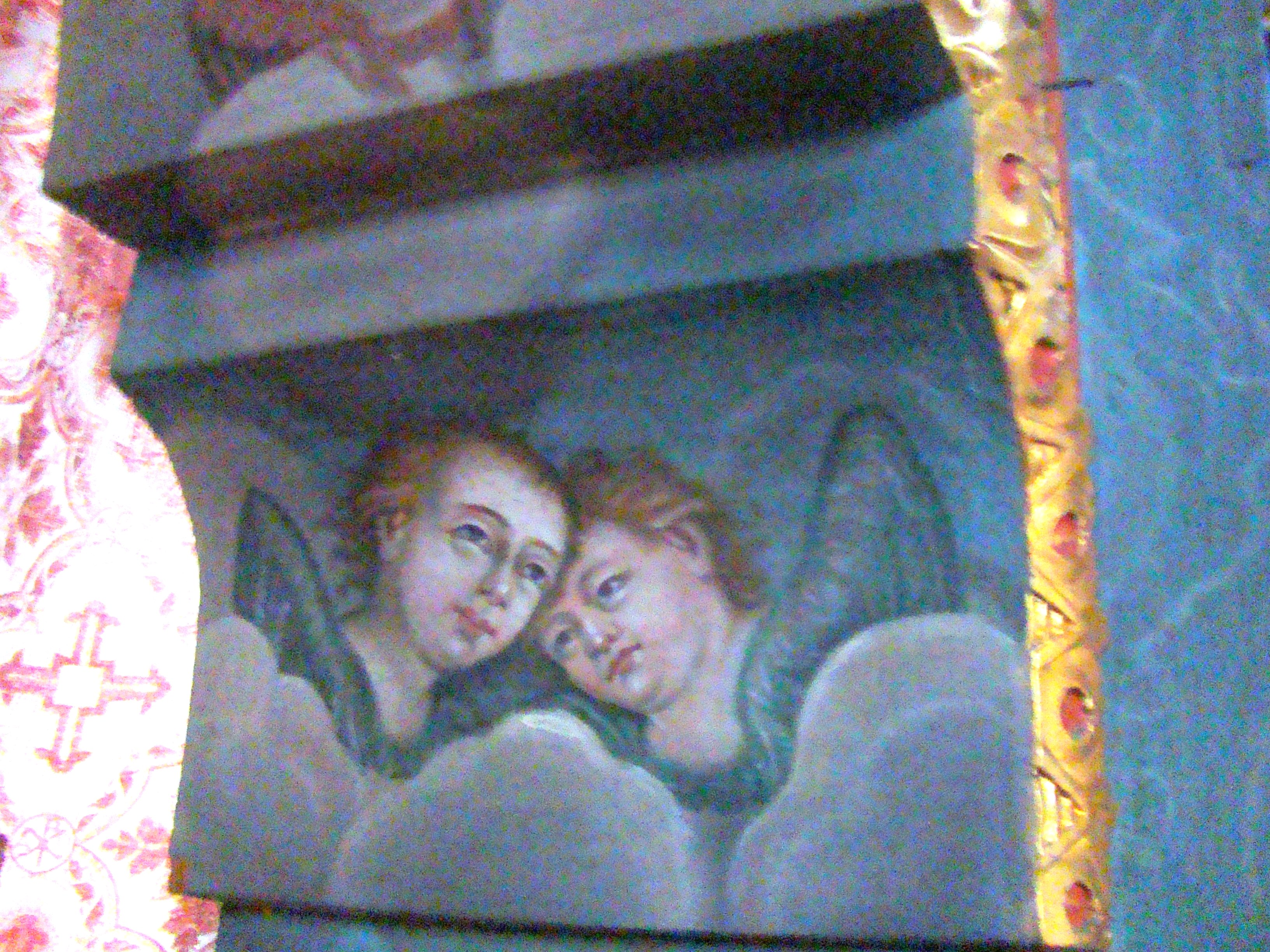